# Island
Island (isländisch Íslandⓘ [ˈist͡länt], ‚Eisland‘) ist ein Inselstaat im äußersten Nordwesten Europas. Mit rund 103.000 Quadratkilometern (davon Landfläche 100.250 und Wasserfläche 2.750 Quadratkilometer; mit Fischereizone 758.000 Quadratkilometer) ist Island – nach dem Vereinigten Königreich – der flächenmäßig zweitgrößte Inselstaat Europas. Die Hauptinsel ist die größte Vulkaninsel der Erde und befindet sich knapp südlich des nördlichen Polarkreises. Island ist Mitglied der EFTA, des Europäischen Wirtschaftsraums, des Nordischen Rates sowie Gründungsmitglied der NATO.
Mit seinen 396.960 Einwohnern (Stand: 3. Quartal 2023) ist Island bei einer Bevölkerungsdichte von 3,88 Einwohnern pro km² der am dünnsten besiedelte Staat Europas und einer der am dünnsten besiedelten Staaten der Welt. Über 60 Prozent der isländischen Bevölkerung konzentrieren sich auf die Hauptstadtregion von Reykjavík. Die Besiedlung durch Menschen begann erst im 9. Jahrhundert.
Island ist hinsichtlich Lebensstandard und Pro-Kopf-Einkommen einer der führenden Staaten der Welt. Das Entwicklungsprogramm der Vereinten Nationen zählt Island zu den Ländern mit sehr hoher menschlicher Entwicklung mit dem weltweit höchsten Wert für das Jahr 2023.

## Geographie

Island und der Mittelatlantische Rücken

Geographisch gehört Island zu Nordeuropa, geologisch zugleich zu Europa und Nordamerika, geopolitisch zu den Nordischen Ländern und kulturell zu Nordwesteuropa, insbesondere zu Skandinavien.
Der Inselstaat befindet sich südöstlich von Grönland. Nordöstlich liegt die Insel Jan Mayen, östlich befindet sich Norwegen, südöstlich liegen die Färöer, Großbritannien und Irland.
Zwischen Grönland und Island liegt die Dänemarkstraße. Nördlich von Island liegt die Grönlandsee, östlich das Europäische Nordmeer, erstere ein Nebenmeer des Arktischen Ozeans, letzteres des Atlantischen Ozeans. Südlich beginnt der Nordatlantik.
Die Fläche Islands beträgt 103.125 km², davon sind 100.329 km² Landfläche und 2.796 km² Wasserfläche. Der längste Fluss ist die Þjórsá mit 230 km. Die höchste Erhebung der Insel ist der Hvannadalshnúkur mit 2110 m. Die Küstenlänge beläuft sich auf rund 4.970 km.

### Geologie
Island liegt auf dem Mittelatlantischen Rücken und damit sowohl auf der Nordamerikanischen als auch auf der Eurasischen Platte, wobei sich die Plattengrenzen von Südwesten nach Nordosten in etwa diagonal über die Insel ziehen. Die Platten entfernen sich jährlich etwa 2 cm voneinander. Ein Mantelplume unter der Insel, der sogenannte Island-Plume, sorgt für ständigen Nachschub von geschmolzenem Gesteinsmaterial aus dem Erdinneren, weshalb die Insel nicht auseinanderbricht. Die aktiven Vulkane in Island sind in etwa 30 Vulkansysteme eingeordnet.
Island vergletscherte in den Eiszeiten fast vollständig. Nach einer Wärmeperiode war die Insel fast gletscherfrei, bevor es vor etwa 1000 Jahren begann, wieder kühler zu werden. Heute bedecken Gletscher wieder 11,1 Prozent der Landesoberfläche. Der Gletscher mit Europas größtem Eisvolumen ist der Vatnajökull. Seine Eiskappe ist bis zu 1000 m dick.
Im Jahr 2010 brachte der Vulkan Eyjafjallajökull mit seiner Aschewolke den Flugverkehr in weiten Teilen Nord- und Mitteleuropas zum Erliegen.

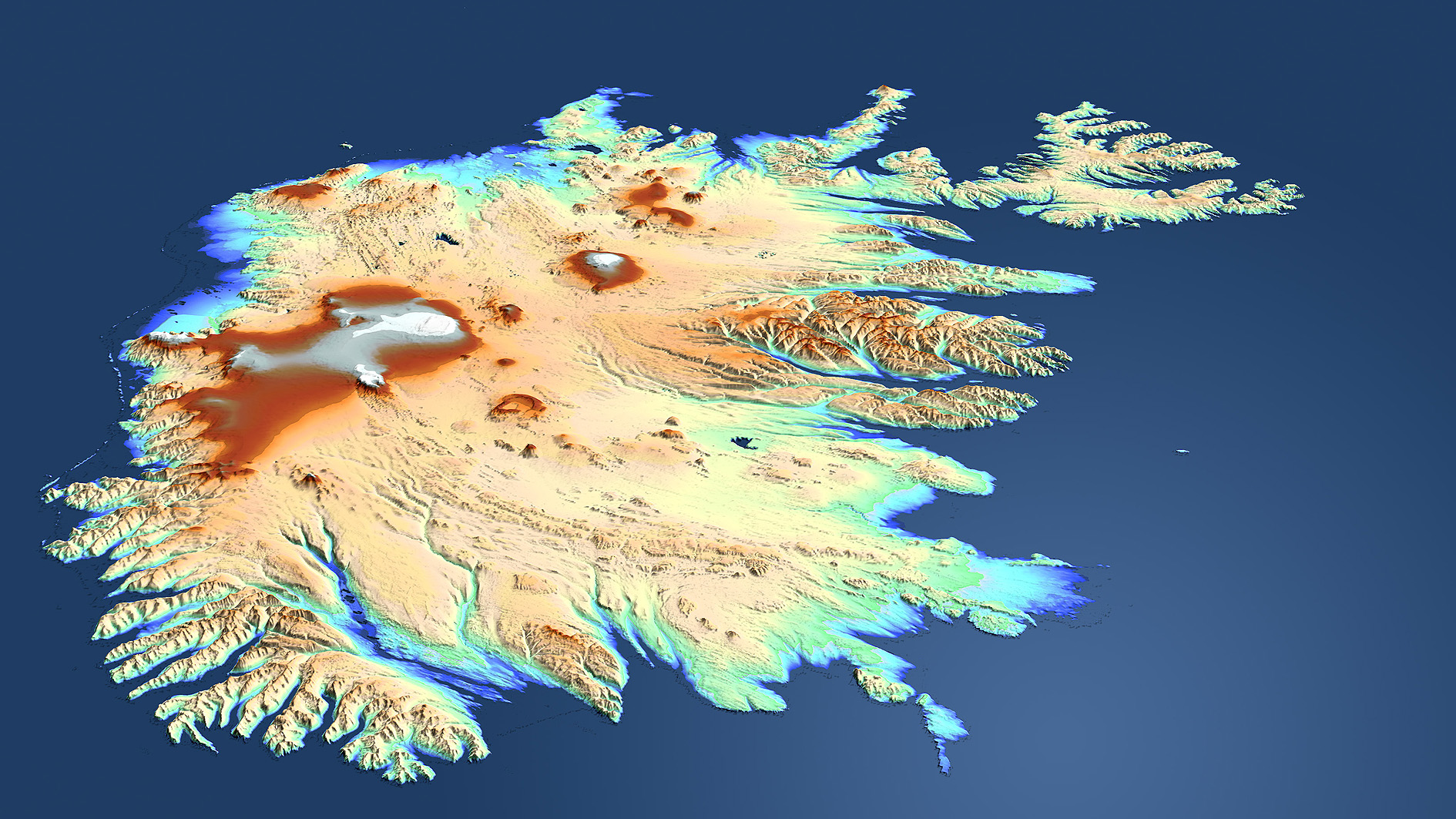
Höhenmodell Islands nach Satellitendaten

### Landschaftsbild

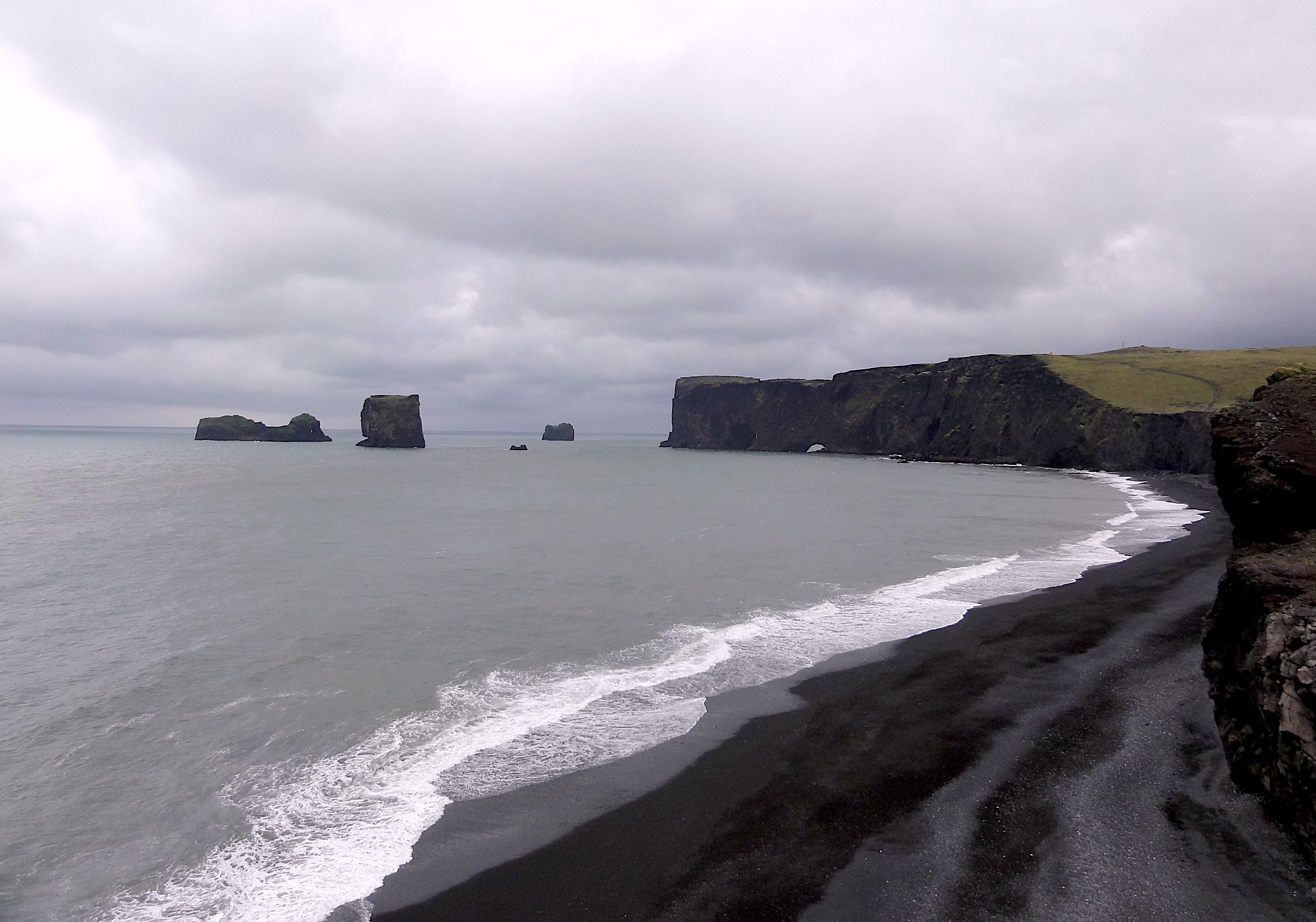
Schwarzer Sandstrand mit Blick auf Dyrhólaey

Die Landschaft ist durch Vulkanismus und Wasserreichtum geprägt. So gibt es zahlreiche, zum Teil aktive Vulkane, Flüsse, Seen und Wasserfälle. Darunter ist mit dem Dettifoss der energiereichste Wasserfall Europas, gemessen am Wasservolumen pro Sekunde × Fallhöhe. Das Isländische Hochland im Zentrum der Insel bildet eine Periglazial-Wüste und ist nahezu unbewohnt. Eine Vielzahl von Gletschern prägt das Gesicht der Insel.
Die Küstenlinie ist im Bereich der isländischen Fjorde stark zerfurcht. Neben der Hauptinsel gibt es eine Reihe kleinerer Inseln, darunter die Westmännerinseln (Vestmannaeyjar). Diese bewohnte Inselgruppe südlich der Hauptinsel umfasst vierzehn Inseln, dazu Schären und Felsen.

### Klima

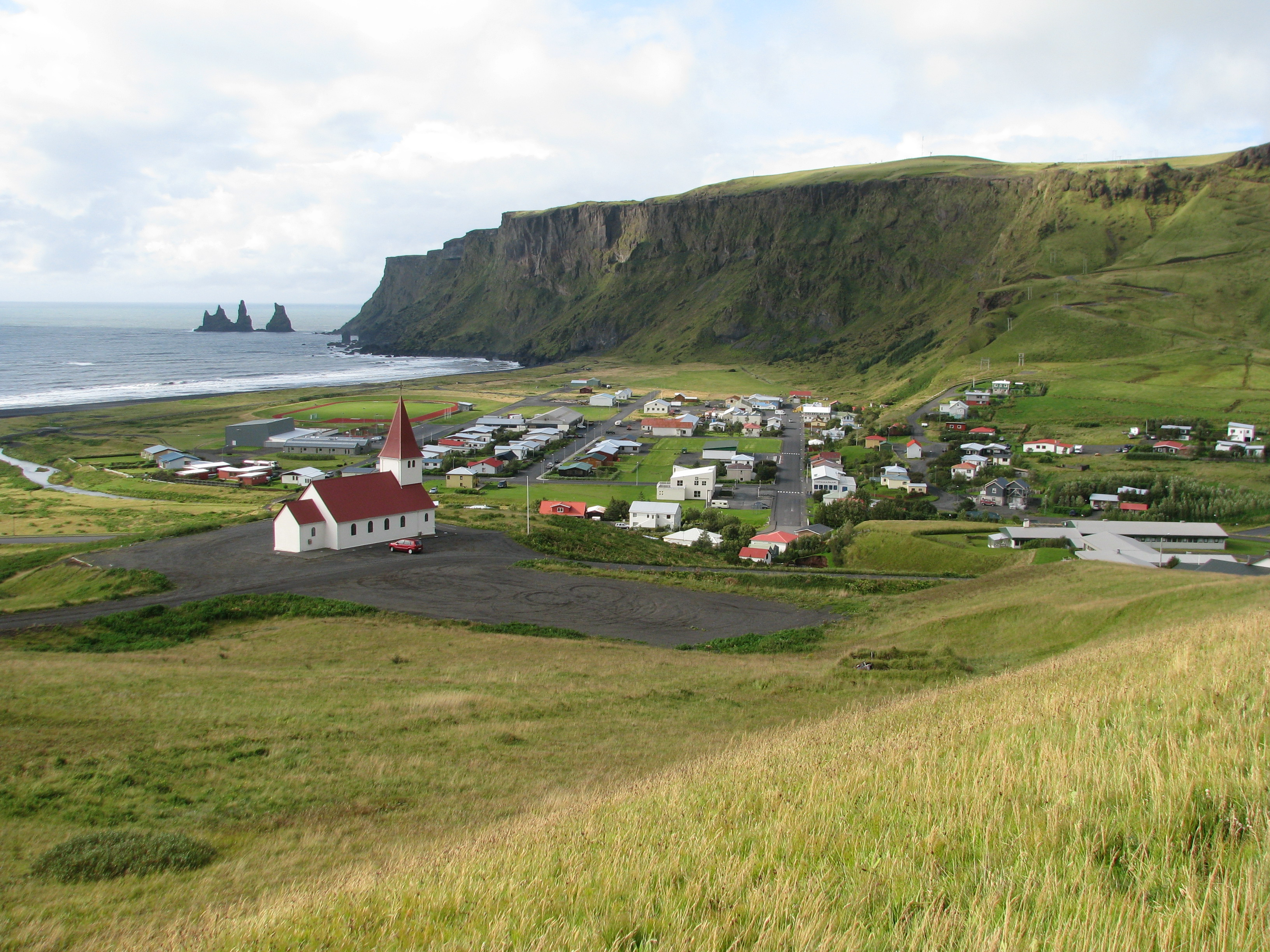
Vík í Mýrdal, regenreichster Ort Islands außerhalb des Vatnajökull

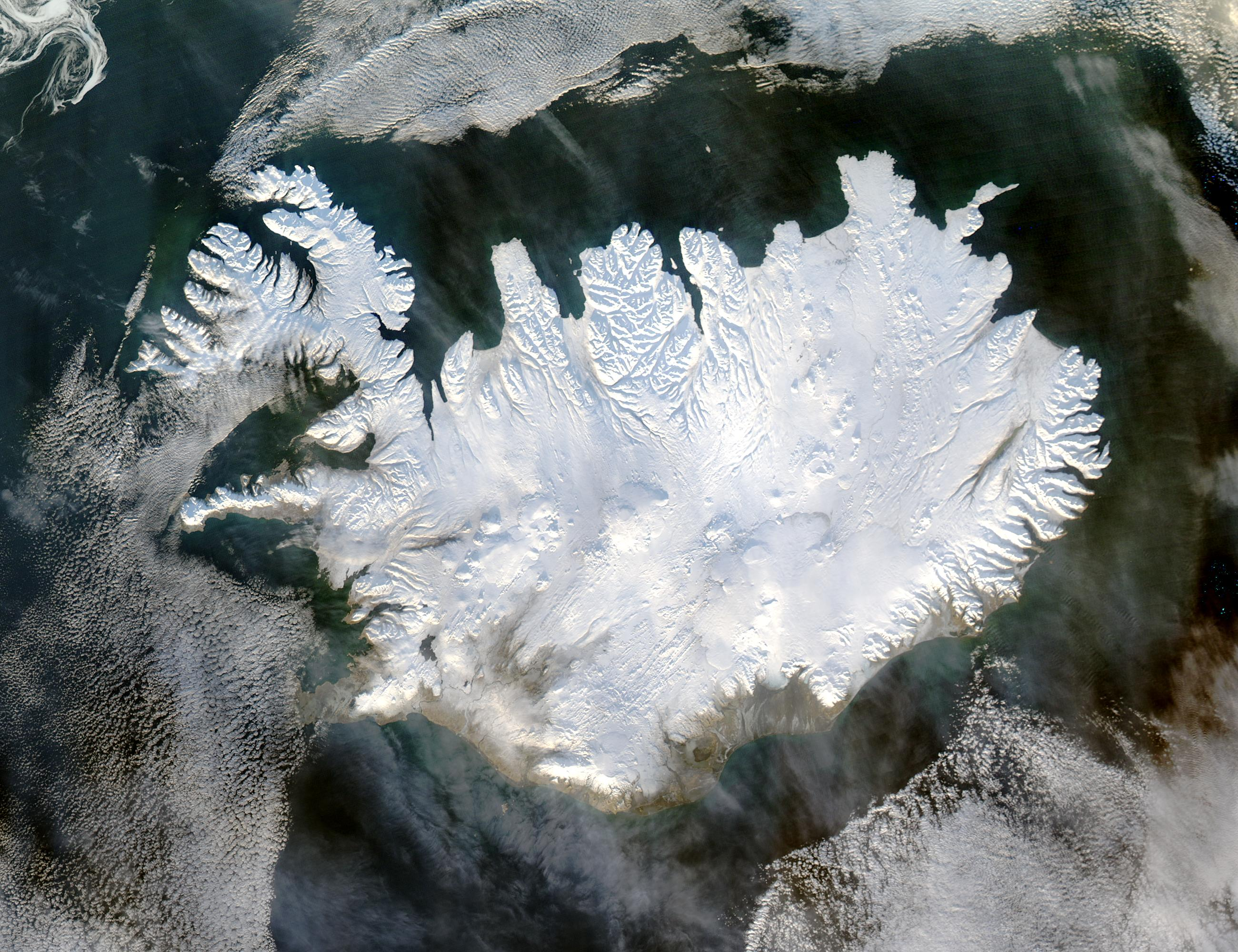
Island im Winter, aufgenommen vom NASA-Satelliten Aqua am 28. Januar 2004

Das Klima ist ozeanisch kühl, geprägt vom relativ warmen Irmingerstrom (5 °C) an der Südküste und vom kalten Grönlandstrom an der Nordost- und Südwestküste. Die Niederschläge betragen bis zu 2000 mm im Jahr in den Niederungen im Süden und bis zu 4000 mm auf dem Vatnajökull. Die geringste Niederschlagsmenge findet man auf den Hochebenen im Norden von Island (unter 600 mm).
Aufgrund des warmen Golfstroms ist das Klima in Island milder als in anderen Regionen dieser Breitengrade. Die Winter sind vergleichsweise mild und die Sommer eher kühl. In den letzten Jahrzehnten macht sich die globale Erwärmung durch einen leichten Anstieg der Durchschnittstemperaturen bemerkbar, was am Rückzug einzelner Gletscherzungen bis hin zum völligen Abschmelzen kleinerer Gletscher (zum Beispiel der heute verschwundene Okjökull) zu beobachten ist. Am wärmsten ist es in Island in der Zeit von Mitte Juni bis Ende August/Mitte September.
Die Tagestemperaturen schwanken zwischen 0 und 3 °C im Winter und zwischen 12 und 15 °C im Sommer, wobei es im Landesinneren teils deutlich kühler sein kann. Im Sommer treten in einigen privilegierten Lagen auch wesentlich höhere Temperaturen (über 20 °C) auf. Vor allem wegen des Golfstroms fällt im Süden der Insel vergleichsweise selten Schnee.
Die geringsten Niederschläge fallen in Island in den frühen Sommermonaten, wobei es hier signifikante lokale Unterschiede gibt. Im Nordosten ist es tendenziell trockener, da sich die von Süden kommenden Wolken häufig über dem 8100 km² großen Gletscher Vatnajökull ausregnen. Auch die Sonnenscheindauer ist daher etwa im Gebiet des Sees Mývatn höher als in anderen Regionen des Landes. Bei Nordwind ist der Effekt umgekehrt: Im Norden regnen sich die Wolken ab, während es in den südlichen Regionen sonnig und warm ist (siehe auch Föhn).
|                       | Jan  | Feb  | Mär  | Apr  | Mai | Jun  | Jul  | Aug  | Sep  | Okt  | Nov  | Dez  |   |       |
| Mittl. Tagesmax. (°C) | 1,9  | 2,8  | 3,2  | 5,7  | 9,4 | 11,7 | 13,3 | 13,0 | 10,1 | 6,8  | 3,4  | 2,2  | ⌀ | 7     |
| Mittl. Tagesmin. (°C) | −3,0 | −2,1 | −2,0 | 0,4  | 3,6 | 6,7  | 8,3  | 7,9  | 5,0  | 2,2  | −1,3 | −2,8 | ⌀ | 1,9   |
|                       |      |      |      |      |     |      |      |      |      |      |      |      |   |       |
| Niederschlag (mm)     | 89   | 64   | 62   | 56   | 42  | 42   | 50   | 56   | 67   | 94   | 78   | 79   | Σ | 779   |
|                       |      |      |      |      |     |      |      |      |      |      |      |      |   |       |
| Sonnenstunden (h/d)   | 0,8  | 1,9  | 3,6  | 4,7  | 6,2 | 5,2  | 5,5  | 5,0  | 4,2  | 2,7  | 1,3  | 0,3  | ⌀ | 3,5   |
|                       |      |      |      |      |     |      |      |      |      |      |      |      |   |       |
| Regentage (d)         | 13,3 | 12,5 | 14,4 | 12,2 | 9,8 | 10,7 | 10   | 11,7 | 12,4 | 14,5 | 12,5 | 13,9 | Σ | 147,9 |

| −3,0 |

| −2,1 |

| −2,0 |

| 0,4 |

| 3,6 |

| 6,7 |

| 8,3 |

| 7,9 |

| 5,0 |

| 2,2 |

| −1,3 |

| −2,8 |

| −3,0 |

| −2,1 |

| −2,0 |

| 0,4 |

| 3,6 |

| 6,7 |

| 8,3 |

| 7,9 |

| 5,0 |

| 2,2 |

| −1,3 |

| −2,8 |

### Zeitzone
In Island ist die amtliche Zeit die koordinierte Weltzeit (UTC), also die Greenwich-Zeit, obwohl es geographisch gesehen UTC−2 beziehungsweise UTC−1 Stunde sein müsste, vgl. Zeitzonen. Seit 1967 gibt es in Island keine Winterzeit mehr.

### Fauna
Die Tier- und Pflanzenwelt Islands ist, im Vergleich etwa zu Mittel- und Südeuropa, wenig artenreich. Vor der Besiedlung durch den Menschen gab es nur Vögel, Fische, Insekten, Robben, Polarfüchse und manchmal Eisbären, die zufällig mit einer Eisscholle von Grönland hierher getrieben waren. Mit den Menschen kamen die Haustiere, insbesondere Schafe und Pferde, aber auch Mäuse und Ratten wurden auf Schiffen eingeschleppt.
Anders als bei anderen Tierklassen ist die Vielfalt der Vögel enorm groß. Im Landesinneren leben z. B. Rotdrossel, Kurzschnabelgans und das Alpenschneehuhn, in den Küstenregionen unzählige Seevögel.

#### Landsäugetiere
Der Polarfuchs ist ein Landsäugetier, dessen Population in Island heute annähernd 10.000 Individuen umfasst. Er besiedelte wahrscheinlich unabhängig vom Menschen Island und erreichte es während kühlerer Klimazeiten wie der Kleinen Eiszeit über das gefrorene Polarmeer. Der aus Pelztierfarmen entwichene Amerikanische Nerz gefährdet die Vogelwelt. An der Küste, insbesondere im Norden der Insel, kann man Seehunde beobachten. Mäuse und Ratten verbreiteten sich von Schiffen aus. Das Walross wurde auf Island schon durch die Wikinger ausgerottet.

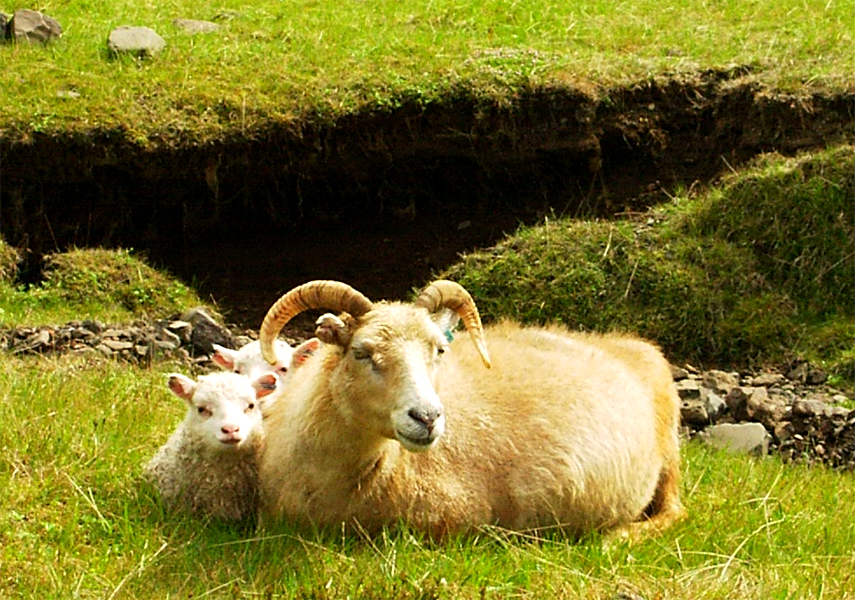
Islandschafe

Die nordischen Siedler führten bei der Landnahme alle Nutztiere der Insel ein, darunter auch die heutigen Islandschafe. Bis heute überlässt man die gut markierten Tiere den kurzen Sommer über sich selbst. Sie ziehen, innerhalb festgelegter Landwirtschaftsbezirke, frei umher. Überwinden sie jedoch die trennenden Zäune oder natürlichen Hindernisse (Flüsse, Wüsten, Berge), werden sie zur Seuchenprävention auf der Stelle getötet. Im Herbst fängt man die Tiere beim Viehabtrieb (Réttir) wieder ein. Um Überweidung zu verhindern, ist die Schafhaltung quotiert.

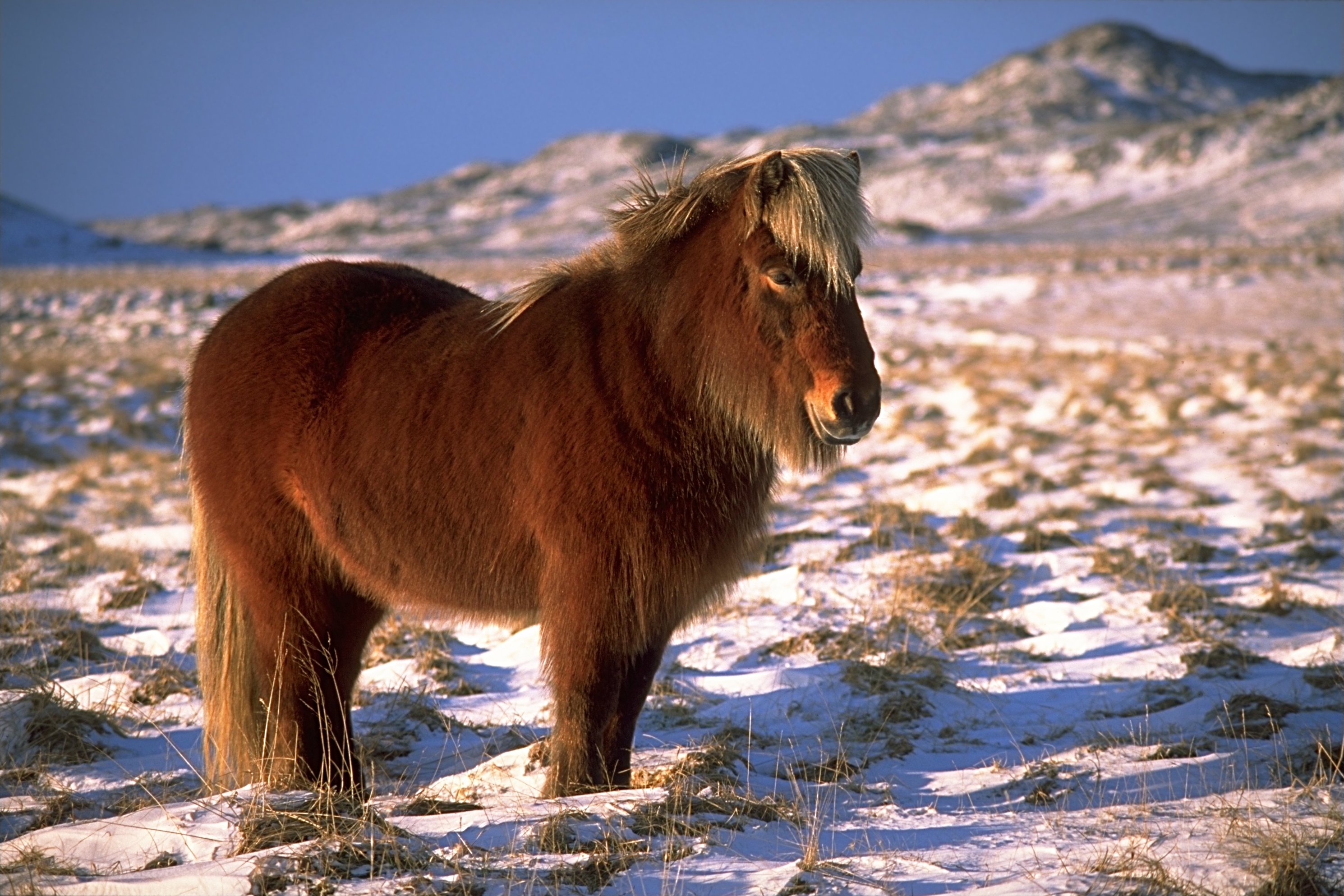
Ein Islandpferd im Winter

Ein Wandel des Klimas und die Rodung der ursprünglichen Birkenwälder, mit anschließender extensiver Beweidung, hat das Landschaftsbild Islands dauerhaft verändert. 1771 brachte man 13 Rentiere aus Norwegen ins Land und hoffte auf Vermehrung, um sie bejagen zu können oder aus ihrer Haltung anderweitig Nutzen zu ziehen. Heute leben etwa 3000 Rentiere wild im östlichen Hochland der Insel. Die erhoffte wirtschaftliche Bedeutung haben sie aber nie erlangt. Anfang des 20. Jahrhunderts versuchte man auch, den Moschusochsen anzusiedeln – jedoch ohne größeren Erfolg.
Island ist die Heimat des Islandpferdes. Als eine von nur wenigen Pferderassen beherrscht es den Tölt, eine trittsichere, langsame bis schnelle Gangart ohne Sprungphase. Das Pferd hat also immer ein Bein am Boden, was für den Reiter sehr bequem ist und seinen Rücken schont. Islandpferde dürfen wie alle lebenden Nutztiere zwar aus-, aber nicht wieder eingeführt werden. Das soll das Einschleppen von Krankheiten sowie den Eintrag fremden Erbguts, etwa durch Föten tragender Stuten, die die reinrassige Islandpferdezucht gefährden, verhindern.

#### Vögel

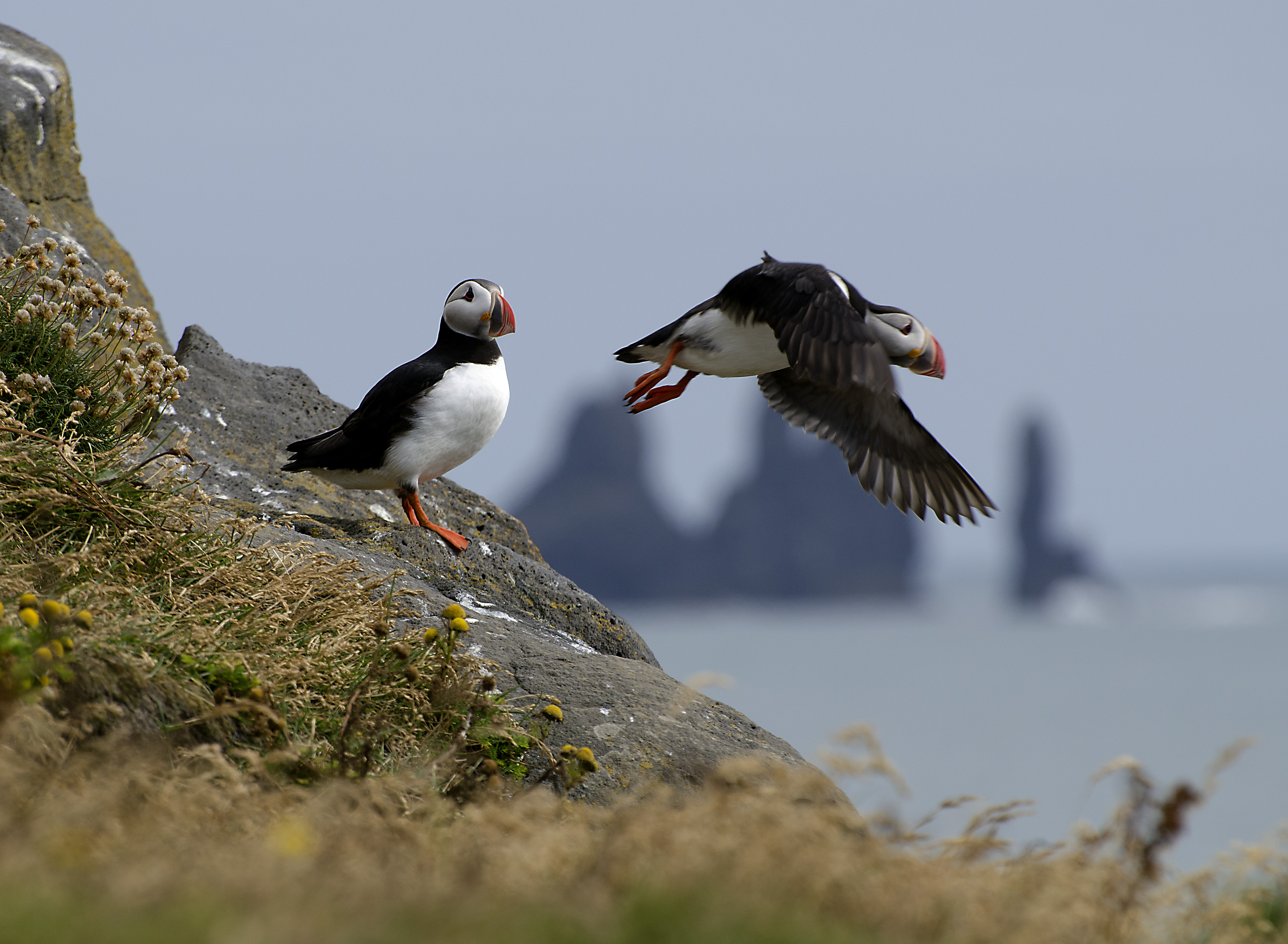
Papageitaucher bei Dyrhólaey

Island ist berühmt für seine Vogelwelt, besonders die zahlreichen Vogelfelsen sind ein Magnet für Vogelbeobachter aus aller Welt. Als bekanntester Vogel Islands gilt der Papageitaucher. An den Vogelfelsen finden sich zudem Trottellummen, Dickschnabellummen, Eissturmvögel, Gryllteisten oder der Basstölpel.
Im Landesinneren trifft man auf das Alpenschneehuhn, den Goldregenpfeifer, das Odinshühnchen, das Thorshühnchen, und an Gletscherseen ist der Sterntaucher zu beobachten. Auf den Sandern muss man sich vor den Angriffen von Skuas und Küstenseeschwalben in Acht nehmen. Drei nordamerikanische Arten, Eistaucher, Kragenente und Spatelente, haben auf Island ihr einziges europäisches Brutvorkommen.
Der See Mývatn ist für seinen ungewöhnlichen Artenreichtum an Wasservögeln (z. B. Bergenten und Spatelenten) bekannt. In den Frühjahrs-, Sommer- und frühen Herbstmonaten findet sich an diesem See die weltweit größte Vielfalt an Entenarten. Ein Drittel der Enten- und Sägerarten überwintert dort. Die Greifvogelwelt Islands ist ebenfalls beachtlich, so kommen Gerfalke und Merlin relativ häufig vor.

#### Meer und Binnengewässer

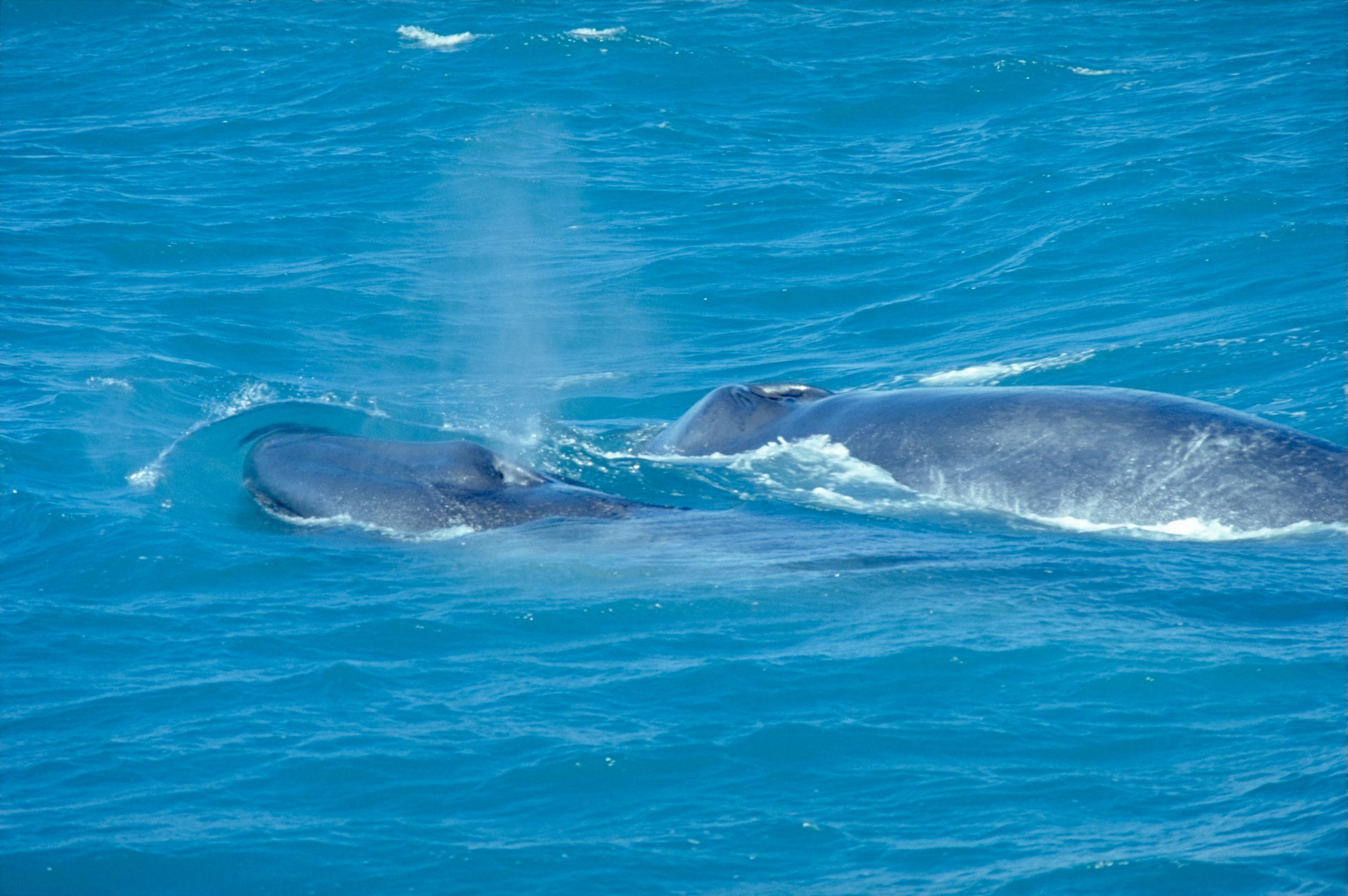
Blauwal mit Kalb

Da der warme Irmingerstrom (Golfstrom) und der kalte Ostgrönlandstrom vor der Küste aufeinandertreffen, sind die Gewässer um Island besonders fischreich. Zudem ist das Wasser kaum mit Schadstoffen belastet, weshalb im Meer um die Insel rund 270 Fischarten leben. Pflanzen wachsen bis zu einer Wassertiefe von 40 m.
Die Islandmuschel kann ein Alter von über 500 Jahren erreichen.
In den isländischen Gewässern leben zahlreiche Walarten, wie zum Beispiel Nördlicher Zwergwal (Balaenoptera acutorostrata), Blauwal (Balaenoptera musculus), Finnwal (Balaenoptera physalus), Seiwal (Balaenoptera borealis), Buckelwal (Megaptera novaeangliae), Schweinswale (Phocoena phocoena), Weißschnauzendelfin (Lagenorhynchus albirostris), Weißseitendelfin (Lagenorhynchus acutus), Grindwal (Globicephala melas), Schwertwal (Orcinus orca), Nördlicher Entenwal (Hyperoodon ampullatus) und der Pottwal (Physeter macrocephalus). Aktuellen Bestandszählungen zufolge gibt es in den Gewässern um Island etwa 50.000 Zwergwale und 17.000 Finnwale. Die Gesamtzahl der Wale wird auf rund 230.000 geschätzt.
1982 einigten sich die Mitglieder der Internationalen Walfangkommission (IWC) darauf, sämtliche kommerziellen Walfangaktivitäten ab der Jagdsaison 1986 zu verbieten (Walfang-Moratorium). Island legte – im Gegensatz zu anderen Ländern – damals keinen Einspruch gegen diese Entscheidung ein. Nachdem das Moratorium in Kraft getreten war, erlegten isländische Walfänger im Rahmen eines wissenschaftlichen Walfangprogramms in kleinem Maßstab weiterhin Wale vor seinen Küsten. 1992 trat Island aus dem IWC aus, zehn Jahre später, 2002, aber erneut bei, jedoch mit einem Vorbehalt gegen das Moratorium.
2006 beschloss Island, zusätzlich zum wissenschaftlichen auch den kommerziellen Walfang wieder zuzulassen. 30 Zwergwale und 161 Finnwale, die zu den bedrohten Arten zählen, dürfen vor den Küsten getötet werden – allen weltweiten Protesten zum Trotz. Von 2013 bis 2016 wurden durchschnittlich 27 Zwergwale erlegt; in den Jahren 2013–2015, 2018 und 2022 durchschnittlich etwa 143 Finnwale, 2023 reduzierte sich die Zahl stark auf 24.
Whale-Watching ist eine wichtige Attraktion der Tourismusindustrie im Land geworden, mit 200.000 Touristen jährlich und einem Umsatz von ca. 13,5 Millionen Euro. Da die Anbieter von Walbeobachtungstouren einen Einbruch der Besucherzahlen befürchten, wird in Island selbst inzwischen über die Einstellung des Walfangs diskutiert. In den Jahren 2019 bis 2021 wurde der Walfang ausgesetzt. Im April 2025 entschied sich das einzige, noch bestehde Walfangunternehmen Islands aus wirtschaftlichen Gründen in der Saison 2025 keine Jagd auf Wale zu machen. In 2026 will es die Lage neu bewerten.
In Islands Binnengewässern ist der Artenreichtum an Fischen nicht so groß wie vor den Küsten. In den Flüssen und Seen leben Aale, Forellen, Lachse, Stichlinge und Saiblinge, also fast ausschließlich lachsartige (Salmonidae), die teilweise für Wochen und Monate ins Meer wandern.

### Flora

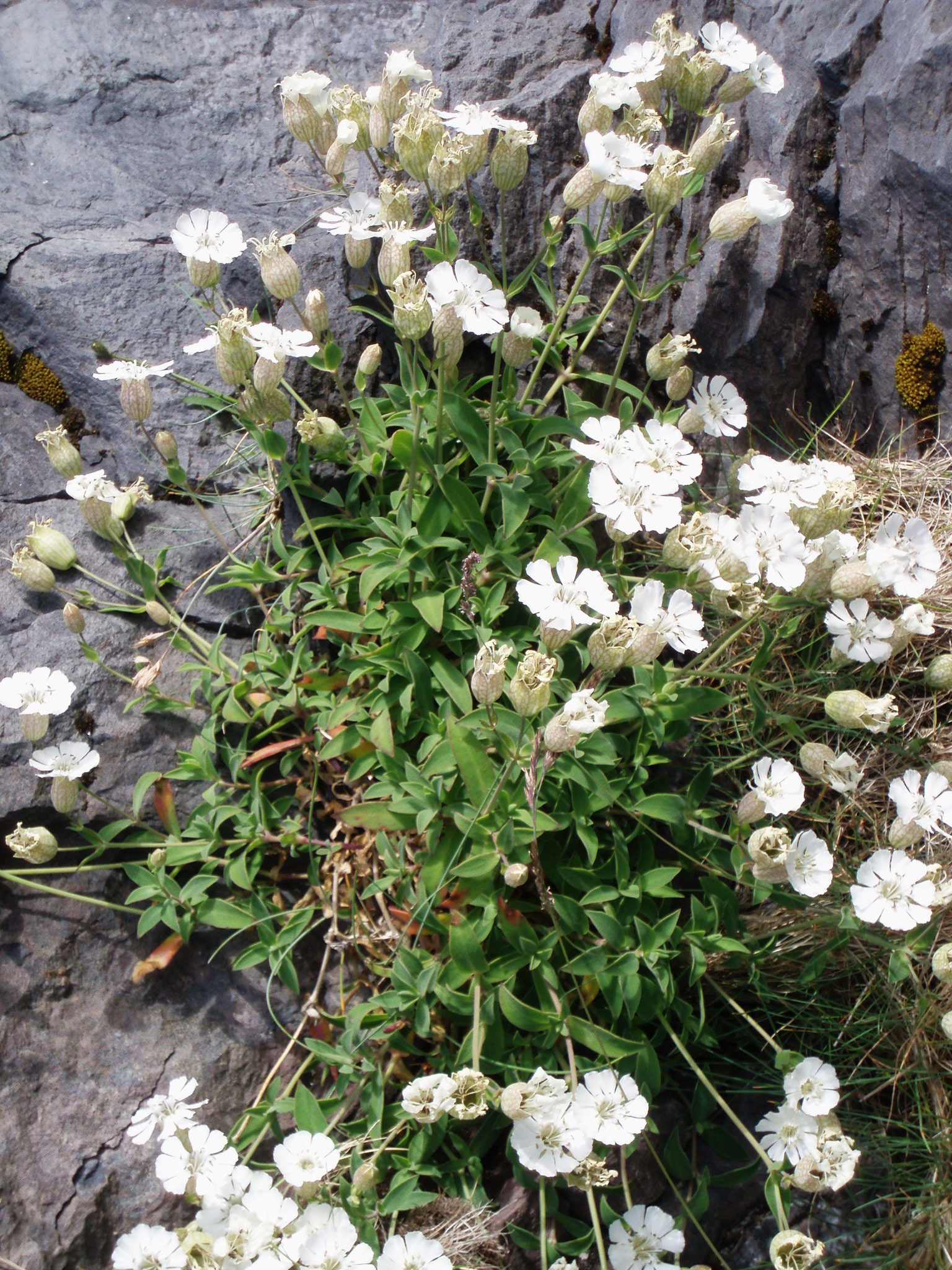
Einblütiges Leimkraut, eine typisch isländische Lavawüstenpflanze

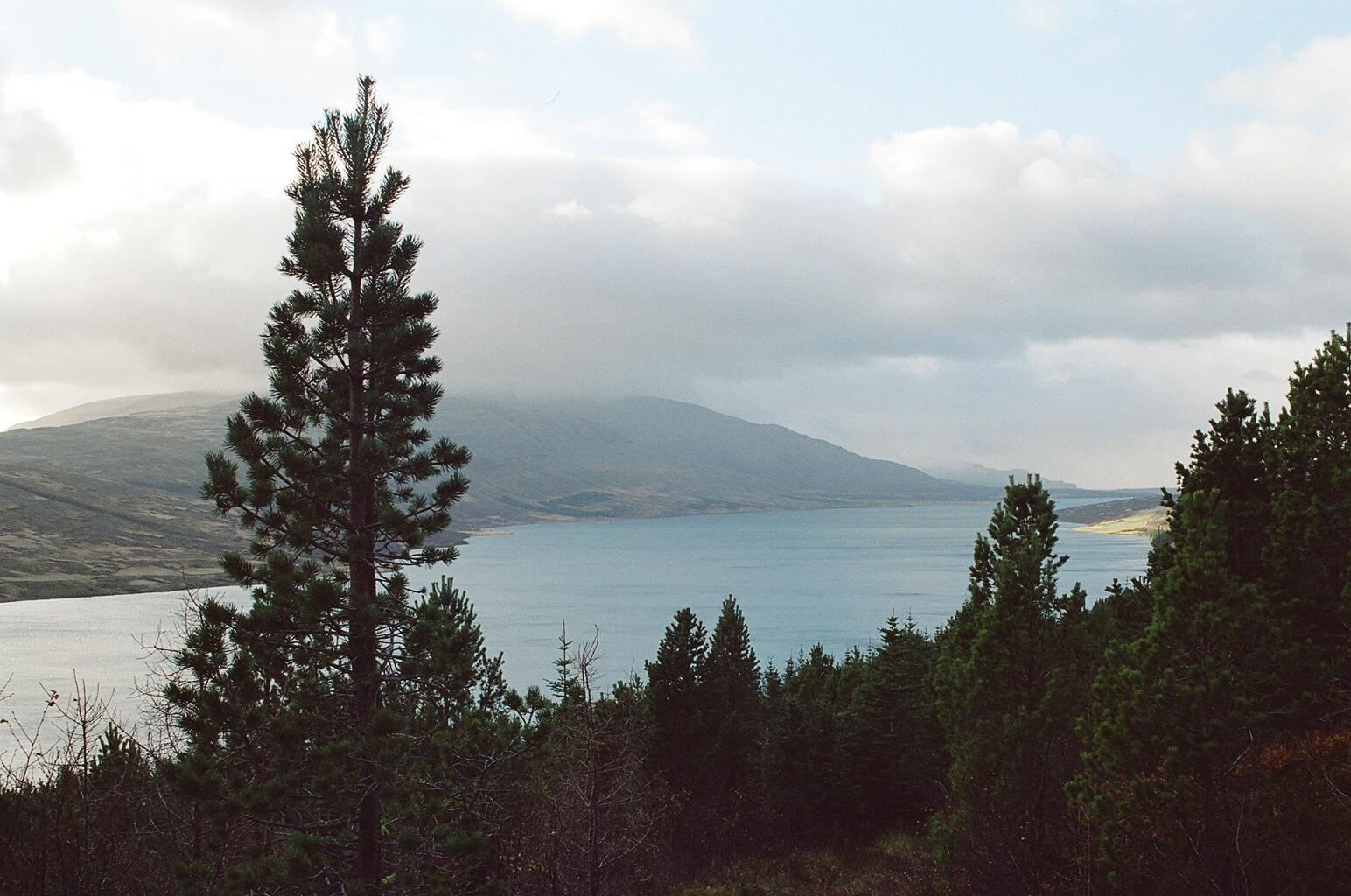
Waldpflanzungen am See Skorradalsvatn

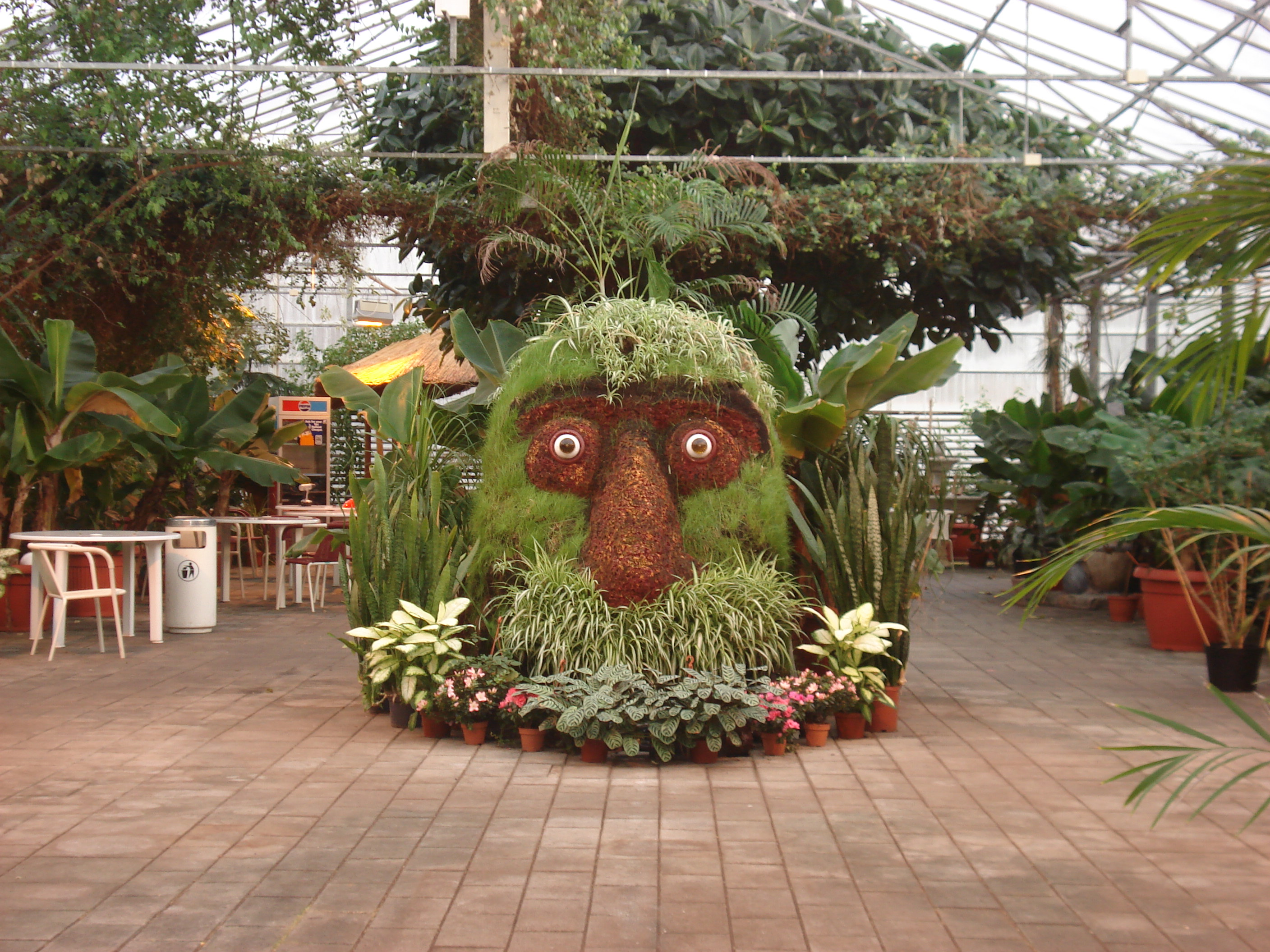
Bananenpflanzen in der Gemeinde Hveragerði im Jahr 2007

Die Flora Islands weist einige endemische Arten auf. Besonders häufig trifft man unterschiedliche, in verschiedenen Farben wachsende Flechten und Moose an. Mit den Eiszeiten sind die meisten der den gemäßigten und subtropischen Zonen angehörenden Pflanzenarten von der Insel verschwunden, darunter auch Mammutbaum und Ahorn.
Die restlichen Pflanzenarten waren und sind dem rauen Klima angepasst. Man findet zum Beispiel zahlreiche Steinbrecharten und auch diverse Unterarten des Leimkrauts, zum Beispiel ist das Einblütige Leimkraut (a. Klippen-Leimkraut), eine der ersten Pflanzenarten, die Lavafelder besiedeln und daher viel im Hochland zu finden sind. Auch die Doldengewächse sind an feuchten Bachrändern und Seeufern verbreitet. Besonders beliebt ist die Engelwurz, die man traditionell auch zur Teeherstellung und als Heilkraut kennt. Auf den Hofwiesen blüht viel Löwenzahn und in den Bergen das Alpenröschen.
Die im Juni in großen Mengen violett blühenden Lupinen (vor allem die Alaska-Lupine) wurden allerdings erst nach dem Zweiten Weltkrieg eingeführt. Sie fixieren mit ihrem dichten Wurzelwerk den tonarmen und dadurch stark der Windverwehung ausgesetzten Mutter- und Wüstenboden. Sie dienen der Stickstoffanreicherung und helfen beim Kampf gegen die Erosion. Die Lupinen gelten inzwischen aber als invasive Art, da sie die lokalen Ökosysteme bedrohen, so können keine Bäume zwischen ihnen wachsen. Außerdem wurden Dünengräser, vor allem Strandroggen, gesät, um der Winderosion zu begegnen.
Auffallend für Mitteleuropäer ist der Mangel an Wäldern. Noch zur Zeit der Landnahme waren etwa 20 % des Landes bewaldet. Die alten Chroniken Íslendingabók („Isländerbuch“) und Landnámabók („Landnahmebuch“) berichten gar, das Land sei von der Küste bis in die Berge bewaldet gewesen. Hauptsächlich fand man ausgedehnte Birkenwälder vor, wie Forschungen nachgewiesen haben. Durch Rodungen zur Weidelandgewinnung, für Brennholz und zur Holzköhlerei verschwanden diese Wälder. Die anschließende Beweidung ließ Sprösslinge nicht mehr hochkommen, so dass die Insel bereits nach wenigen Jahrhunderten der Besiedlung völlig entwaldet war. Nur spärliche Reste der niedrig wachsenden Birkenwälder überlebten. Lediglich an einigen, oft abgelegenen Stellen, vor allem am See Lagarfljót in Ostisland, dem Vaglaskógur, im Nordosten (südlich von Akureyri) sowie in den Westfjorden findet man noch zusammenhängende Waldflächen, bestehend aus Birken, Ebereschen und Woll-Weide. Bauholz wurde aus Norwegen eingeführt, und geeignetes Treibholz für Zimmer- und Tischlerarbeiten genutzt. Heute bemüht man sich um die Wiederaufforstung des Landes, wobei das Projekt „Hekluskógar“ zur Bepflanzung der Umgebung des Vulkans Hekla eines der größten ist. Theoretisch wäre eine Fläche von 40 000 km² für die Anlage von Wäldern geeignet. 2015 waren auf Island 492 km² von Wald bedeckt, was im Vergleich zu 2000 (288 km²) und 1990 (161 km²) eine deutliche Zunahme der bewaldeten Fläche bedeutet. Vor allem im Norden und Osten, aber auch am Skorradalsvatn oder im Krossátal am Bergrücken Þórsmörk im Süden des Landes wurden dabei schon Erfolge erzielt.
Bis zum Jahr 2100 sollen 12 % des Landes bewaldet sein.
An warmen Quellen und Bächen stößt man häufig auf eine üppige Vegetation, vorausgesetzt die Beschaffenheit des Bodens lässt es zu. Durch Erdwärme aufgeheiztes Wasser nutzt man in Island für Gewächshäuser. Daher wachsen knapp unterhalb des Polarkreises sogar Bananenstauden – die nördlichsten der Welt –, aber auch Schnittblumen und selbst Weinreben werden hier gezüchtet. Besonders gut lässt sich die Pflanzen- und Tierwelt in den drei Nationalparks Islands beobachten.

## Bevölkerung

### Demografie
| Jahr | Einwohnerzahl |
| ---- | ------------- |
| 1950 | 143.000       |
| 1960 | 176.000       |
| 1970 | 204.000       |
| 1980 | 228.000       |
| 1990 | 255.000       |
| 2000 | 280.000       |
| 2010 | 320.000       |
| 2020 | 366.000       |

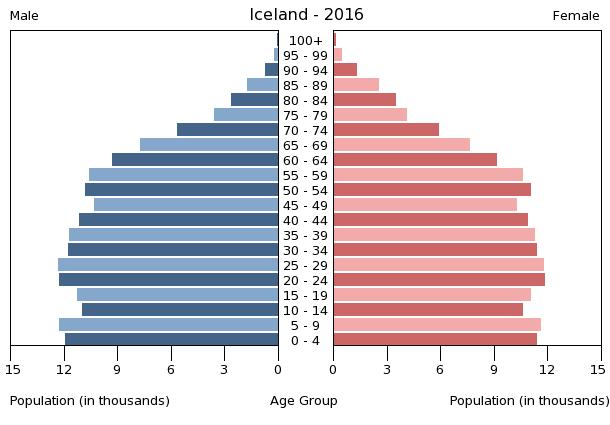
Island hat eine der jüngsten Bevölkerungen in Europa

Island hatte 2023 394.000 Einwohner. Das jährliche Bevölkerungswachstum betrug + 3,0 %. Zum Bevölkerungswachstum trug ein Geburtenüberschuss (Geburtenziffer: 11,5 pro 1000 Einwohner vs. Sterbeziffer: 7,0 pro 1000 Einwohner) bei. Die Anzahl der Geburten pro Frau lag 2022 statistisch bei 1,6, die der Region Europa und Zentralasien betrug 1,7. Die Lebenserwartung der Einwohner Islands ab der Geburt lag 2022 bei 82,2 Jahren. Der Median des Alters der Bevölkerung lag im Jahr 2021 bei 35,9 Jahren. Im Jahr 2023 waren 18,3 Prozent der Bevölkerung unter 15 Jahre, während der Anteil der über 64-Jährigen 15,7 Prozent der Bevölkerung betrug.
Über 60 % der Einwohner Islands leben in der Hauptstadtregion. Mit 3,5 Einwohnern pro km² ist Island das am dünnsten besiedelte Land Europas und eines der am dünnsten besiedelten Länder der Welt.
Ein wesentlicher Trend der letzten Jahre war die Landflucht. Im Jahr 2023 lebten 94 Prozent der Einwohner Islands in Städten. Besonders abgelegenere Gebiete wie etwa die Westfjorde, Snæfellsnes oder der äußerste Nordosten hatten darunter zu leiden. Bedeutende Teile der Bevölkerung erhofften sich bessere Lebens- und Verdienstmöglichkeiten in der Stadt, besonders in Reykjavík. Später schien sich dieser Trend jedoch abzuschwächen, vgl. etwa Statistisches Amt Hagstofa zu Ísafjörður 1990: 3498 Einwohner; im Jahre 2000: 2828 Einwohner; im Jahre 2010: 2677 Einwohner, Anfang 2019: 2703 Einwohner.
Zur Verteilung der Bevölkerung auf die acht Regionen Islands siehe Verwaltungsgliederung Islands.

### Bevölkerungsstruktur und Migration
Zwischen 1950 und 1990 betrug der Ausländeranteil Islands durchschnittlich etwa 1,5 % und stieg danach bis 2003 auf 3,5 % an. Unter den Ausländern hatten zu diesem Zeitpunkt Polen mit 18,2 % den größten Anteil (siehe auch Polen in Island), gefolgt von Dänen mit 8,6 %, Filipinos mit 6,0 % und Deutschen mit 5,4 %. Deutsche wurden insbesondere nach dem Zweiten Weltkrieg in den Jahren zwischen 1949 und 1951 gezielt zur Immigration angeworben, als der isländische Bauernverband in norddeutschen Tageszeitungen Stellenanzeigen für Haus- und Landwirtschaftshelfer veröffentlichte. Hintergrund war der hohe Frauenüberschuss im Nachkriegsdeutschland, während sich in abgelegenen Regionen Islands erste Folgen der Landflucht (insbesondere unverheirateter Frauen) zeigten. Benannt nach dem Schiff der ersten Überfahrt bildeten die rund 500 deutschen 'Esja'-Frauen und -Männer viele Jahre lang die größte Gruppe unter den isländischen Einwanderern, von der sich rund die Hälfte dauerhaft in Island niederließ und mit Einheimischen Familien gründete.
2017 waren 12,5 % der Bevölkerung Islands Migranten.

### Religion

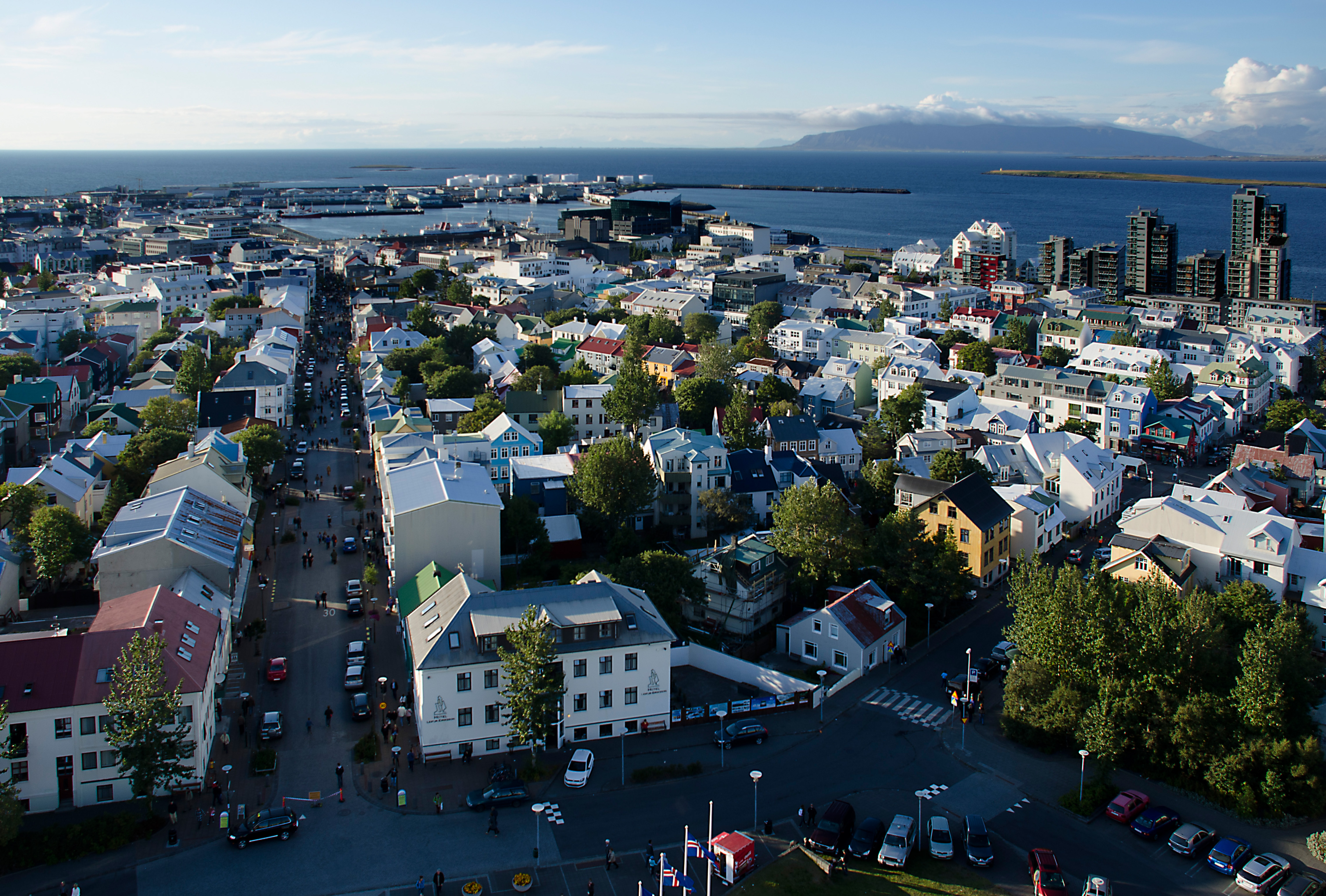
Reykjavík, Blick vom Turm der Hallgrímskirkja zum Hafen

Die Isländische Staatskirche ist eine evangelisch-lutherische Gemeinschaft und wird vom Staat unterstützt und geschützt (Art. 62 der Verfassung).
Mit Stand vom 1. Januar 2023 gehörten 58,6 % der Einwohner der Staatskirche an, 5,3 % verschiedenen lutherischen Freikirchen. Insgesamt 9,6 % gehörten anderen staatlich registrierten Glaubensgemeinschaften an, von denen die römisch-katholische Kirche mit 3,8 % der Bevölkerung den größten Anteil stellte. Die im Ásatrúarfélagið organisierte, seit 1972 anerkannte neuheidnische Religion machte 1,5 % aus. 0,5 % gehörten der Pfingstkirche an. Es folgten mit je 0,4 % die Buddhisten und Siðmennt, eine nichtreligiöse, der Internationalen Humanistischen und Ethischen Union angeschlossene Organisation, die den Glaubensgemeinschaften rechtlich gleichgestellt ist. Das statistische Jahrbuch von Island für 2022 verzeichnet darüber hinaus zehn weitere registrierte religiöse Gemeinschaften einzeln, denen jeweils 0,2 % oder weniger der isländischen Bevölkerung angehörten, darunter die Zeugen Jehovas mit 0,2 % und die beiden muslimischen Gemeinschaften Félag Múslima á Íslandi (Muslimische Vereinigung in Island) sowie Menningarsetur Múslima á Íslandi (Muslimisches Kulturzentrum in Island) mit je 0,1 %. Unter einem Punkt „Andere kleinere, registrierte religiöse Organisationen“ wird eine Vielzahl von Organisationen zusammengefasst, die jeweils weniger als 200 Mitglieder haben und zusammen 0,5 % der Bevölkerung ausmachen.
18,7 % der Bevölkerung gehörten am 1. Januar 2023 einer anderen (nicht staatlich registrierten) Glaubensgemeinschaft an oder machten keine Angaben. 7,7 % gaben an, keiner Glaubensgemeinschaft anzugehören.
Die isländische Form einer Kirchensteuer, das sogenannte „Gemeinde-Entgelt“ (siehe Sóknargjald), geht an die staatlich anerkannte religiöse Gemeinschaft oder weltlich-humanistische Gruppierung, als deren Mitglied die Person registriert ist. Eine aktuelle Entwicklung in diesem Zusammenhang stellt der sogenannte Zuismus dar, eine offiziell als Glaubensgemeinschaft zur Ausübung der sumerischen Religion in Island registrierte Bewegung, die ihren Mitgliedern eine Rückerstattung des „Gemeinde-Entgelts“ verspricht und Ende 2015 einen starken Mitgliederzuwachs verzeichnete.

### Sprache

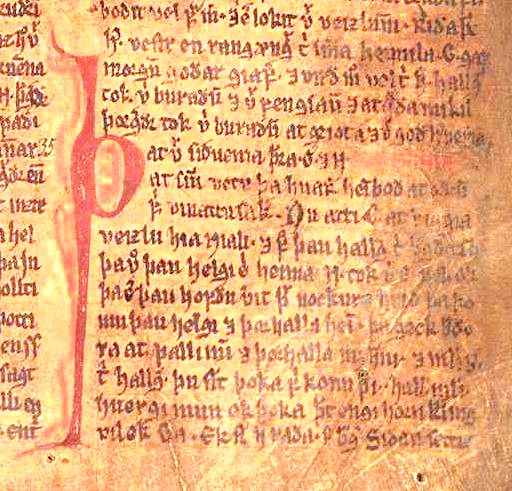
Mittelalterliches Manuskript Möðruvallabók

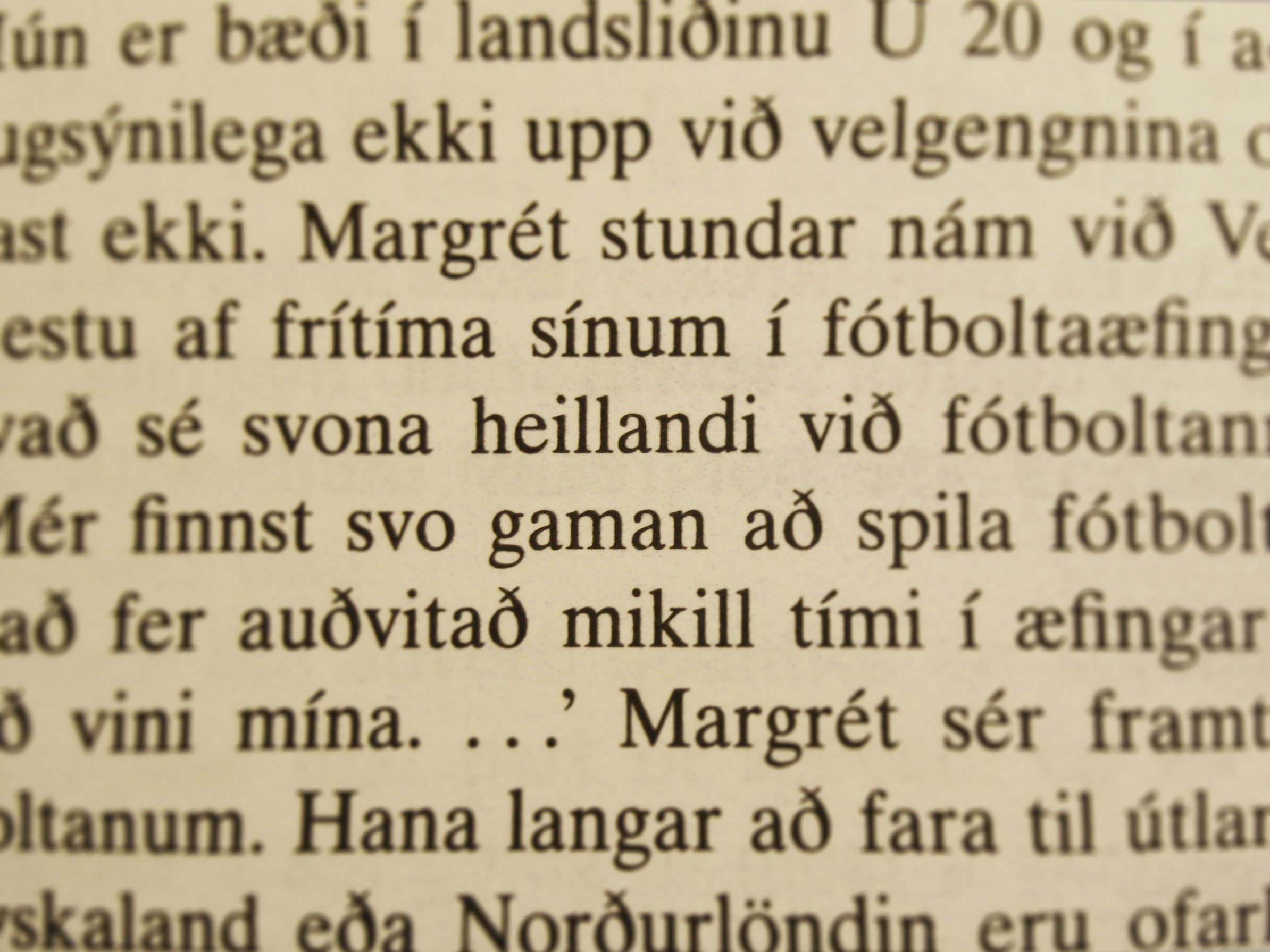
Auszug aus einem modernen isländischen Text

Die isländische Sprache ist die einzige einheimische Sprache und Amtssprache des Landes. Isländisch ist eine nordgermanische Sprache und ist wie alle diese vom Wortstellungstyp Subjekt-Verb-Objekt mit zusätzlicher Verbzweit-Stellung (wie sie auch im Deutschen existiert). Das Isländische hat unter allen germanischen Sprachen besonders reiche Flexion (Bildung von Wortformen) bewahrt. Entwickelt hat sie sich aus dem Altnordischen. Noch heute können Isländer Texte aus den ersten Jahrhunderten nach der Besiedlung des Landes ohne größere Probleme lesen, da sich die Schriftsprache seit der Einwanderung vor über 1100 Jahren kaum geändert hat. Erklärt wird das mit der isolierten Lage der Insel im Nordatlantik. Die Aussprache hat sich in dieser Zeit jedoch durchaus gewandelt.
Das isländische Alphabet hat 32 Buchstaben, darunter auch einen Runenbuchstaben, das Þ, und drei vom lateinischen Alphabet abgeleitete Buchstaben: Ð, Æ und Ö. Vokalbuchstaben kommen mit den Varianten Umlaut, Akzent und Doppelbuchstaben vor, z. B. Á, Æ und Ö. Anders als im Deutschen werden Umlaute wie Ö als selbstständige Buchstaben behandelt und daher auch nicht bisweilen als Oe umschrieben und einsortiert.
Der isländische Sprachpurismus ist dafür verantwortlich, dass Fremdwörter in der Regel durch isländische Wortschöpfungen ersetzt werden. Dieses Bemühen verhindert jedoch nicht, dass in Fachsprachen oft neben dem isländischen Begriff auch fremdsprachliche Entsprechungen vorkommen.

### Bildung

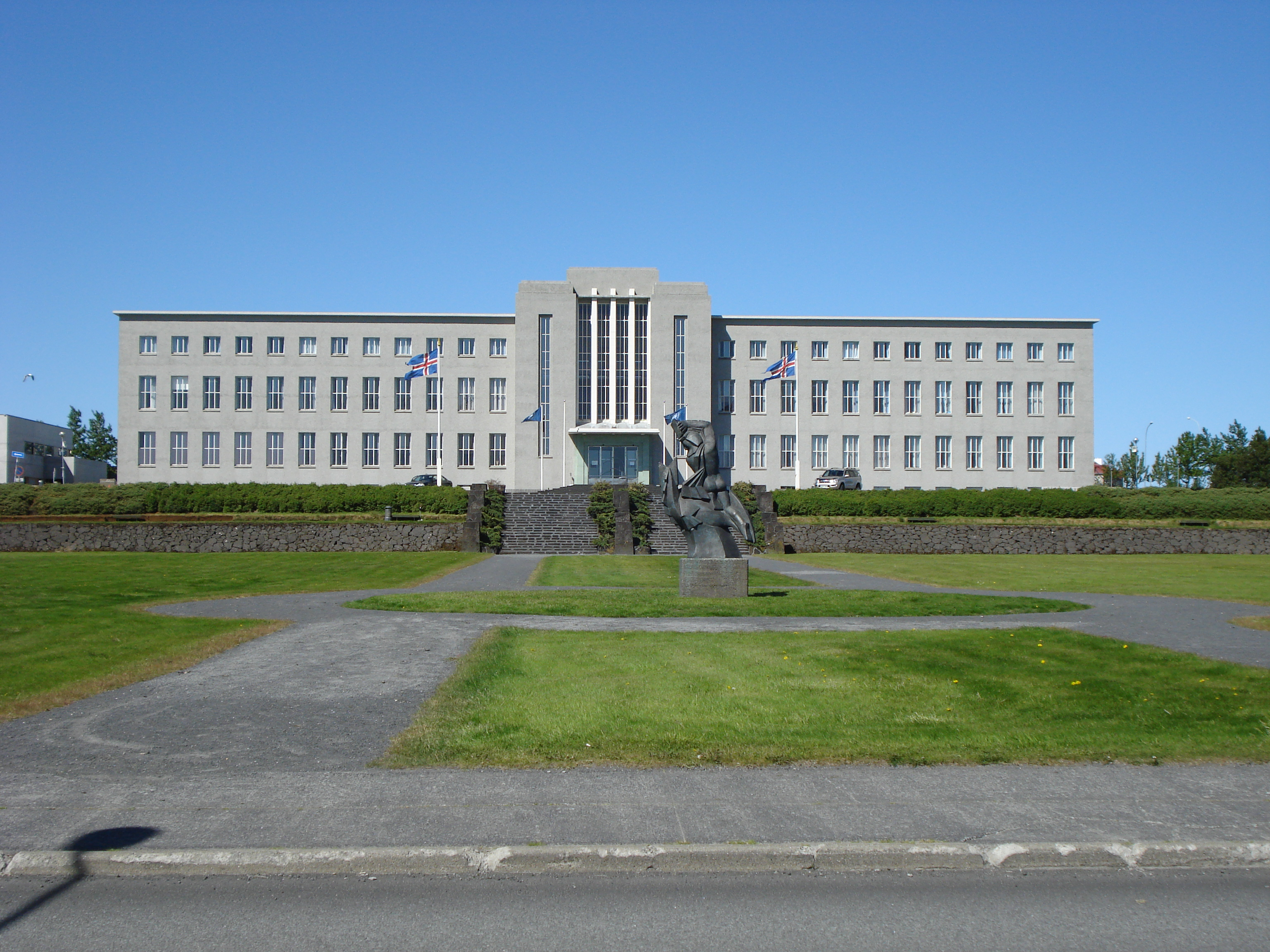
Hauptgebäude der Universität Island

Island nimmt unter den OECD-Staaten eine Spitzenstellung in der Förderung der Bildung ein. Die Gesamtschule umfasst die Klassen 1–10, das Gymnasium die Klassen 11–14. Ein neuer Lehrplan setzte im Herbst 1999 Englisch als erste Fremdsprache, unterrichtet ab Klasse 5, fest; Dänisch rückte damit auf Platz zwei und wird erst ab Klasse 7 unterrichtet. Eine dritte Fremdsprache (zum Beispiel Deutsch) ist wahlweise ab Klasse 9 möglich.
In der PISA-Studie nimmt Island mit Rang 27 von 57 im Jahr 2007 einen Mittelplatz ein.
Das Land zählt insgesamt sieben Hochschulen mit zusammen etwa 16.500 Studenten, die wichtigste ist die 1911 gegründete Universität Island.
Öffentliche und nichtöffentliche Einrichtungen bieten ein umfassendes Angebot zur Erlernung der isländischen Sprache (für Einwanderer) und Sprachkurse für Spezialgebiete (Pflegepersonal).

### Gesundheit
Island hat ein großzügig ausgebautes Gesundheitswesen von hoher Qualität. Die Gesundheitsausgaben des Landes betrugen im Jahr 2022 8,6 % des Bruttoinlandsprodukts. Im Jahr 2020 praktizierten in Island 43,2 Ärztinnen und Ärzte je 10.000 Einwohner. Die Sterblichkeit bei unter 5-jährigen betrug 2022 2,6 pro 1000 Lebendgeburten. Die Lebenserwartung der Einwohner Islands ab der Geburt lag 2022 bei 82,2 Jahren (Frauen: 83,4, Männer: 81).

### Namen
In Island sind die Vornamen der wichtigste Teil des Namens. Familiennamen sind selten. Stattdessen tragen die Isländer den Vaternamen, seltener Mutternamen, mit dem Zweitglied -dóttir („-tochter“) oder -son („-sohn“). Ein isländischer Junge, der der Sohn von Jón Einarsson ist und den Namen Ólafur bekommt, heißt mit vollem Namen Ólafur Jónsson (Sohn des Jón), seine Schwester Sigríður heißt Sigríður Jónsdóttir (Tochter des Jón).
Diese Namen werden auch bei der Eheschließung beibehalten. In den Familien werden die Vornamen oft weitergegeben. Um Verwechslungen zu vermeiden, erhalten die Kinder oft mehrere Namen. Wenn man sich mit „Ich heiße …“ vorstellt, kommt häufig die Gegenfrage „Wessen Sohn/Tochter?“ Damit wird auch nach der Familie gefragt. Viele Isländer können ihre Abstammung über 1000 Jahre bis zur Zeit der Landnahme zurückverfolgen.

## Geschichte

### Mittelalter

Fahrten der ersten Wikinger um Island

Als Entdecker Islands europäischer Herkunft gilt der schwedische Wikinger Gardar Svavarsson, der um 870 in Húsavík in Nordisland überwinterte und die Insel nach sich selbst Garðarsholmur (Gardarsholm) benannte.
Der nächste Entdecker Flóki Vilgerðarson fuhr aus, um mit Hilfe dreier Raben Garðarsholmur (Island) zu finden. Ein Bericht über diese ausgefallenen Navigationsmethoden findet sich im Landnámabók.
Nach den schriftlichen Quellen wurde Island im späten 9. und frühen 10. Jahrhundert durch Auswanderer aus Norwegen und anderen skandinavischen Ländern sowie durch keltische Siedler bevölkert. Archäologisch ist jedoch eine frühere Besiedlung nachweisbar. Auf den Westmännerinseln wurden die Grundmauern eines typisch norwegischen Langhauses unterhalb einer Lavaschicht aus dem 7. Jahrhundert entdeckt. Auf die Zeit um 900 reichen die deutsch-isländischen Beziehungen zurück.

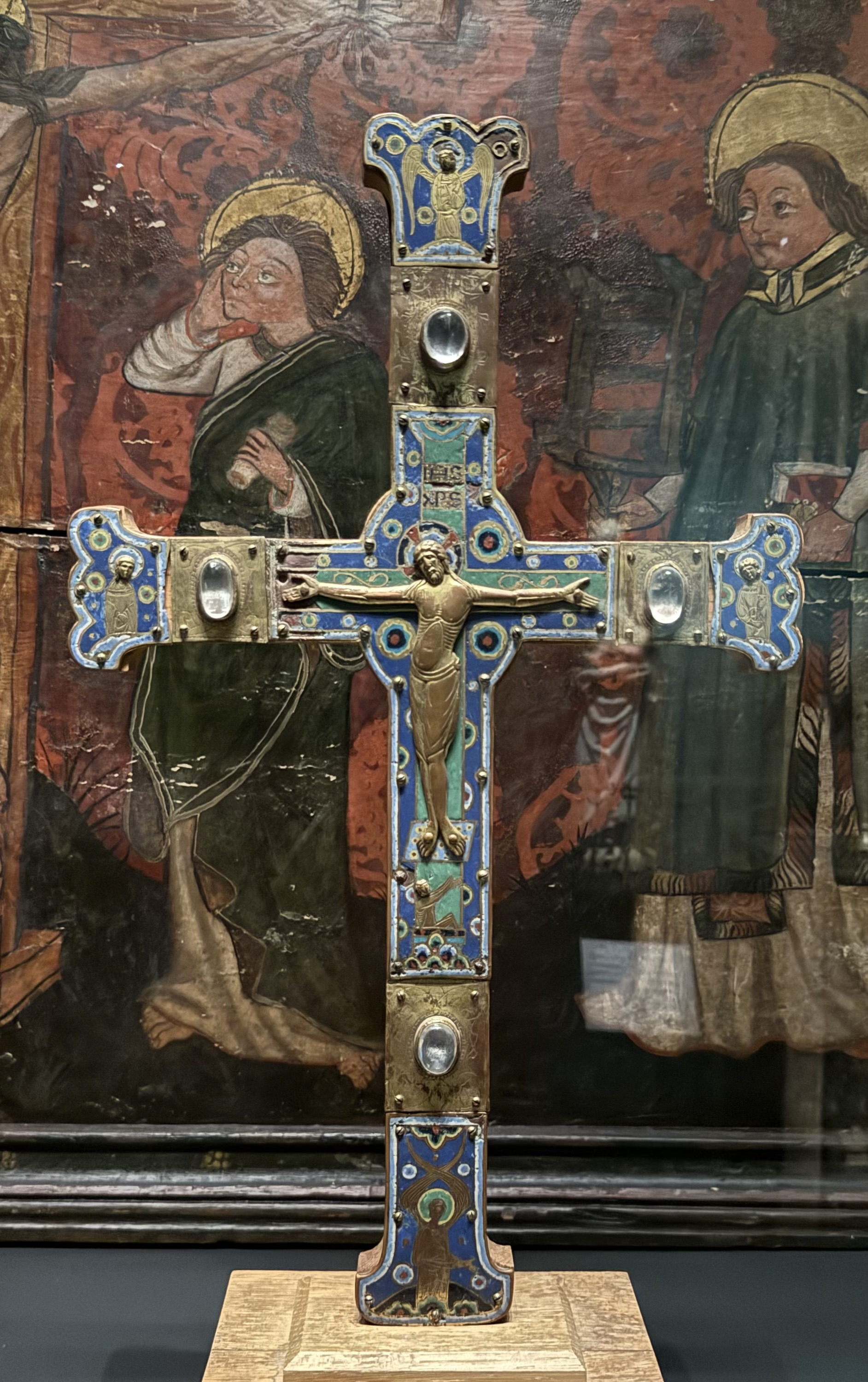
Altarkreuz geschaffen in Limoges, 13. Jahrhundert aus der Kirche in Draflastadir

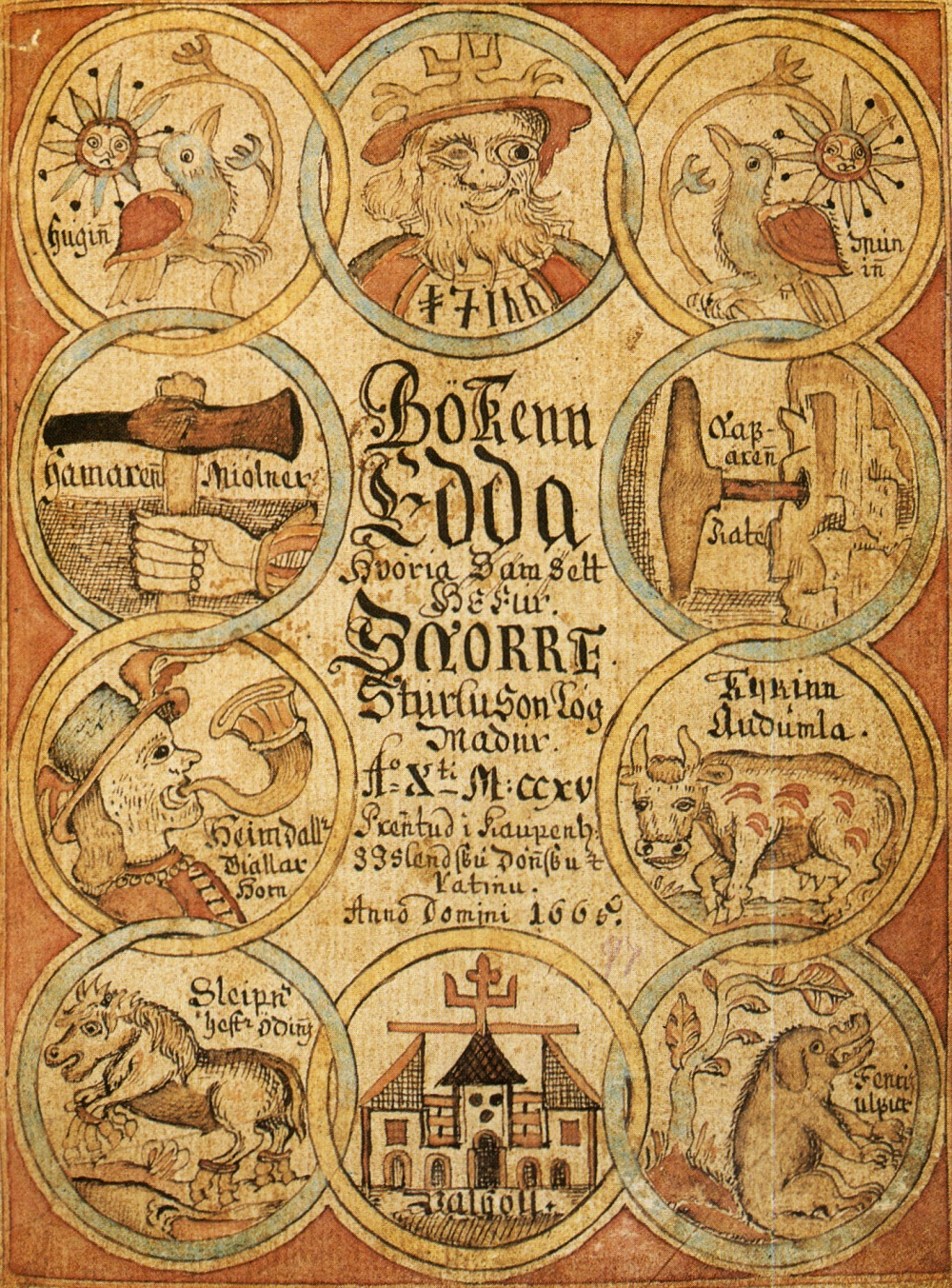
Druckausgabe der Snorra-Edda, 1666

Während andernorts in Europa Monarchen herrschten, steht am Anfang der isländischen Geschichte die einzigartige Entwicklung eines oligarchischen Gesellschaftssystems. Nach der Demokratie im Griechenland des Altertums ist das Althing als Versammlung gleichgestellter Goden zusammen mit dem färöischen Løgting eines der ersten parlamentarischen Systeme in Europa. Die sowohl gesetzgebende als auch rechtsprechende Versammlung trat alljährlich in Þingvellir zusammen. Eigentliches Entscheidungsorgan war dabei die Lögrétta, die Versammlung der Goden. Zunächst waren es 36 an der Zahl, dann 39. Seit der Ernennung von Bischöfen für Island (1056) kamen diese noch hinzu. Bei Diskussionen und Verhandlungen, die jeder Entscheidungsfindung vorangingen, wurden die Goden von je zwei Assistenten unterstützt. Daneben waren sie auf die Unterstützung ihres Gefolges freier Männer angewiesen. Unfreie, die einen erheblichen Teil der Bevölkerung bildeten, Frauen und Kinder nahmen am demokratischen Prozess nicht teil.

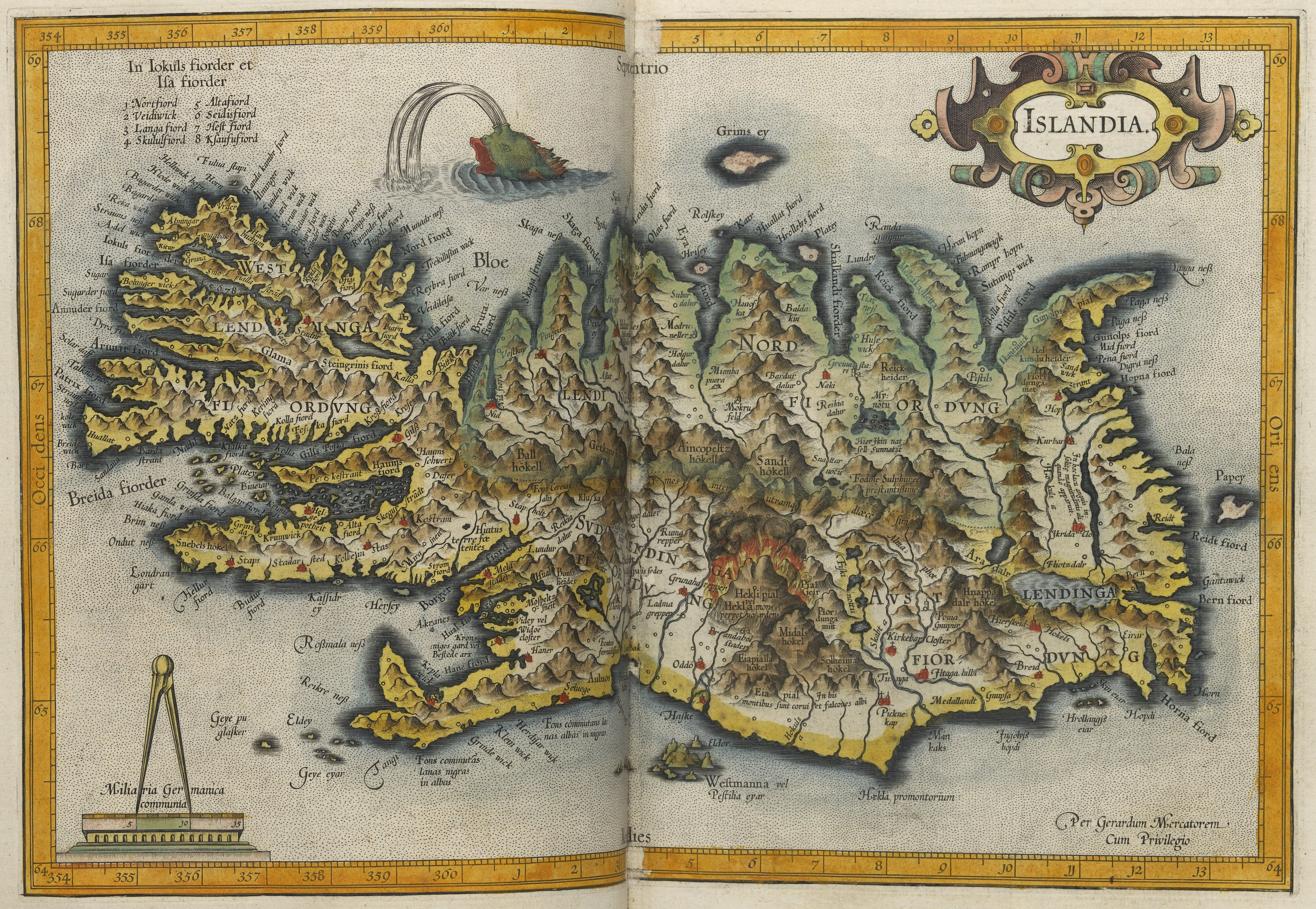
Karte von Island um 1621

Das Godentum, das sich im Zuge der Landnahme durch 400 norwegische Häuptlingsfamilien entwickelt hatte, überdauerte fast 300 Jahre. Es endete erst mit der Unterwerfung durch die Norweger im Jahre 1262. In diesem Zusammenhang spielte der in Reykholt beheimatete Snorri Sturluson – eine der wichtigsten politischen Persönlichkeiten dieser Zeit – eine entscheidende Rolle.
Der Sage nach entdeckte Erik der Rote im Jahr 982 n. Chr. von Island aus Grönland. Tatsächlich war der erste Seefahrer, der nach Ostgrönland segelte, Gunnbjörn Úlfsson, nach ihm folgte Snæbjörn Galti, der dort sein Winterquartier aufschlug. Immerhin umrundete Erik der Rote die Südspitze der Insel und erreichte so die grönländische Westküste.
Im Jahre 1000 landete der Isländer Leifur Eiríksson an der Nordspitze von Neufundland und gründete dort eine – nicht dauerhafte – Ansiedlung an der Stelle des heutigen L’Anse aux Meadows. Schon etwas früher hatte Bjarni Herjúlfsson den neuen Kontinent entdeckt. Er hatte sich verirrt, sah die amerikanische Küste, landete aber nicht, sondern kehrte nach Grönland zurück. Im selben Jahr beschlossen die Isländer durch das Althing in Þingvellir die Annahme des Christentums.
1262 kam Island unter norwegische Herrschaft. 1380 kam Norwegen unter dänische Herrschaft; 1397 entstand die Kalmarer Union, und Island wurde mit Norwegen unter dänischer Krone regiert.

### Neuzeit

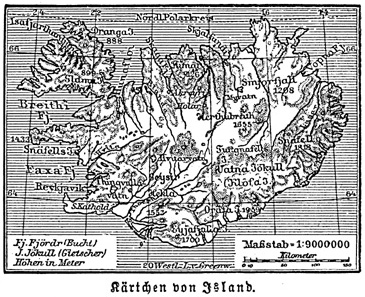
Karte von Island um 1888

Im Jahre 1552 wurde in Island auf Anordnung des dänischen Königs Christian III. die Reformation durchgesetzt.
Lange blockierten Handelsmonopole, erst norwegische, später dänische, die wirtschaftliche Entwicklung Islands. Der Kieler Frieden vom 14. Januar 1814 besiegelte noch einmal die dänische Oberhoheit. Das alte Mutterland Norwegen fiel zwar an Schweden, konnte sich aber auf den Weg in die Unabhängigkeit machen. Mit der Rückbesinnung auf die alten Traditionen, dem Wiederaufleben des Althings und dem Durchbrechen der Handelsbeschränkungen beging Island 1874 mit einer eigenen Verfassung die Tausendjahrfeier der Landnahme.
Ab 1882 galt für Frauen bei der Teilnahme an lokalen Wahlen ein beschränktes Wahlrecht: der König stimmte einer Erweiterung des Wahlrechts zu, sodass Witwen und auch unverheiratete Frauen, die einem Farmhaushalt vorstanden oder sonst einen unabhängigen Haushalt führten, das aktive und passive Wahlrecht bei Lokalwahlen erhielten.

### 20. Jahrhundert
1904 gewährte Dänemark den Isländern die Autonomie (Hjemmestyre nach dem Vorbild der irischen Home Rule). Am 1. Dezember 1918 erlangte Island nach einem Referendum die Souveränität. Der dänische König Christian X. blieb aber bis zur Gründung der Republik, am 17. Juni 1944, das isländische Staatsoberhaupt. Daher haben Mitglieder des dänischen Königshauses, die vor dem 17. Juni 1944 geboren sind, auch einen isländischen Vornamen, wie die ehemalige Königin Margrethe II., die den Vornamen Þórhildur trägt.
1908 wurde für Frauen bei Lokalwahlen eine Gleichstellung mit Männern beschlossen, und 1913 verabschiedete das isländische Parlament eine Anordnung, die bei allen Wahlen das Frauenwahlrecht vorsah. Da sich die Beziehungen zu Dänemark aber verschlechterten, wurde das Gesetz erst am 19. Juni 1915 ratifiziert, erst dann erhielten Frauen das Wahlrecht, es galt jedoch nur für Frauen ab 40 Jahren; jedes Jahr sollte die Altersgrenze um ein Jahr sinken. Das Gesetz zum passiven Frauenwahlrecht wurde ebenfalls am 19. Juni 1915 ratifiziert und beschränkt auf Frauen über 40, die kein Armengeld bezogen, das zurückbezahlt werden musste.
1911 wurde die Universität Island gegründet. Vorher mussten Isländer zum Studium ins dänische Mutterland übersiedeln bzw. wurden gehobene Positionen auf Island von gebildeten Dänen besetzt. Dänisch war bis weit ins 20. Jahrhundert Zweitsprache auf Island.
1917 kam es zur ersten isländischen Regierungsbildung. 1918 wurde Island unabhängig, verblieb aber in Realunion mit Dänemark; Islands Flagge wurde erstmals offiziell gehisst.
1920 wurde das allgemeine Wahlrecht ab 25 Jahren eingeführt.
Island im Zweiten Weltkrieg: Am 1. September 1939 begann der Zweite Weltkrieg. Nach der Besetzung Dänemarks im April 1940 besetzten britische Truppen am 10. Mai 1940 Island unter Verletzung seiner Neutralität, um die befürchtete Invasion durch das Deutsche Reich zu vereiteln. Noch vor dem Kriegseintritt der USA wurden sie 1941 von Truppen der United States Army verstärkt und größtenteils ersetzt.
Am 17. Juni 1944 wurde die Republik Island (isländisch Lýðveldið Ísland) ausgerufen. Dänemark stand zu dieser Zeit noch unter deutscher Besatzung. Seit 1946 ist Island Mitglied der Vereinten Nationen und es war 1949 ein Gründungsmitglied der NATO. Islands Beitrag zum Verteidigungsbündnis besteht darin, eingegrenzte Gebiete seines Territoriums für die militärische Nutzung kostenlos an NATO-Staaten zu verpachten. Während des Kalten Krieges spielte Island eine wichtige strategische Rolle als Stützpunkt für Marine- und Luftwaffeneinheiten der NATO, um im Kriegsfall vor allem sowjetische U-Boote vom Eindringen in den Atlantik durch die GIUK-Lücke abzuhalten. Die bedeutendste Niederlassung fremden Militärs auf Island war bis 2006 die Marineluftwaffenbasis in Keflavík, die hauptsächlich von US-amerikanischem Personal, aber auch Dänen und Norwegern betrieben wurde. Nach 2006 wurde die militärische Präsenz von NATO-Partnern auf ein Minimum reduziert. Die Dauerpräsenz der amerikanischen Iceland Defense Force war in Island jahrzehntelang ein innenpolitischer Streitpunkt.
Seit 1994 ist Island Mitglied des Europäischen Wirtschaftsraums (EWR).

### 21. Jahrhundert
2001 setzte Island das Schengener Abkommen um, dem es bereits 1996 beigetreten war. In der isländischen Politik herrscht seit langem keine klare Position zu einem möglichen EU-Beitritt des Landes. Als problematisch wird in Island vor allem der Status der isländischen Fischereirechte angesehen. Die Insel ist wie kein anderes Land auf diese Rechte angewiesen. Nachdem die konservative Regierung von Geir Haarde infolge der Finanzkrise zurückgetreten war, kündigte die sozialdemokratische Ministerpräsidentin Jóhanna Sigurðardóttir eine Initiative zum EU-Beitritt Islands an. Das isländische Parlament bestätigte ihren politischen Kurs und am 17. Juli 2009 wurde ein Beitrittsgesuch gestellt.
Am 24. Februar 2010 empfahl die EU-Kommission die Aufnahme von Beitrittsverhandlungen. Das Veto des isländischen Präsidenten Ólafur Ragnar Grímsson gegen das Gesetz über die Rückzahlung von fast 4 Milliarden Euro wegen des Konkurses der Icesave-Bank an Großbritannien und die Niederlande und die Ablehnung dieses Gesetzes in der Abstimmung am 6. März 2010 durch eine Mehrheit von 93,2 Prozent der Abstimmenden stellten den Beitrittsprozess Islands zur Europäischen Union allerdings in Frage. Auch die Stimmung im Lande wandelte sich. Nach dem Regierungswechsel im April 2013 wurde der Beitrittsprozess ausgesetzt, weil die neue Regierung – wohl unterstützt durch die Mehrheitsauffassung in der Bevölkerung – einen Beitritt nunmehr ablehnte. Am 12. März 2015 zog Island seinen Beitrittsantrag zurück.

## Politik

### Staatsaufbau

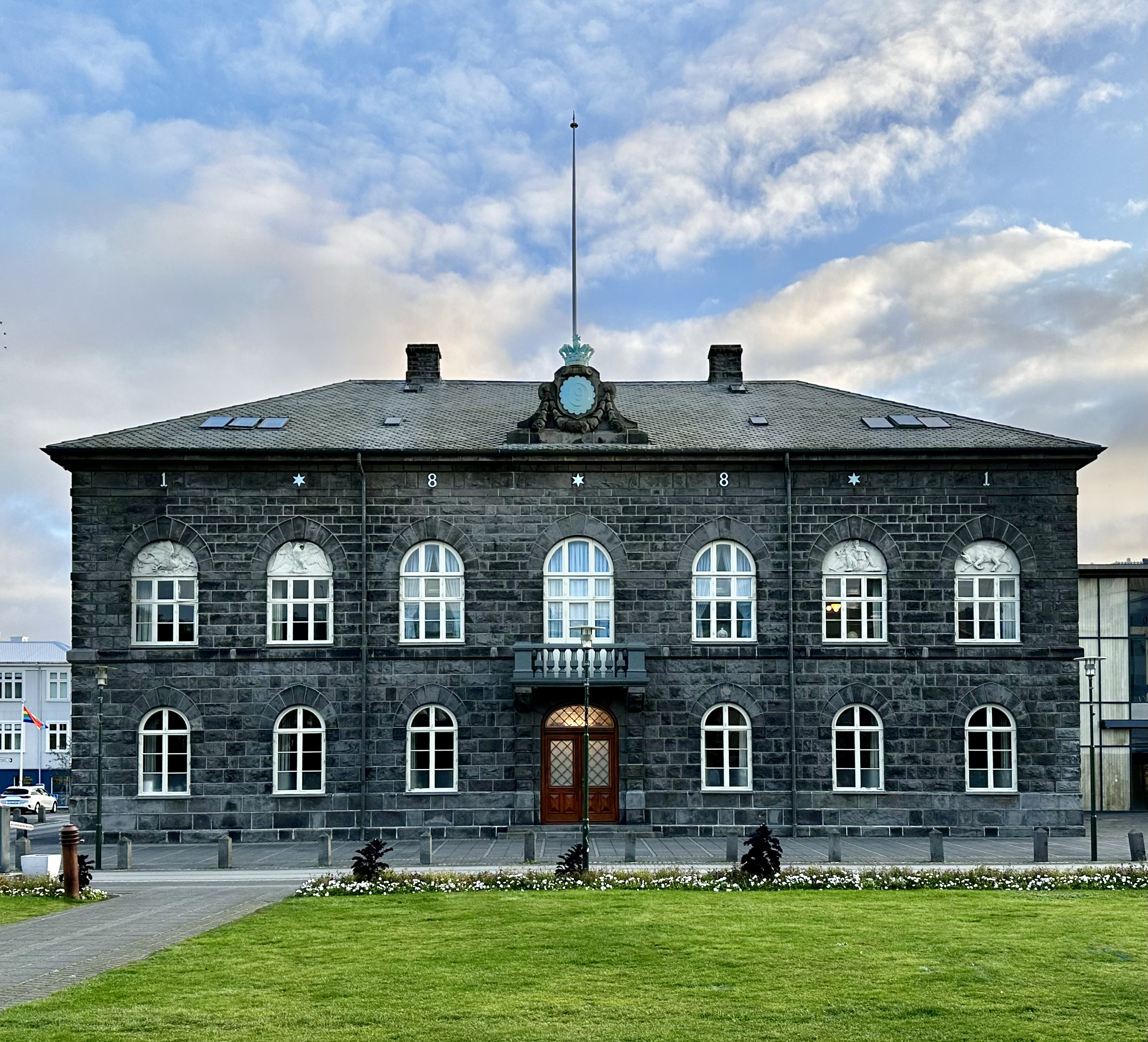
Sitz des isländischen Parlaments Althing

Island ist seit dem 17. Juni 1944 eine unabhängige parlamentarisch-demokratische Republik (siehe Verfassung der Republik Island). Der amtliche Name des Landes ist dabei nur Ísland; das isländische Wort für „Republik“, lýðveldi, bildet keinen offiziellen Namensbestandteil. Das Althing, die Legislative, besteht aus 63 Abgeordneten. Die Judikative ist in Island zweistufig gegliedert. Die Bezirksgerichte bilden die untere Ebene. Das Obergericht Hæstiréttur, der oberste Gerichtshof, fungiert auch als Verfassungsgericht. Staatsoberhaupt ist der isländische Präsident, seit 2024 Halla Tómasdóttir. Die Regierungsgeschäfte führt der isländische Premierminister.
Von November 2017 bis November 2021 regierte eine Koalition aus Links-Grüner Bewegung, Fortschrittspartei und Unabhängigkeitspartei als Kabinett Katrín Jakobsdóttir I. Die Koalition wurde bei der Wahl vom 25. September 2021 bestätigt. Intern verschoben sich aber die Verhältnisse weg von den Linksgrünen zur Fortschrittspartei, wobei die konservative Unabhängigkeitspartei, die ebenfalls an der Koalition beteiligt war, nach wie vor stärkste Kraft war. Nach ersten Berichten hätten mit 33 von 63 Sitzen erstmals mehr Frauen als Männer dem Parlament angehört. Aufgrund einer Nachzählung im Nordwestlichen Wahlkreis hat sich das Resultat allerdings verändert und die Anzahl der von Frauen eingenommenen Sitze auf 30 reduziert. Am 25. November 2021 bestätigte das Parlament die Auszählung in allen Wahlkreisen, einschließlich der umstrittenen Nachzählung im Nordwestlichen Wahlkreis. Die bisherige Regierungskoalition wurde mit der Bildung des Kabinetts Katrín Jakobsdóttir II am 28. November 2021 fortgeführt.
Am 5. April 2024 kündigte Katrín Jakobsdóttir ihren Rücktritt vom Amt der Premierministerin an, der schließlich am 9. April 2024 erfolgte. Ihr folgte Bjarni Benediktsson nach, der bereits ihr direkter Amtsvorgänger war. Nach einer vorgezogenen Wahl wurde am 21. Dezember 2024 eine neue Regierung unter Kristrún Frostadóttir gebildet. Ihre Partei, die sozialdemokratische Allianz, bildete eine Koalition mit den Parteien Viðreisn und Flokkur fólksins. Damit amtieren zum ersten Mal in der isländischen Geschichte gleichzeitig eine Staatspräsidentin und eine Premierministerin, auch handelt es sich um die erste mehrheitlich von Frauen besetzte Regierung Islands.

### Parteien
Mitte der 1970er Jahre wurde das in Island traditionell herrschende Vier-Parteien-System aufgebrochen. Die vier staatstragenden Parteien waren bis dahin:
1. die Unabhängigkeitspartei (Sjálfstæðisflokkur, SF, konservativ),
2. die Fortschrittspartei (Framsóknarflokkur, FF, liberal),
3. die Sozialdemokratische Partei Islands (Alþýðuflokkurinn, AF, sozialdemokratisch) sowie
4. die Volksallianz (Alþýðubandalagið, AL, sozialistisch).

Der Versuch der Vereinigung aller linken Parteien führte zu der Herausbildung zweier neuer Parteien, der:
- sozialdemokratischen und europafreundlichen Allianz (Samfylkingin, Sf) und der
- links-grün-patriotisch orientierten Links-Grünen Bewegung (Vinstri hreyfing-Grænt framboð, VG).

In der sozialdemokratischen Allianz ging auch die Frauenallianz auf, die 1983 als erste Frauenpartei der Welt in ein nationales Parlament eingezogen war und dort bis zur Fusion durchgängig vertreten war.
Im Parlament sind gegenwärtig außerdem folgende Parteien vertreten: Die liberale und pro-europäische Partei Viðreisn (seit der Wahl 2016), die populistische Flokkur fólksins (seit der Wahl 2017) sowie die 2017 als Abspaltung der Fortschrittspartei gegründete Zentrumspartei. Seit der Wahl 2013 waren auch die pro-europäische, liberale Partei Björt framtíð („Helle Zukunft“) (bis 2017) und die isländische Piratenpartei Píratar (bis 2024) im Althing vertreten. Die Links-Grüne Bewegung konnte bei der Wahl 2024 nach 25 Jahren keinen Sitz mehr erringen.

### Politische Indizes
| Name des Index                     | Indexwert    | Weltweiter Rang | Interpretationshilfe | Jahr |
| ---------------------------------- | ------------ | --------------- | --- | ---- |
| Fragile States Index               | 15,2 von 120 | 177 von 179     | Stabilität des Landes: sehr nachhaltig 0 = sehr nachhaltig / 120 = sehr alarmierend Rang: 1 = fragilstes Land / 179 = stabilstes Land | 2024 |
| Demokratieindex                    | 9,38 von 10  | 4 von 167       | Vollständige Demokratie 0 = autoritäres Regime / 10 = vollständige Demokratie                                                         | 2024 |
| Freedom in the World Index         | 94 von 100   | —               | Freiheitsstatus: frei 0 = unfrei / 100 = frei                                                                                         | 2024 |
| Rangliste der Pressefreiheit       | 80,1 von 100 | 18 von 180      | Zufriedenstellende Lage für die Pressefreiheit 100 = gute Lage / 0 = sehr ernste Lage                                                 | 2024 |
| Korruptionswahrnehmungsindex (CPI) | 77 von 100   | 10 von 180      | 0 = sehr korrupt / 100 = sehr sauber                                                                                                  | 2024 |

### Gewerkschaften
Es gibt in Island verschiedene Branchengewerkschaften und einen Gewerkschaftsbund (ASÍ). Mehr als 90 % der abhängig Beschäftigten sind organisiert. Wenn auch tendenziell abnehmend, spielt das Genossenschaftswesen eine weltweit fast einmalige Rolle auf der Insel. Nahezu alle wichtigen Lebensbereiche (Renten, Urlaubssonderzahlungen, Gesundheitswesen, der Schule nachgeordnete Kinder- und Jugendfreizeiteinrichtungen, Kulturveranstaltungen, Fischereifahrzeug-Pools und deren Ertragsverteilung, …) organisieren sich, teilweise oder vollständig, genossenschaftlich.

### Außenpolitik

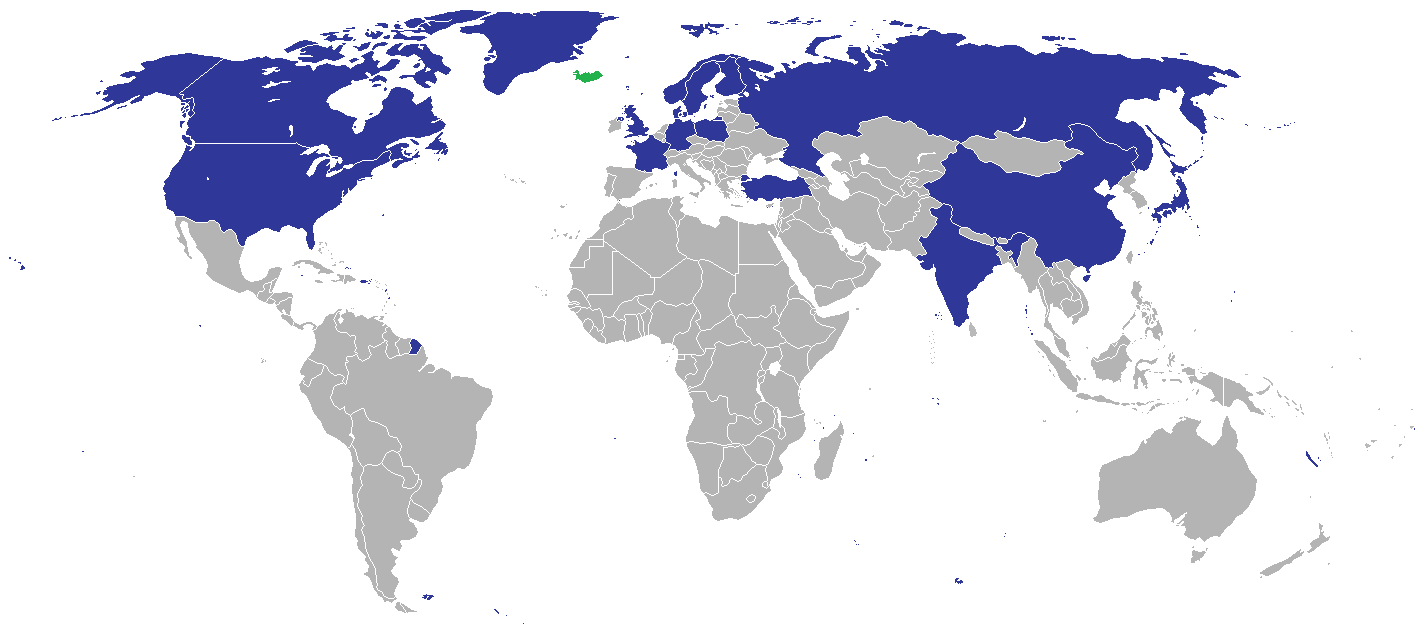
Länder mit diplomatischen Vertretungen in Island

Island ist Mitglied bei folgenden Organisationen: FAO (seit 1945), Vereinte Nationen (seit 1946), NATO (seit 1949), Europarat (seit 1949), Nordischer Rat (seit 1952), EFTA (seit 1960), OECD (seit 1961), UNESCO (seit 1964), OSZE (seit 1975/1992), Westnordischer Rat (seit 1985/1997), Barentssee-Rat (seit 1993), EWR (seit 1994), WTO (seit 1995), Ostseerat (1995), Arktischer Rat (seit 1996), Internationalen Walfangkommission (seit 2002), neben diesen Mitgliedschaften besteht ein Verteidigungsabkommen mit den USA (seit 1951).

### Verwaltungsgliederung

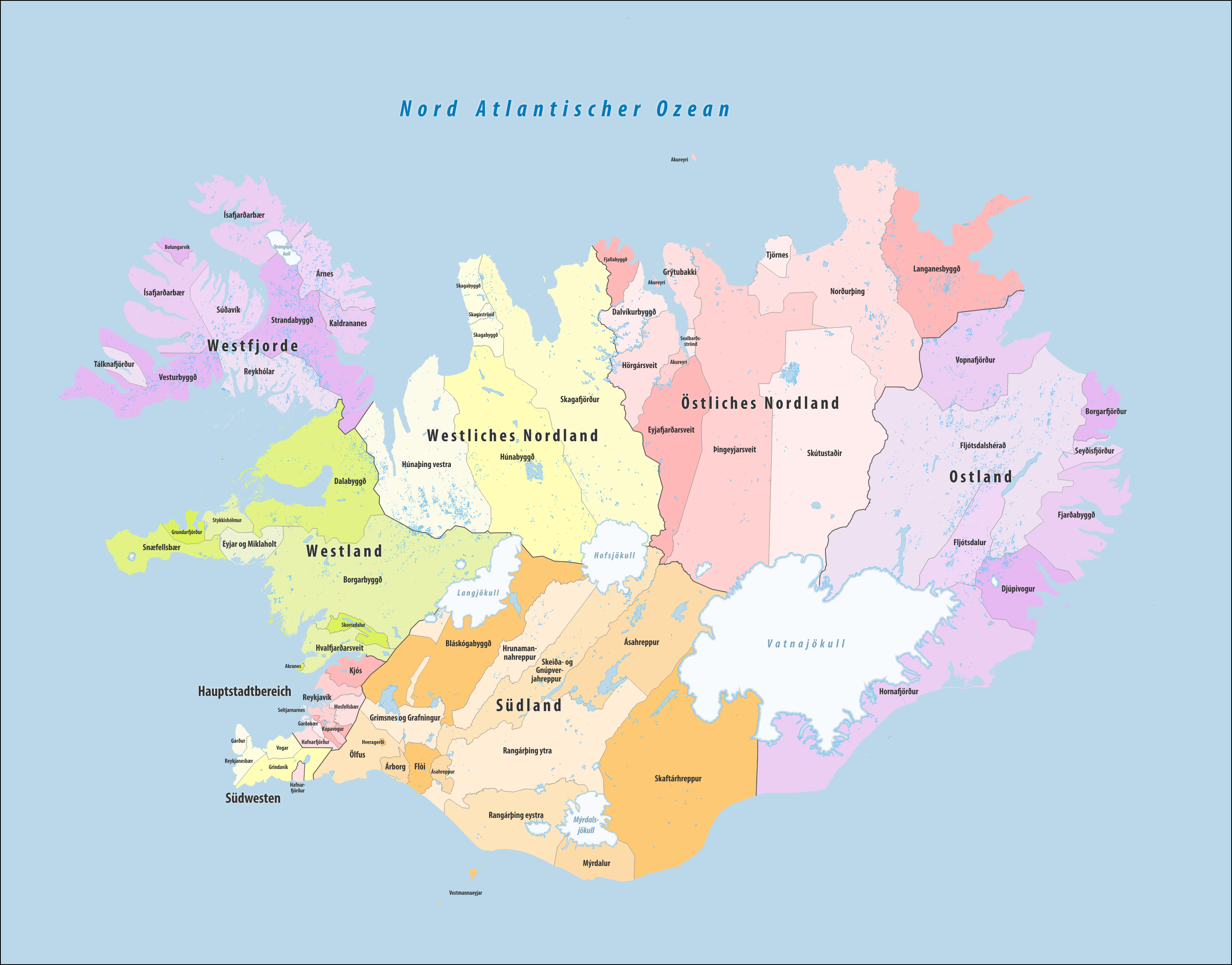
Verwaltungsgliederung Island

Politisch ist Island in acht Regionen unterteilt: Höfuðborgarsvæðið, Suðurnes, Vesturland, Vestfirðir, Norðurland vestra, Norðurland eystra, Austurland und Suðurland. Die acht Regionen werden (traditionell, aber nicht administrativ) in 22 sýslur (Syssel, etwa Landkreise) und 20 kreisfreie Gemeinden (acht kaupstaðir, sieben bæir, ein borg und vier weitere) gegliedert. Auf der untersten Verwaltungsebene gibt es 64 Sveitarfélög (Gemeinden) (Stand 2023), einschließlich der acht kaupstaðir (Stand 2005).

#### Städte
Im Jahr 2023 lebten 94 Prozent der Einwohner Islands in Städten. Allein 139.875 von insgesamt 377.758 Einwohnern des Landes lebten in der Hauptstadt Reykjavík. Die hohe Urbanisierung geht auf die anhaltende Landflucht zurück, die in Island im 20. Jahrhundert begann.
In der Mehrzahl der Gemeinden außerhalb des Hauptstadtgebietes ist allerdings inzwischen wieder ein Bevölkerungswachstum zu verzeichnen. Von den acht Regionen Islands haben inzwischen fünf ein stabil positives Bevölkerungswachstum. Nur die Mehrzahl der Gemeinden der Region Nordwestisland verliert nach wie vor Einwohner.

#### Gemeinden
Island hat 62 Gemeinden, die größten sind nachfolgend aufgeführt.
| Gemeinde          | Einwohner (1. Januar 2023) |
| ----------------- | -------------------------- |
| Reykjavíkurborg 1 | 139.875                    |
| Kópavogur 1       | 039.810                    |
| Hafnarfjörður 1   | 030.568                    |
| Reykjanesbær      | 022.059                    |
| Akureyri          | 019.893                    |
| Garðabær 1        | 018.891                    |
| Mosfellsbær 1     | 013.430                    |
| Árborg            | 011.239                    |
| Akranes           | 007.997                    |

| Gemeinde        | Einwohner (1. Januar 2023) |
| --------------- | -------------------------- |
| Fjarðabyggð     | 5.262                      |
| Múlaþing        | 5.208                      |
| Seltjarnarnes 1 | 4.674                      |
| Skagafjörður    | 4.306                      |
| Vestmannaeyjar  | 4.523                      |
| Ísafjarðarbær   | 3.864                      |
| Borgarbyggð     | 4.090                      |
| Norðurþing      | 3.156                      |

### Militär
Island besitzt offiziell kein eigenes Militär. Den Küstenschutz übernimmt die circa 120 Mann starke Isländische Küstenwache mit ihrem Stützpunkt in Reykjavík. Ausgerüstet ist sie mit drei Patrouillenbooten, einem Überwachungsflugzeug und mehreren Hubschraubern. Die Hubschrauber übernehmen, bei Unwettern oder Unfällen, SAR-Aufgaben und Rettungsflüge für die Bevölkerung. Aus Kräften der Polizei und des Küstenschutzes rekrutiert Island zivile Kontingente für UNO- und NATO-Missionen (Íslenska friðargæslan). Island ist seit 1949 Gründungsmitglied der NATO. Im Bündnisfall hat es sich zu medizinischer Hilfsleistung bereit erklärt.
Die USA hatten im Rahmen der NATO (Kommando: ISCOMICE) die sogenannte Iceland Defense Force in Keflavík mit circa 1.650 Soldaten stationiert. Die Truppe umfasste 960 Marinesoldaten, 600 Soldaten der US Air Force und 80 vom US Marine Corps. Die amerikanische Truppenpräsenz ging bereits auf das Jahr 1941 zurück. Im Zweiten Weltkrieg dienten die Soldaten zur Sicherung von Nachschubrouten. Später, im Kalten Krieg, nutzte das US-Militär die strategisch wichtige Insel als Stützpunkt zur Bekämpfung von U-Booten, für den Fall eines Konfliktes mit der Sowjetunion.
Die USA haben sich 1951 in einem bilateralen Verteidigungsabkommen zur Verteidigung Islands verpflichtet. Dabei spielte vor allem die Unterstützung der isländischen Küstenwache durch die fünf stationierten Hubschrauber und die Patrouillen im isländischen Luftraum durch vier F-15-Kampfflugzeuge eine Rolle. Die Stationierung kostete die Vereinigten Staaten von Amerika zuletzt etwa 260 Millionen US-Dollar pro Jahr.
Am 19. März 2006 beschlossen die USA einseitig und für Island überraschend, ihre Streitkräfte abzuziehen. Am 30. September 2006 verließen die letzten auf Island stationierten US-Soldaten das Land. 600 Isländer verloren ihre Arbeit in der Militärbasis. Die Vereinigten Staaten garantieren der isländischen Regierung aber weiterhin militärischen Schutz aufgrund des bilateralen Vertrages. 
Es wurde eine Behörde für Fragen der Landesverteidigung eingerichtet, die die elektronische Luftraumüberwachung aus amerikanischer Regie übernahm. Um physische Militärpräsenz zu gewährleisten, wurden mit mehreren NATO-Partnern regelmäßige Flugpatrouillen-Kampagnen (zwei- bis dreimal jährlich) vereinbart. Befreundete Geschwader werden dann auf dem ehemaligen amerikanischen Stützpunkt einquartiert. Erstmals kam so im April 2008 ein französisches Geschwader mit Mirage-Jägern nach Island. Vom 28. Juli bis zum 10. August 2023 nahmen sechs Eurofighter und 30 Soldaten vom Taktisches Luftwaffengeschwader 73 „Steinhoff“ an der Übung "Rapid Viking 2023" auf der Air Base Keflavik teil.
Die Regierungen in Oslo und Reykjavík einigten sich auf die Übernahme von Sicherheits-, Überwachungs- und Rettungsaufgaben durch die norwegische Luftwaffe in Friedenszeiten. Die norwegische Armee rekrutiert in Island in geringem Ausmaß Freiwillige für den Militärdienst. Zur Überwachung der isländischen Küste vereinbarte Island eine Zusammenarbeit mit der dänischen Marine.
Obwohl Island nicht über eigene Streitkräfte verfügt, war es 2003 in der sogenaanten Koalition der Willigen vertreten.
Mit den Beitritten Finnlands und Schwedens zur NATO 2023 bzw. 2024 sind alle Länder Nordeuropas erstmals seit der Auflösung der Kalmarer Union 1523 wieder Teil eines gemeinsamen Militärbündnisses.

### Staatshaushalt
Der Staatshaushalt umfasste 2016 Ausgaben von umgerechnet 7,911 Mrd. US-Dollar, dem standen Einnahmen von umgerechnet 10,350 Mrd. US-Dollar gegenüber. Daraus ergibt sich ein Haushaltsüberschuss in Höhe von 12,2 % des BIP.

Die Staatsverschuldung betrug 2016 10,6 Mrd. US-Dollar oder 53 % des BIP. Island konnte seine Staatsfinanzen in den letzten Jahren sanieren.
2020 betrug der Anteil der Staatsausgaben (in % des BIP) folgender Bereiche:
- Gesundheit: 9,6 %
- Bildung: 7,7 %

## Wirtschaft
Island war bis in das 20. Jahrhundert ein landwirtschaftlich geprägtes Land. Bei einer Volkszählung im Jahr 1703 waren 69 % der Bevölkerung ausschließlich in der Landwirtschaft tätig, 30 % betrieben neben der Landwirtschaft Fischerei. Ende des 19. Jahrhunderts erfolgte der Übergang zur Hochseefischerei. Die Landbevölkerung fand hier neue Arbeitsplätze, und so war bereits 1901 nur noch die Hälfte der Bevölkerung in der Landwirtschaft tätig. 2008 arbeiteten noch etwa 4,8 % der isländischen Bevölkerung im primären Sektor, in der Industrie arbeiteten etwa 22,2 %, im Dienstleistungssektor 73 % der Beschäftigten. Mit 2,8 % im Jahr 2017 hat Island eine der niedrigsten Arbeitslosenquoten weltweit.
2005 wurde mit den Färöern das Hoyvíker Abkommen geschlossen, das eine Freihandelszone zwischen Island und den Färöern beinhaltet.
Island war besonders von der 2007 ausgebrochenen Finanzkrise betroffen. Die drei größten Banken des Landes hatten sich durch starke internationale Verflechtungen als besonders krisenanfällig erwiesen, weshalb die isländische Regierung Anfang Oktober 2008 die Verstaatlichung des gesamten Bankensektors beschloss. Neben der Abwendung eines drohenden Staatsbankrotts sollte dadurch auch eine weitere Abwertung der isländischen Krone verhindert werden, die zwischen Oktober 2007 und Oktober 2008 mehr als 70 % ihres Wertes gegenüber dem Euro verloren hatte.
Am 16. Oktober 2008 gab die Regierung Islands an, eine fällige Anleihe der verstaatlichten Glitnir-Bank in Höhe von 750 Millionen US-Dollar nicht zurückzuzahlen, womit Island de facto zahlungsunfähig war. Eine formale Zahlungsunfähigkeit bestand jedoch nicht, da die Anleihe nicht von Island selbst emittiert wurde. Der CDS-Spread Islands implizierte jedoch eine hohe Wahrscheinlichkeit, dass die formale Zahlungsunfähigkeit in wenigen Jahren eintreten könnte.
Island war im April 2009 laut dem US-amerikanischen Ökonomen und Wirtschaftsnobelpreisträger Paul Krugman vor Irland und Österreich das Land mit dem größten Risiko eines Staatsbankrotts. Die drei größten Banken (Kaupthing, Landsbanki und Glitnir) hinterließen nach der Verstaatlichung einen Schuldenberg vom Zehnfachen der bisherigen jährlichen Wirtschaftsleistung Islands.
Laut OECD-Bericht vom Mai 2010 sind Island inzwischen beträchtliche Konsolidierungen im Wirtschaftsbereich gelungen. Sie bildeten nach Einschätzung der OECD eine gute Grundlage für eine weitere wirtschaftliche Erholung und einen beginnenden Aufschwung im Jahr 2011. Die Empfehlungen der OECD-Kommission gingen dahin, 2011 weitere energieintensive Unternehmen in Island zu installieren, um die private Nachfrage anzukurbeln. Außerdem soll weiterhin der bisher erfolgreiche Kurs fiskalischer Konsolidierung verfolgt werden. Der Bankensektor hat sich stabilisiert, entsprechende Reserven in internationaler Währung sind vorhanden. Die Währungskonsolidierung wird weiter ein Ziel sein.
Im Juni 2011 kehrte Island an den internationalen Kapitalmarkt zurück. Island begann im Frühjahr 2012 vorzeitig mit der Rückzahlung sowohl des IWF-Beistandskredites in Höhe von insgesamt 2,1 Milliarden US-Dollar als auch der Kredite der nordischen Länder.
Das Land führt eine Wertpapierbörse, die Isländische Börse, mit deren Leitindex, dem ICEX 15.
2013 schloss Island als erster europäischer Staat ein Freihandelsabkommen mit China ab. China ist an dem Inselstaat insbesondere wegen dessen günstiger Lage an der Nordostpassage interessiert.
Im Global Competitiveness Index, der die Wettbewerbsfähigkeit eines Landes misst, belegt Island Platz 28 von 137 Ländern (Stand 2017/2018). Der Index für wirtschaftliche Freiheit 2024 des Landes war der 23 höchste von 176 Ländern.

### Währung

Isländische Kronen

Die Währung Islands ist die Isländische Krone (ISK). Im Umlauf befinden sich Münzen zu 1, 5, 10, 50 und 100 Kronen sowie Banknoten zu 500, 1.000, 2.000, 5.000 und 10.000 Kronen.

### Basisdaten
Die Wirtschaft Islands hat sich nach der Finanzkrise rasch erholt. 2016 wuchs das isländische Bruttoinlandsprodukt (BIP) um 7,2 % (2015: 4,1 %, 2014: 1,9 %, 2013: 4,4 %). Die Arbeitslosigkeit betrug 2014 durchschnittlich 5 %. Island unterhält vielfältige außenwirtschaftliche Beziehungen. Die Exporte von Gütern und Dienstleistungen machten 2014 rund 53 % des BIP aus, die Importe 47 %.
Trotz der Finanzkrise liegt das Pro-Kopf-Einkommen in Island weiterhin an der Weltspitze. Das gilt allerdings aufgrund der hohen Steuern und Lebenshaltungskosten auch für die Ausgaben. Die Lebenserwartung der Isländer ist eine der höchsten der Welt. Das Entwicklungsprogramm der Vereinten Nationen zählt Island zu den Ländern mit sehr hoher menschlicher Entwicklung. Im Vergleich mit dem durchschnittlichen Bruttoinlandsprodukt (BIP) pro Kopf der EU (EU27=100) erreichte Island 2005 einen Index von 129. Laut dem Global Wealth Report 2017 der Schweizer Bank Credit Suisse verfügen die Einwohner Islands über das weltweit höchste Durchschnitts- und Medianvermögen (587.649 $ bzw. 444.999 $).
Im Jahr 2017 arbeiteten nur 3 % der isländischen Erwerbstätigen in der Landwirtschaft, Kern dieser ist die Nutztierhaltung, hauptsächlich Schafe, Islandpferde und Rinder, 17 % waren in der Industrie erwerbstätig und 80 % arbeiteten im Dienstleistungssektor. Somit hat Island den Wandel hin zu einer Dienstleistungsgesellschaft vollzogen.

### Import und Export
Die Hauptimportpartner im Jahr 2017 waren Deutschland (11 %), Norwegen (9 %), die VR China (7 %), die Niederlande (7 %), die Vereinigten Staaten (6 %), Dänemark (6 %) und das Vereinigte Königreich (6 %). Es wurden Güter im Wert von circa 6,9 Mrd. US-$ importiert, davon waren 13 % Kraftfahrzeuge und Kraftfahrzeugteile, 11 % Petrochemie, 10 % Rohstoffe, 8 % Elektrotechnik und 8 % Nahrungsmittel.
Die Hauptexportpartner des Landes waren die Niederlande (26 %), Spanien (14 %), das Vereinigte Königreich (9 %), Deutschland (8 %), die Vereinigten Staaten (7 %), Frankreich (6 %) und Norwegen (5 %). Die exportierten Güter hatten einen Gesamtwarenwert von etwa 4,9 Mrd. US$, Hauptexportgüter waren Nichteisenmetalle (41 %) und Nahrungsmittel (40 %), dazu hatte der Export von Eisen und Stahl (3 %), sonstigen Fahrzeugen (2 %) und Maschinen (2 %) einen geringfügigen Anteil am Außenhandel.
Daraus ergibt sich ein Außenhandelsdefizit von etwa 2 Mrd. US$, dies entsprach im Jahr 2017 ungefähr 8,1 % des Bruttoinlandprodukts (21,2 Mrd. €).

### Landwirtschaft

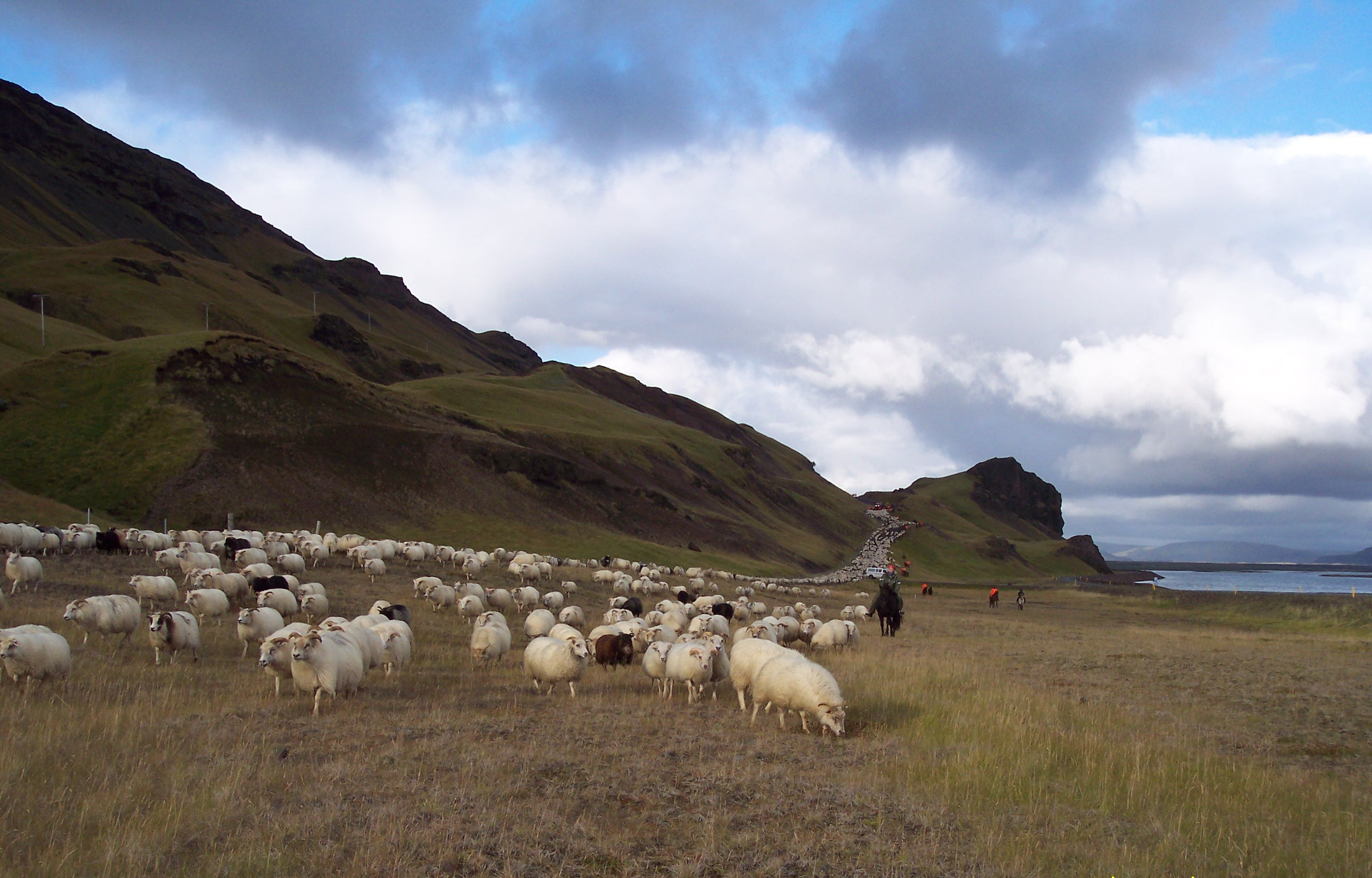
Abtrieb der Schafe im Þjórsádalur nahe der Hekla

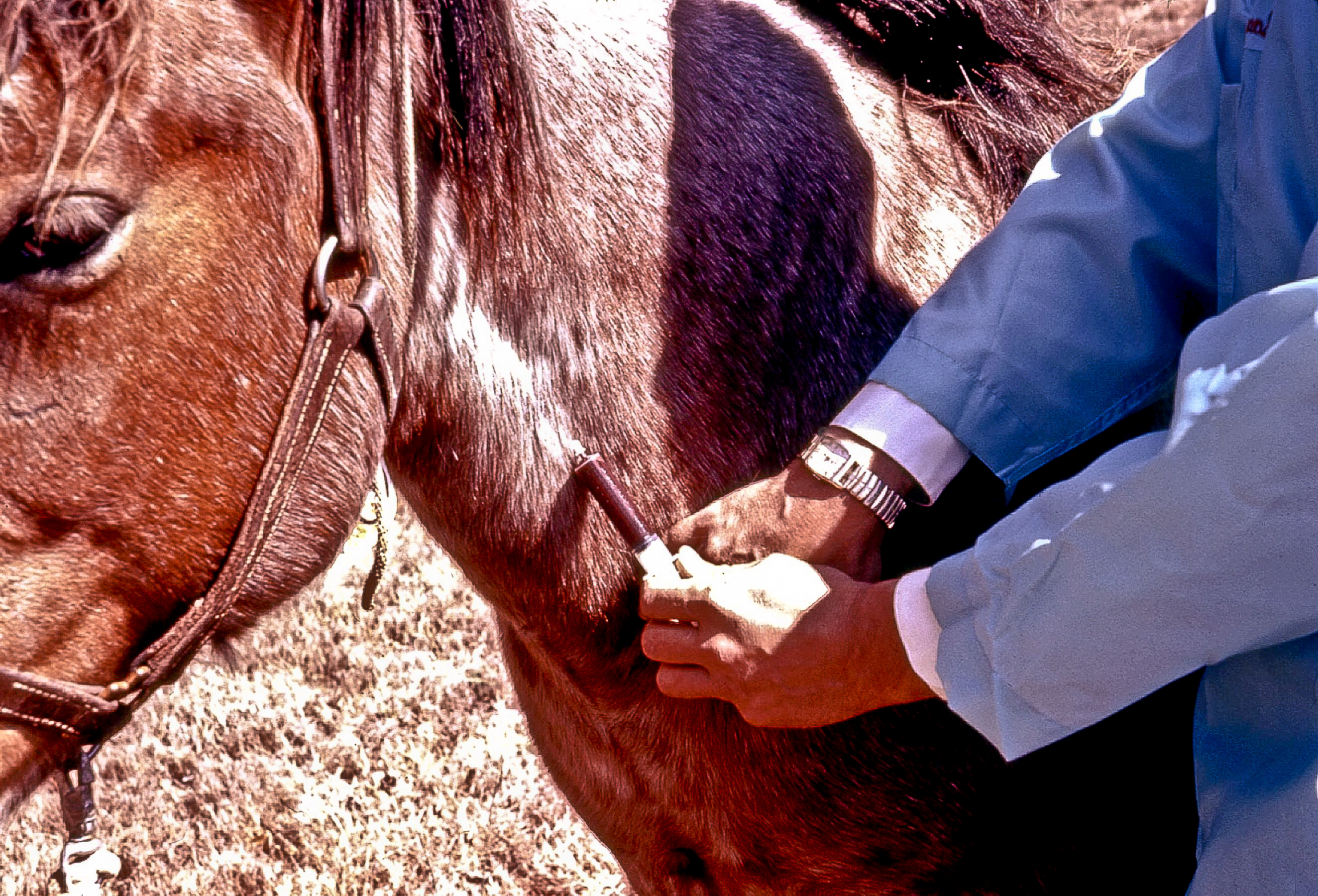
Blutabnahme beim Pferd

Ein großer Teil der Insel besteht aus Lavawüsten, die weder bewohnbar noch landwirtschaftlich nutzbar sind. Das betrifft weite Gebiete des Inlandes (Isländisches Hochland). 11 % des Landes sind von Gletschern bedeckt. Die bewohnten Gebiete befinden sich hauptsächlich entlang der Küste. 20 % des fruchtbaren Landesteils werden für die extensive Viehzucht (vor allem Schafe und Pferde) genutzt. 
Seit 2015 nimmt die Bedeutung des Exportes von PMSG rapide zu. PMSG ist ein Sexualhormon trächtiger Stuten, dessen Verabreichung bei anderen Säugetieren die Fruchtbarkeit und den Fleischzuwachs erhöht und zudem eine zeitliche Steuerung des Geburtstermins ermöglicht. Das Hormon ist daher als Bestandteil von Tierarzneimitteln in der intensiven Tierhaltung vieler Länder zugelassen. Die Gewinnung des Hormons erfolgt aus dem Blutserum der Pferde. Da Island sowohl hinsichtlich des Preises, der Qualität als auch der Haltungsbedingungen auf den großen Naturweiden optimale Bedingungen zu bieten hat, wurde das Land zum Hauptlieferanten Europas. 2020 betrug der Erlös rund 10 Millionen Euro.
Nur 1 % der Landesfläche werden für den Anbau von Getreide oder anderen Feldfrüchten genutzt. Ein Grund sind die relativ niedrigen Sommertemperaturen, während im Winter der Golfstrom besonders im Südwesten für ein verhältnismäßig mildes Klima sorgt. Die Durchschnittstemperaturen betragen 11 °C im Juli und −1 °C im Januar. Getreide – hauptsächlich Gerste, in geringerem Umfang auch Roggen – wird erst seit wenigen Jahren wieder auf Island angebaut, und 30 ha Fläche dienen ausschließlich dem Getreideanbau. 2017 wurden 7.400 t Gerste geerntet, damit lag Island weltweit an 90. Stelle. Die Gerste dient in erster Linie als Futter für Islandrinder, die Hauptanbaugebiete befinden sich am Eyjafjörður und Skagafjörður sowie im Südwesten des Landes. Kartoffeln wurden 2017 auf einer Fläche von 600 ha angebaut, bezüglich der geernteten Menge lag Island 2017 mit 9.000 t weltweit an 130. Stelle. Blumenkohl wurde auf einer Fläche von 11 ha angebaut, und die geerntete Menge belief sich auf 55 t. Möhren wurden auf
einer Fläche von 5 ha angebaut, 2017 wurden 750 t geerntet.

Die isländische Hochweidewirtschaft war bis in das 19. Jahrhundert vergleichbar mit der Seter-Almwirtschaft Norwegens. Die moderne Weidewirtschaft auf den natürlichen Weidegründen ist hingegen eine eigene Form des mobilen Pastoralismus. Um die wertvollen Tieflandweiden zu entlasten, befinden sich die Schafe und Pferde im Sommer auf den Hochweiden im Inland. Die Mutterschafe mit den Lämmern werden im Juni auf die Hochweiden getrieben oder mit Lastwagen dorthin gebracht. Die Tiere streifen während dieser Zeit frei umher. Sie folgen beim Weiden immer dem frischesten Pflanzenwuchs, weshalb das Lammfleisch in Island besonders wohlschmeckend ist. Im Herbst, das heißt im September/Oktober, werden die Tiere zu Pferd zusammengesucht und zurückgetrieben. Dabei werden die Weidegründe bis zu dreimal durchkämmt, um alle Tiere zu finden. Den Winter verbringen sie auf Weiden im bewohnten Gebiet oder im Stall. Der Abtrieb ist eine festliche Angelegenheit. Schulkinder fahren mit Bussen zu den jeweiligen Sammelstellen, großen Réttir genannten Pferchen. Sie schauen bei der letzten Phase zu oder packen mit an. Für die Erwachsenen gibt es abends einen festlichen Ball. Die wichtigsten Hochweidegebiete finden sich südlich von Hofs- und Langjökull zwischen Hvítá und Thjorsa, nördlich und nordwestlich des Langjökull und im Osten des Landes zwischen Hofsá und dem Fljótsdalur.
Inzwischen nutzt man, etwa in Hveragerði, mit zahlreichen Gewächshäusern, geothermische Energie für Gemüse- und Obstanbau. Beispielsweise werden Tomaten auf einer Fläche von insgesamt 4 ha unter Glas angebaut, und 2017 wurden 1.334 t Tomaten geerntet. Auch Erdbeeren werden in Gewächshäusern gezüchtet, seit 1941 auch Bananen, wobei jährlich etwa 500–2000 kg Bananen auf Island geerntet werden.
Die Wiederaufforstung der Wälder – vor allem mit Birken – ist ebenfalls ein großes Thema, etwa im Gebiet um die Hauptstadt Reykjavík, in der Umgebung des Vulkans Hekla und rund um den Skorradalsvatn in Westisland. 2015 waren 492 km² des Landes bewaldet, 0,5 % der Landesfläche. Noch im Jahr 2000 bedeckte Wald nur 288 km², d. h. 0,3 % der Fläche Islands. Theoretisch sind 40.000 km² für eine Wiederaufforstung geeignet.

### Fischerei

Die Züge des Kapelan rund um Island

Aufgrund der Lage auf einem Schelfsockel des Mittelatlantischen Rückens sind die Fischgründe rund um Island besonders ergiebig. Das Meer rund um die Insel ist reich an Phytoplankton, das die Grundlage der ozeanischen Nahrungskette bildet.
Island ist vom Fischfang abhängig – Fischprodukte machen 42 % der Exporte aus. Zum Schutz der Fischgründe wurde 1631 erstmals eine Schutzzone von 32 Seemeilen festgelegt. Sie wurde jedoch wieder aufgehoben, und erst im Jahr 1901 wurde eine neue Schutzzone von drei Seemeilen bestimmt. Nach dem Zweiten Weltkrieg führte der Einsatz einer modernisierten Fangflotte innerhalb weniger Jahre zur Überfischung der isländischen Gewässer. Deshalb wurde die Schutzzone 1952 auf vier Seemeilen und nach erneuter Überfischung 1959 auf zwölf Seemeilen erweitert. Anfang der 1970er Jahre brachen die Bestände wirtschaftlich genutzter Fischarten wieder zusammen, und Island erweiterte die Schutzzone auf 50 Seemeilen. Es kam wie bereits Ende der 1950er Jahre zum Streit mit dem Vereinigten Königreich, das nicht bereit war, die erweiterte Schutzzone zu respektieren. Der Streit eskalierte, und britische Trawler wurden von britischen Kriegsschiffen in die isländische Schutzzone begleitet. Dieser zweite „Kabeljaukrieg“ wurde auf dem Verhandlungsweg beigelegt. Da die Erweiterung der Schutzzone auf 50 Seemeilen nicht die erhoffte Wirkung zeigte, wurde die Schutzzone 1975 auf 200 Seemeilen erweitert. Es kam erneut zum Streit zwischen Island und dem Vereinigten Königreich, aber auch der dritte Kabeljaukrieg wurde auf dem Verhandlungsweg beigelegt. Die 200-Meilen-Zone ist heute internationaler Standard und völkerrechtlich anerkannt. Seit 1991 können isländische Fischereiprodukte zollfrei in die Europäische Union eingeführt werden.
Trotz der Bedeutung der Fischerei sind nur etwa 5,2 % der Arbeitnehmer des Landes direkt auf Booten und weitere 6,7 % in der Fischverarbeitung beschäftigt.
Bis heute betreiben isländische Firmen Walfang vor Island. Als eines der wenigen verbliebenen Länder weltweit hält das Land an der stark umstrittenen Jagd von Finnwalen und Zwergwalen zur kommerziellen Nutzung fest. Dieser Industriezweig ist stark mit der konventionellen Fischereiindustrie verzahnt. 2019 wurde der Walfang (nach einer Meldung der Deutschen Welle) vorübergehend ausgesetzt.

### Tourismus

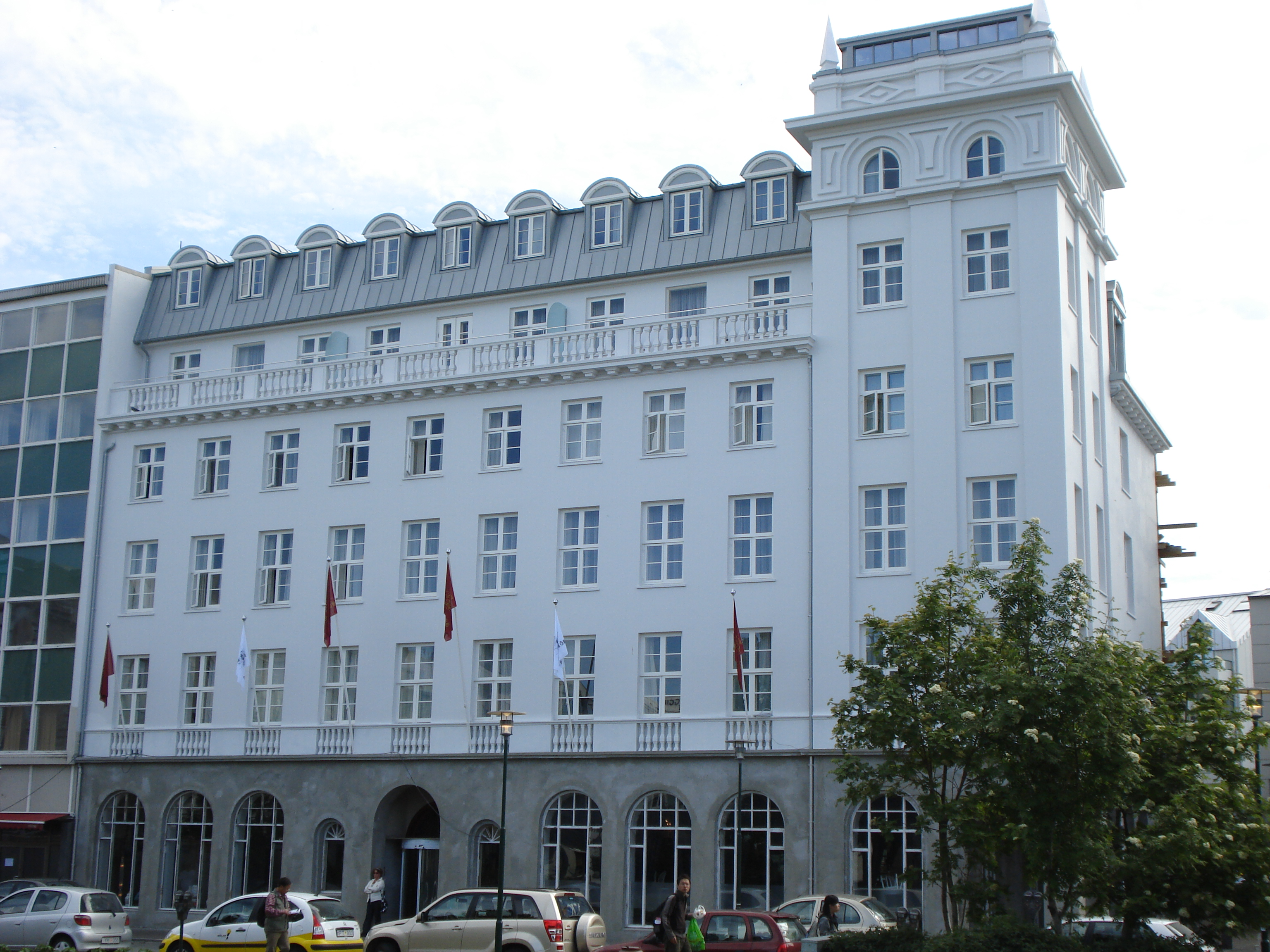
Hotel Borg, Reykjavík

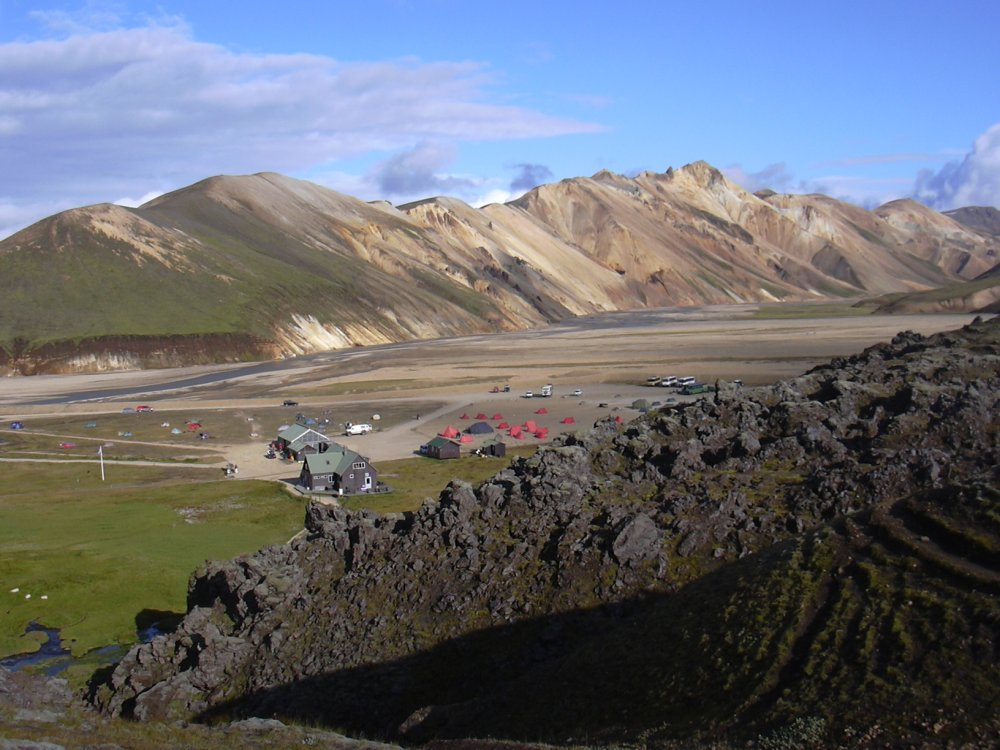
Campingplatz in Landmannalaugar

Der Tourismus spielt seit dem ausgehenden 20. Jahrhundert eine große Rolle in der isländischen Wirtschaft und konnte sich infolge der Verbilligung von Flugreisen von den 1980er Jahren an sukzessive als Wirtschaftszweig etablieren. Während im Jahr 1950 rund 4000 fremde Besucher nach Island kamen, stieg deren Zahl auf etwa 190.000 im Jahr 1995, und bereits Jahr 2000 zählte man mit über 300.000 ausländischen Reisenden erstmals mehr Touristen, als Island Einwohner hatte. So stieg die Zahl der Übernachtungen in Hotels und Gästehäusern sowie auf Bauernhöfen auf dem Land in dieser Zeit deutlich. Auch Privatwohnungen werden in der Reisezeit an Touristen vermietet.
Beliebt sind bei den Besuchern Islands seine Natur, insbesondere die Gletscher, der Reittourismus und andere Aktivitäten. Während das Land im Jahre 2000 noch von 302.900 ausländischen Touristen besucht wurde, waren es 2014 bereits 998.600. Von 2014 auf 2015 stieg die Touristenzahl sprunghaft auf 1.289.140 an. Die Besucherstatistik 2015 für Reisende, die Island über den Flughafen Keflavík besucht haben, wird von Reisenden aus den USA angeführt (242.805), es folgen unter den einzeln aufgeführten Herkunftsländern das Vereinigte Königreich (241.024) und Deutschland (103.384).
Der Tourismus ist in den letzten Jahrzehnten für Island zu einer immer wichtigeren Quelle von Deviseneinnahmen geworden. Der Anteil an den Exporterlösen liegt bei dieser Branche mit Stand 2015 bei 31 % und übertrifft damit die isländische Fischereiwirtschaft und Aluminiumindustrie. 2010 waren es noch 18,8 %.
Durch die geographisch abgeschiedene Lage im Nordatlantik profitieren zudem Transportunternehmen von dem ansteigenden Tourismus, da Island nur per Flugzeug oder mit dem Schiff (Autofähre Norröna) erreichbar ist. 
Inzwischen wird das starke Wachstum des Tourismus auch als belastend wahrgenommen. Ólöf Ýrr Atladóttir, die Direktorin der isländischen Fremdenverkehrsbehörde Ferðamálastofa, äußerte 2014 die Ansicht, dass der Tourismus zu schnell gewachsen sei. Zu den dadurch auftretenden Problemen gehören die starke Inanspruchnahme von Wohnraum durch Touristen und eine Übernutzung spärlicher Infrastruktur in dünn besiedelten Gebieten abseits der Hauptstadt.

### Energiewirtschaft

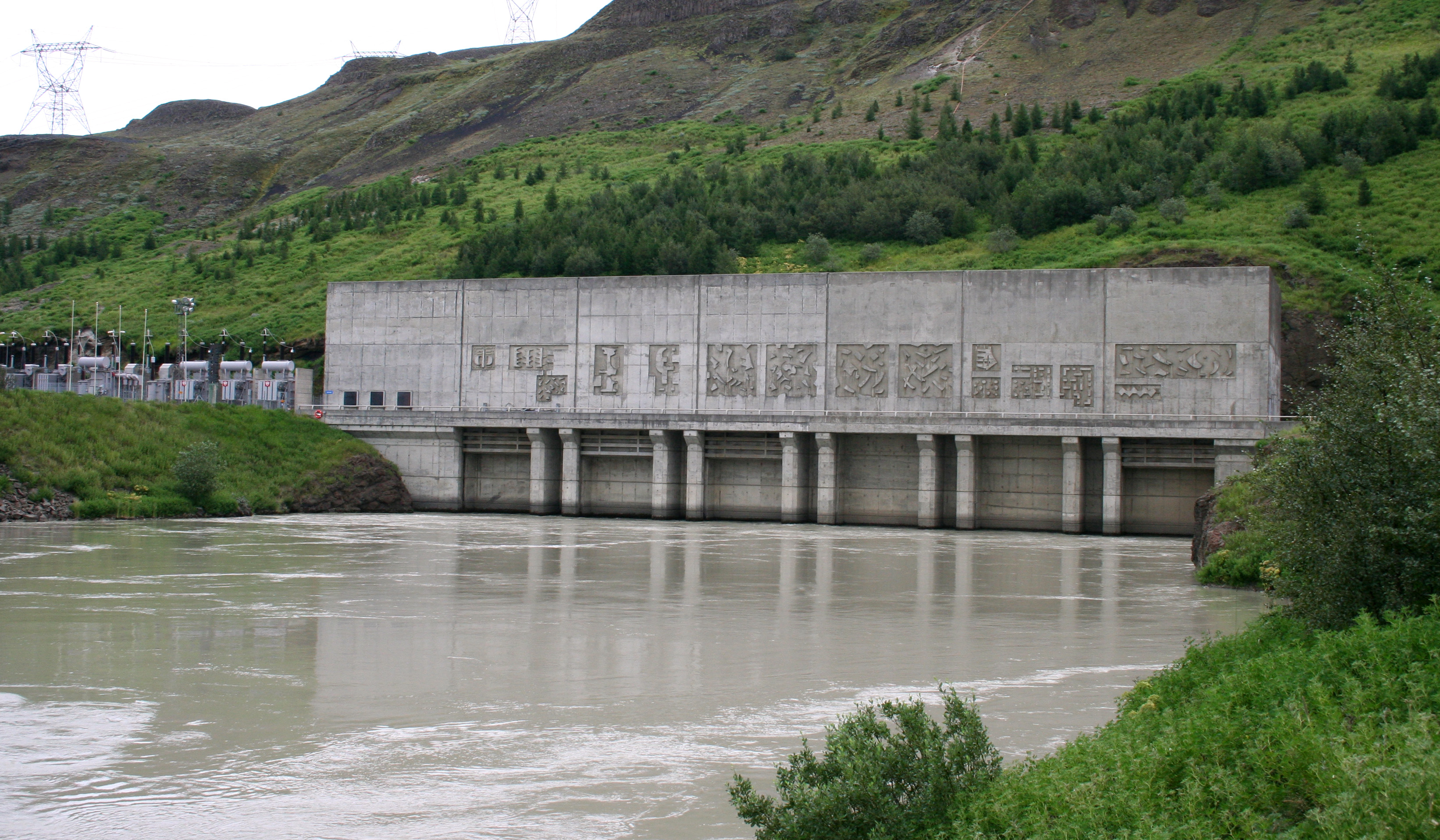
Wasserkraftwerk Búrfell

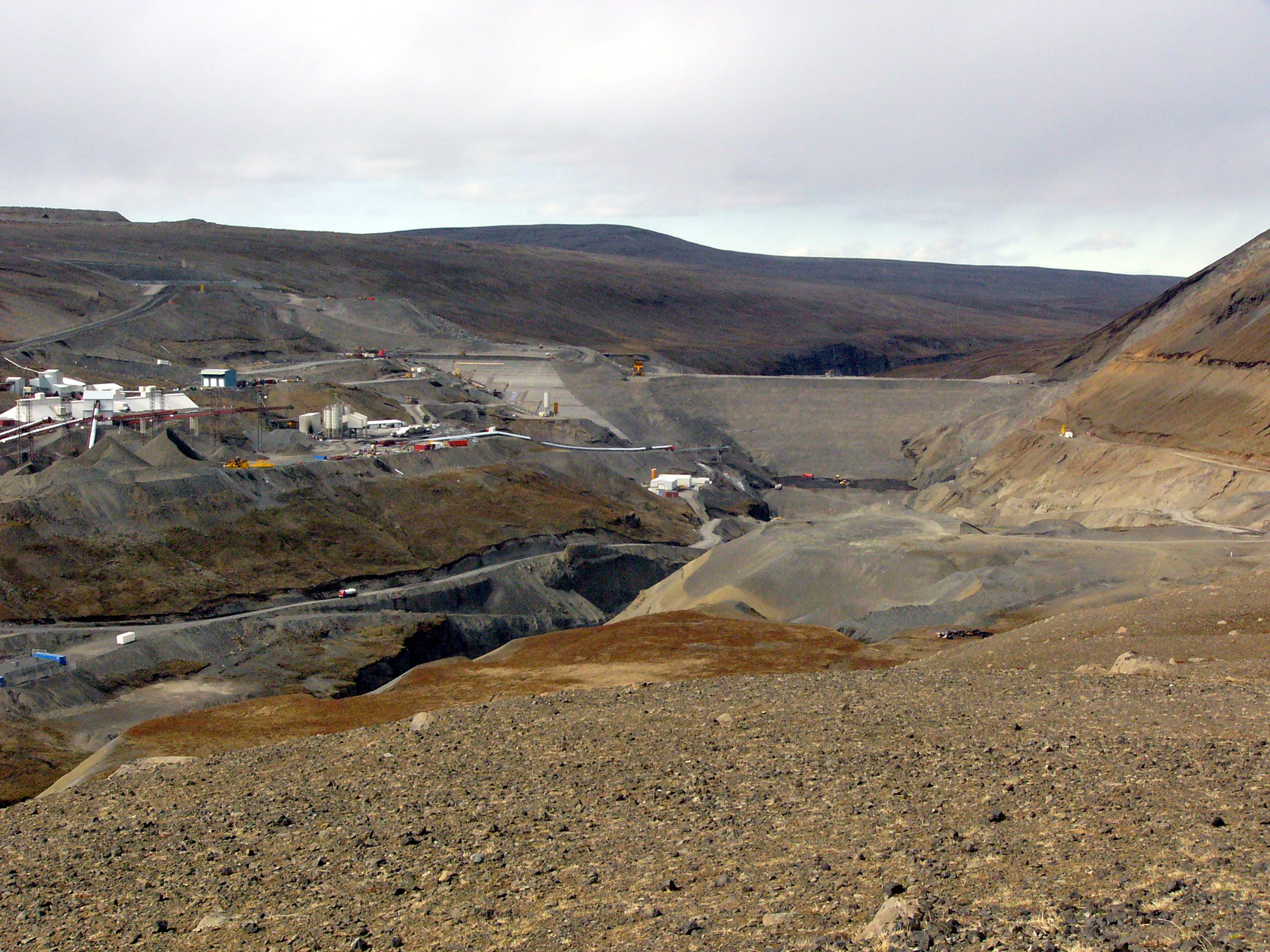
Wasserkraftwerk Kárahnjúkar

Die Stromerzeugung in Island ist vollständig regenerativ: 2021 wurden rund 70 % durch Wasserkraft erbracht sowie 30 % durch Geothermie. Dabei lag der Anteil der Großindustrie am Stromverbrauch bei etwa 78 %. Die Aluminiumhütten bezogen über 80 % davon, sodass deren Anteil am Gesamtstromverbrauch über 60 % liegt. 2020 standen als Gesamterzeugungskapazität 2,94 Gigawatt Leistung zur Verfügung, davon 2,11 GW Wasserkraft und 0,76 GW Geothermieanlagen. Ein weiterer Ausbau wird von der Regierung angestrebt. Sie versucht dabei nach eigenen Worten internationale Industrie mit den niedrigsten Strompreisen Europas zu überzeugen. Für die benötigten Energiemengen müssen dabei mit Wasserkraft und mit Geothermie betriebene Großkraftwerke errichtet werden, was zum Teil erhebliche Eingriffe in die Natur bedingt. Ein Beispiel für ein in diesem Zusammenhang umstrittenes Projekt ist der Bau von Kárahnjúkavirkjun, einem Wasserkraftwerk im Osten Islands, dessen Strom vor allem für das Aluminiumverhüttungswerk der Firma Alcoa nahe der Ortschaft Reyðarfjörður Verwendung findet.
Um den Umwelteingriff durch die Dämme insbesondere kleiner Wasserkraftwerke einzuschränken und zugleich den infolge der globalen Erwärmung veränderten Wasserabflüssen Rechnung zu tragen, wird verstärkt die Ergänzung des Strommixes durch Windkraftanlagen vorgeschlagen.
Neben der Wasserkraftproduktion, die von 18 TWh auf ca. 36 TWh verdoppelt werden könnte, hat Island insbesondere sehr gute Windenergieressourcen.
Im Jahr 2000 wurde die Umstellung der isländischen Energiewirtschaft auf eine Wasserstoffwirtschaft angekündigt, wofür Island damals viel internationale Aufmerksamkeit erhielt. Eine Umsetzung dieses Planes ist jedoch noch nicht erfolgt.

## Infrastruktur

### Verkehr

Infrastruktur Islands

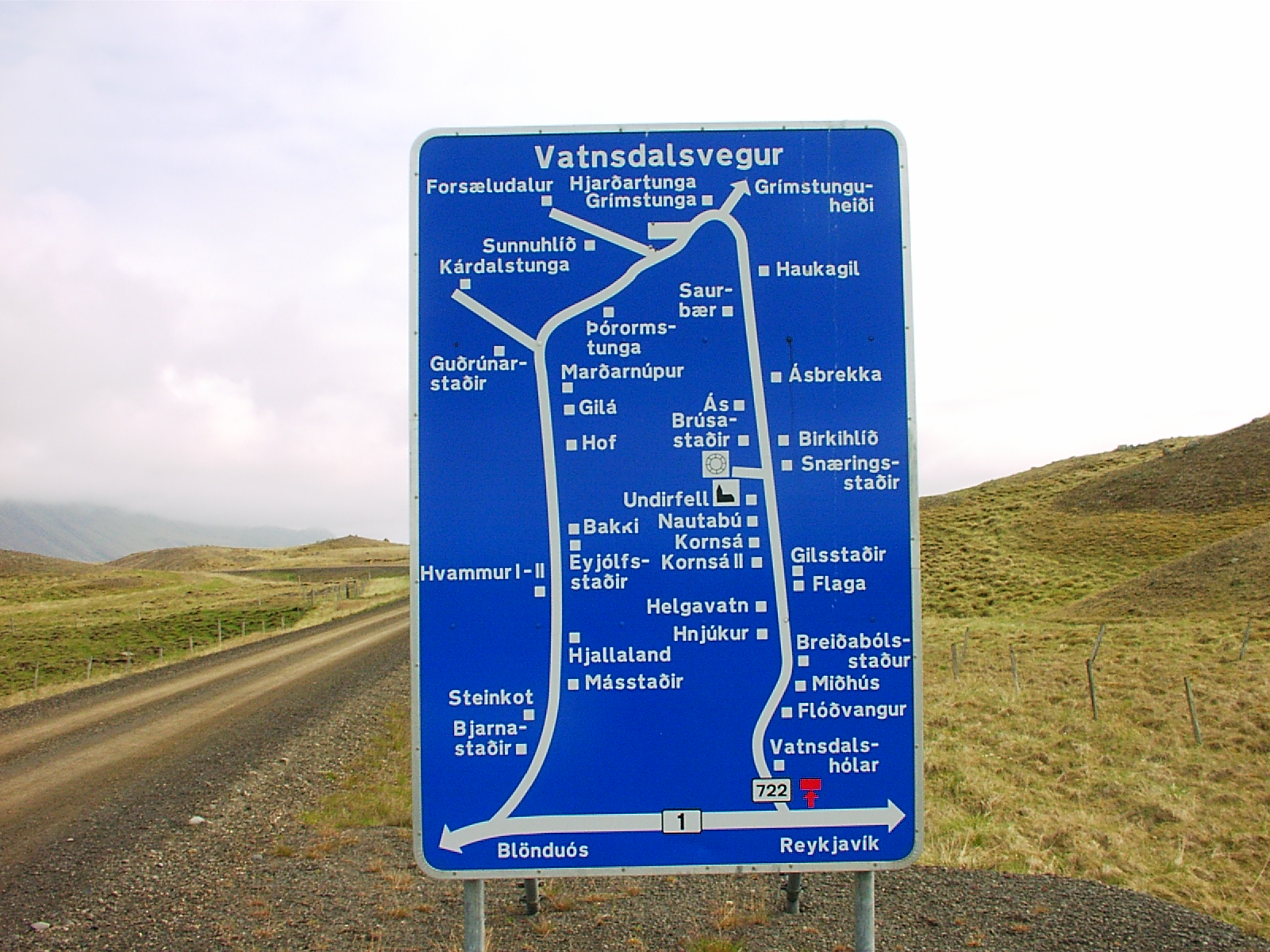
Ein typisches isländisches Verkehrsschild mit Hinweisen zu den einzelnen Bauernhöfen

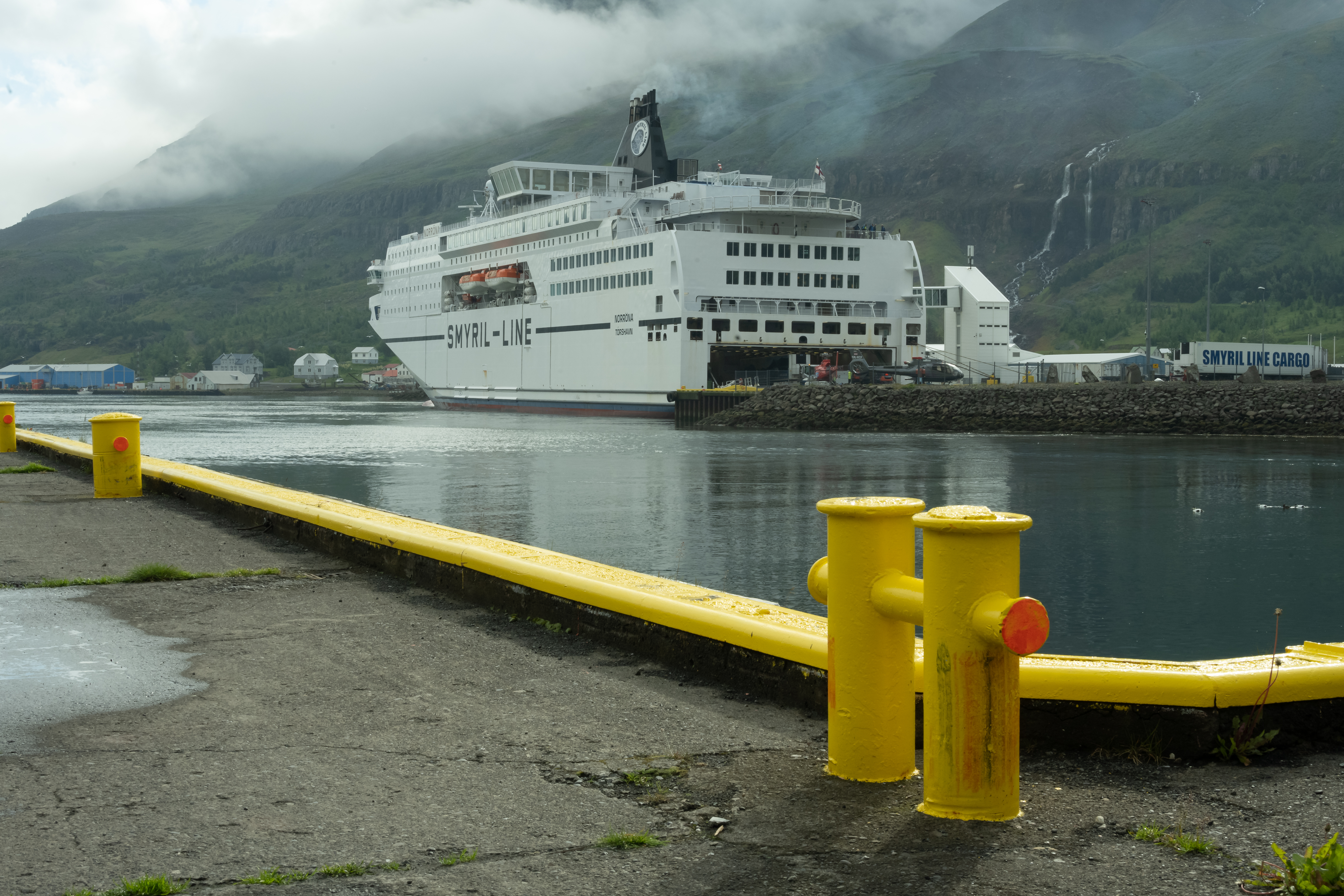
Fähre Norröna aus Dänemark bei der Ankunft in Seyðisfjörður

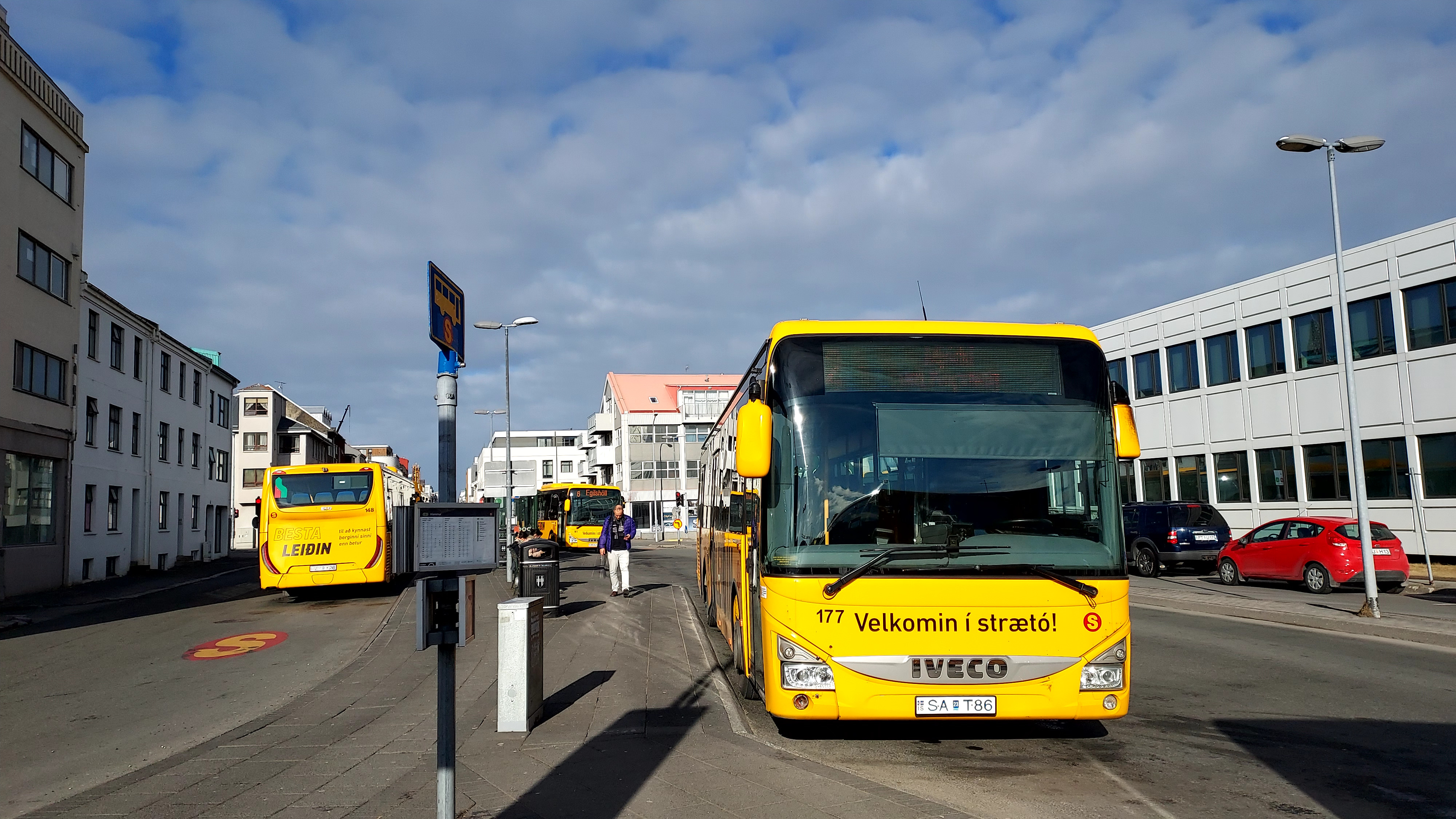
Die Busse von Straeto verkehren islandweit, hier der Hlemmur-Busbahnhof in Reykjavik.

#### Straßenverkehr

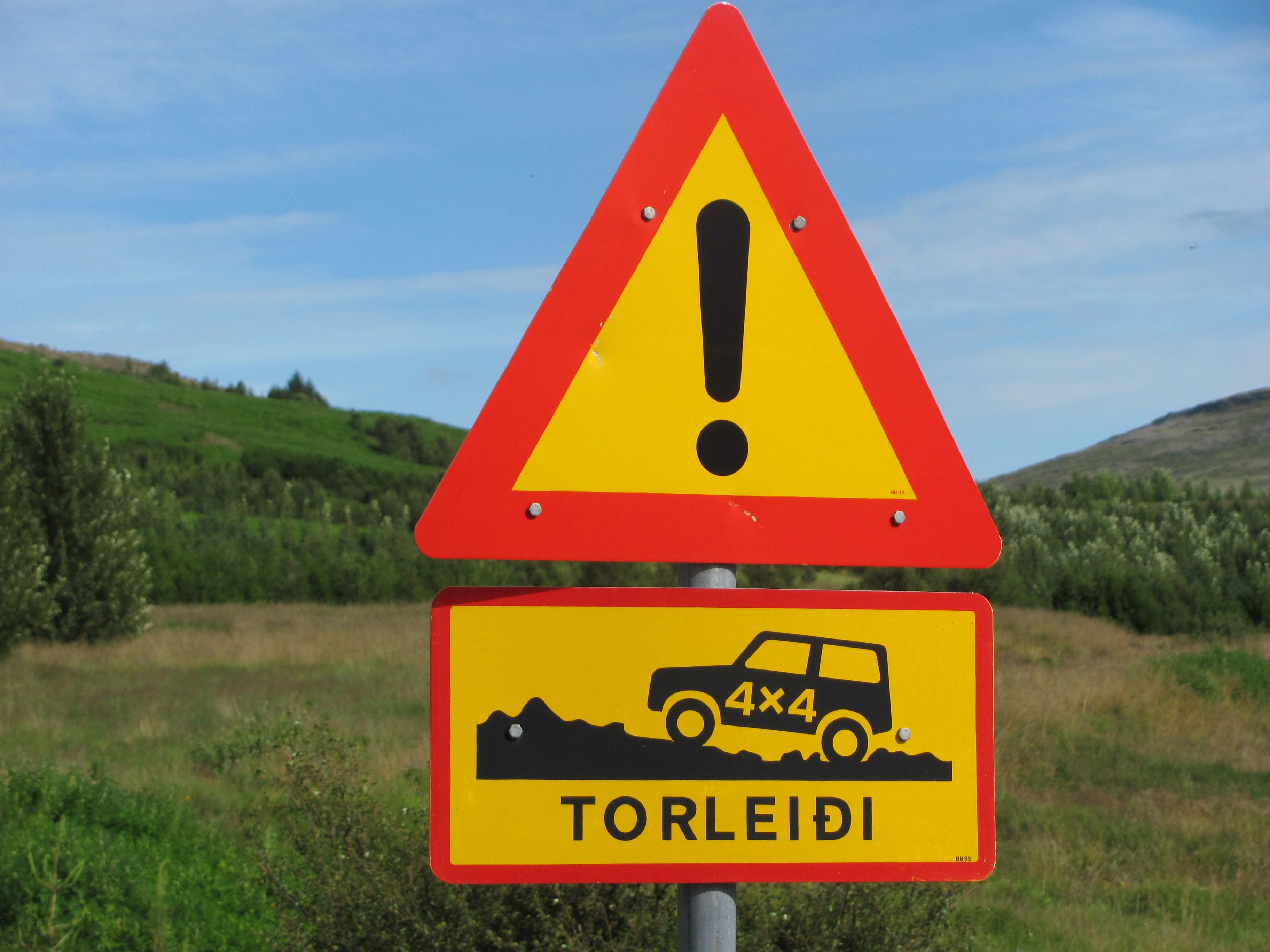
Straßenverkehr abseits der Hauptstraßen

In Island gab es mit Stand Ende 2016 12.901 km von der Straßenverwaltung Vegagerðin verwaltete Straßen, von denen 5575 km asphaltiert waren. Die Ringstraße (Hauptstraße Nr. 1) ist Islands längste Straße und folgt grob dem Küstenlauf, schneidet aber alle großen Halbinseln ab. Sie ist derzeit (Stand 2017) 1332 km lang und konnte 1974 fertiggestellt werden, nachdem die letzten Brücken im Gebiet von Skaftafell gebaut worden waren. Die Ringstraße (isländisch Hringvegur) heißt je nach Landesteil Suðurlandsvegur, Vesturlandsvegur, Norðurlandsvegur und Austurlandsvegur gemäß dem Brauch, alle Straßen im Land mit Namen und nicht mit der Straßennummer zu bezeichnen. Es wird aber auch die Bezeichnung Þjóðvegur Nr 1 (wörtlich: „Nationalstraße Nr. 1“) verwendet. Die Straßennummern, beginnend mit 2 bis 9, geben Auskunft über die Verwaltungseinteilung im Straßenbau, die nicht mit den übrigen Verwaltungseinteilungen deckungsgleich ist. Am Sonntag, dem 26. Mai 1968, wurde der Rechtsverkehr eingeführt, davor galt Linksverkehr.
Es gibt in Island keine Autobahnen, allerdings wurde die Straße zwischen Keflavík und Reykjavík bis in den Vorort Hafnarfjörður zur vierspurigen Schnellstraße ausgebaut. Im Hauptstadtgebiet bestehen inzwischen einige bis zu sechsspurige Ein- und Ausfallstraßen.
Die Ringstraße ist seit August 2019 vollständig asphaltiert. Auch die wichtigsten Landstraßen sind heute weitestgehend asphaltiert. Nebenstraßen, aber abschnittsweise auch Hauptstraßen (vor allem in den Westfjorden), sind oft Schotterstraßen mit unübersichtlicher Streckenführung. Hochlandpisten sind ebenfalls meist Schotterstraßen und erfahren nur eingeschränkten Unterhalt. Das isländische Hochland ist daher ein beliebtes Reiseziel für Fahrer von geländegängigen Fahrzeugen. Offroad-Fahren ist wegen der sehr empfindlichen Vegetation in Island grundsätzlich nicht erlaubt. Schon einzelne Reifenspuren können, aufgrund des sehr losen Bodengefüges, neue Angriffsflächen für Erosion bieten und sich, im schlimmsten Fall, innerhalb weniger Jahre zu ausgewaschenen Bachbetten entwickeln. Nur das Befahren von ausgewiesenen Strecken ist also erlaubt.
Im Winter sind die Hauptstraßen meist geräumt, aber auch dort kann es zu Verkehrsbehinderungen durch Glatteis oder Schneeverwehungen kommen. Daher fahren die meisten Isländer mit Spikes und bevorzugen Autos mit Vierradantrieb. An einzelnen Tagen im Winter können auch Teile der Hauptverbindungsstraßen kurzfristig gesperrt werden. Der aktuelle Straßenzustand wird in den Medien bekanntgegeben, vor allem aber im Internet durch die Straßenwacht (in isländischer und englischer Sprache).

#### Flugverkehr
Der größte internationale Flughafen, der Flughafen Leifur Eiríksson, liegt bei Keflavík, etwa 60 km westlich von Reykjavík. Die örtliche Fluggesellschaft Icelandair verbindet den Flughafen mit zahlreichen internationalen Zielen auf dem europäischen und amerikanischem Festland. Außerdem gibt es einen Ausweichflughafen in Egilsstaðir im Osten Islands und drei weitere Flughäfen in Akureyri, Ísafjörður und Höfn. Insgesamt gibt es 98 Flugplätze im Land.

#### Schiffsverkehr
Bedeutende Häfen des Landes sind Akureyri, Grundartangi, Hafnarfjörður, Hornafjörður, die beiden Häfen von Reykjavík (der alte Hafen Reykjavík und der Frachthafen Sundahöfn) sowie Seyðisfjörður. Letzterer bietet mit der Fähre Norröna die einzige Autofährverbindung zwischen Island und dem europäischen Kontinent (Häfen in Dänemark und auf den Färöer-Inseln, bis Ende 2008 auch Norwegen und Schottland). Es gibt in Island keine Flussschifffahrt.

#### Öffentlicher Nah- und Fernverkehr
Das Bussystem Strætó in Reykjavík bietet regelmäßige und schnelle Verbindungen sowohl innerhalb Reykjavíks als auch zu den Vororten Seltjarnarnes, Kópavogur, Hafnarfjörður, Garðabær und Mosfellsbær an. Es gibt im Hauptstadtgebiet fünf zentrale Busterminals, an denen die Linien verknüpft werden, als größtes davon Mjódd im Stadtteil Breiðholt. Haltestellen, an denen die Strætó-Busse halten, sind mit einem gelben „S“ gekennzeichnet. Strætó betreibt auch Buslinien im Stadtverkehr von Akureyri.
Ein Beschluss aus dem Jahr 2015 sieht mit dem Bau der Borgarlína die Verbesserung des innerstädtischen Verkehrs vor.

#### Fernverkehr
Island hat ein umfassendes Netzwerk aus Fernbuslinien, betrieben von verschiedenen Anbietern, darunter auch Strætó. Sie werden vom BSÍ (Bifreiðastöð Islands) überwacht, welches sich bei dem BSÍ-Terminal in Reykjavík befindet. In kleineren Städten und Dörfern befindet sich der Busstopp fast immer bei der örtlichen Haupttankstelle.
Von ungefähr Mitte Mai bis Mitte September verkehren planmäßige Busse zu den meisten Zielen an der Ringstraße, größeren Städten in den Westfjorden sowie nach Reykjanes und Snæfellsnes. Zusätzlich gibt es Verbindungen nach Kjölur und Sprengisandur, welche sich im Hochland befinden und mit normalen zweiradgetriebenen Autos nicht erreichbar sind. Die Anbieter bieten oft diverse Sammeltickets an.

#### Schienenverkehr
Gegenwärtig gibt es in Island keine Eisenbahnen. Schienenverkehr zur Beförderung von Personen gab es nie; historisch bestanden zwei Hafenbahnen, eine landwirtschaftliche Materialbahn und temporäre Bahnen für Bauarbeiten. Ob seit längerem bestehende Planungen für eine Strecke zwischen Reykjavík und dem internationalen Flughafen Keflavík und eine Stadtbahn in Reykjavík eines Tages realisiert werden, ist unsicher; anstelle der Stadtbahn soll zunächst ein Bus-Rapid-Transit-System unter dem Namen Borgarlína realisiert werden.

### Telekommunikation
In Island gab es 2004 190.500 Telefonanschlüsse und 290.100 Mobiltelefone. Per Telefon ist die Direktdurchwahl innerhalb Islands überall möglich. Die Landeskennzahl Islands für Ferngespräche aus dem Ausland lautet +354, gefolgt von der siebenstelligen Anschlussnummer, Ortsvorwahlen existieren nicht mehr. Für Auslandsgespräche ist die VAZ 00 gefolgt von der Landeskennzahl zu wählen, danach die Ortskennzahl und die Teilnehmernummer des gewünschten Gesprächspartners.
Es gibt in Island zwei Netzbetreiber: Síminn und Vodafone Iceland (TAL). Zusammen decken sie den größten Teil der Insel einschließlich aller Gemeinden über 200 Einwohner ab. Inzwischen (2021) versorgen Vodafone Iceland und Siminn fast das gesamte bewohnte Land mit LTE.
Síminn unterhielt außerdem bis Ende 2007 ein Netz für NMT-Mobiltelefone (Nordic Mobile Telephone), das fast ganz Island einschließlich des Hochlandes abdeckte. NMT-Mobiltelefone arbeiteten im Vergleich zum GSM-Netz mit geringerer Frequenz (450 MHz), wodurch eine erheblich erhöhte Reichweite möglich war. Als Ersatz für das abgeschaltete NMT-Netz haben die GSM-Betreiber auch im Hochland Sendemasten großer Reichweite aufgestellt, wodurch die flächendeckende Erreichbarkeit weitgehend gegeben ist. Für Rettungsdienst und Polizei wurde weiterhin digitale Technik im Tetra-Netz eingeführt.

### Internet
Island ist über fünf Seekabel (Cantat-3, Farice-1, Danice, seit Mitte 2008 Greenland Connect, seit März 2023 Iris) in das Internet integriert. In der Vergangenheit kam es durch Kabelbrüche oder sonstige Beschädigungen vergleichsweise oft zu Ausfällen von Internet und teilweise auch Telekommunikation. Im Einzugsgebiet von Reykjavík und Akureyri findet man häufig kostenlose WLAN-Hot Spots.
1998 begann eine umfassende Datensammlung von Patientendaten zur Erforschung von Erbkrankheiten. Bis 2014 stellte mehr als jeder dritte Isländer seine Gesundheitsdaten und eine Blutprobe zur Verfügung. Als Nebenprodukt dieses Projektes kann sich jeder Isländer in einem per Internet zugänglichen Datenbereich namens IslendingaBok seine Verwandtschaftsbeziehung zu jedem beliebigen Mitbürger anzeigen lassen.
Im Jahr 2022 nutzten 99,9 Prozent der Einwohner Islands das Internet.

### Post
Postämter der Íslandspóstur gibt es in jeder größeren Gemeinde Islands.

### Bauwerke und Gebäude
Das höchste Bauwerk ist der Sender Gufuskálar, das höchste Gebäude der Smáratorg-Turm.

### Literatur

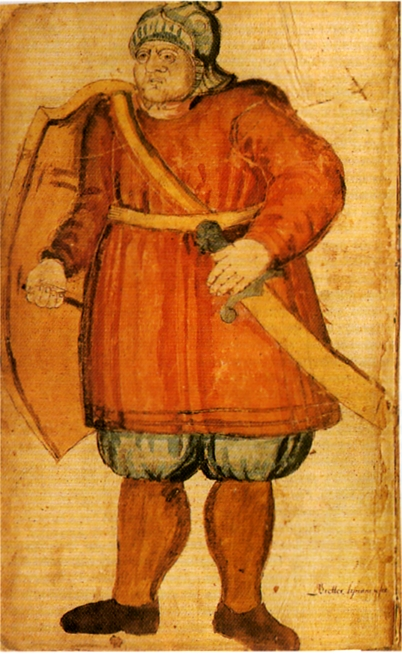
Der kampfbereite Grettir, einer der Helden der Isländersagas

## Kultur

### Bildende Kunst

Statue von Ásmundur Sveinsson bei Borgarnes

Zwar brachten die ersten Siedler Islands die norwegische Volkskunst mit auf die Insel im Nordatlantik, doch wurden aufgrund des rauen Klimas und der geringen Ressourcen viele Dokumente im Laufe der Jahrhunderte vernichtet. So setzte eine wirkliche Entwicklung, etwa der Malerei, erst in der Neuzeit ein, und auch in anderen Bereichen entwickelte sich die isländische Kunst erst etwa ab der Mitte des 19. Jahrhunderts.
Sieht man einmal von Sigurður Guðmundsson (1833–1874) ab, kann Þórarinn B. Þorláksson (1867–1924) als erster moderner Maler betrachtet werden, in dessen Nachfolge die isländische Malerei mit den Künstlern Ásgrímur Jónsson (1876–1958), Jón Stefánsson (1881–1962) und Jóhannes Sveinsson Kjarval (1885–1972) zunehmend an Bedeutung gewann, während für die Anfänge der isländischen Bildhauerei Einar Jónsson (1874–1954) und in der Folge Ásmundur Sveinsson (1893–1982), Sigurjón Ólafsson (1908–1982) sowie Gerður Helgadóttir (1928–1975) stehen.
Durch Reisen und Studienaufenthalte im Ausland gewannen europäische aktuelle Kunstströmungen Einfluss auf viele Künstler Islands. So lassen sich in den frühen Bildern Jón Engilberts (1908–1972) Parallelen zum deutschen Expressionismus finden, Nína Tryggvadóttir (1913–1968) ist erkennbar vom Kubismus beeinflusst, und das Farb- und Formenspiel der Gruppe CoBrA findet sich bei Svavar Guðnason (1909–1988) wieder, der zu ihren Mitgliedern gehörte.
Zwischen Surrealismus und Pop Art bewegt sich der international erfolgreiche Erró (* 1932), der mit Collagen und nach Collagen gemalten, neuerdings auch im Computer überarbeiteten Werken Aufsehen erregt. Seit den 1960er Jahren entstand auch eine isländische Konzeptkunst. Ein wichtiger Vertreter dieser Richtung ist Sigurður Guðmundsson (* 1942), dessen Werk Performances, Fotografien, Zeichnungen, Drucke, Skulpturen, Installationen und musikalische Kompositionen umfasst.
Einen nicht unerheblichen und bis heute anhaltenden Einfluss auf die jüngere isländische Kunst hatte der Wahlschweizer und seit 1960 auch in Island lebende Grafiker, Schmuck- und Möbeldesigner, Filmemacher, Maler und Bildhauer, Dichter und Musiker Dieter Roth (1930–1998). Sein breit angelegtes Werk beeinflusste viele junge Künstler, die sich etwa prozesshaften Installationen zuwandten. Roths Vorliebe für Kooperationen von Künstlern verschiedener Sparten, ja selbst die Zusammenarbeit mit Laien, sind noch immer richtungsweisend und zugleich charakteristisch für die aktuelle isländische Kunst.
Zahlreiche Museen, Galerien und Projekträume, Institutionen wie das Center for Icelandic Art (CIA.IS), Festivals wie das jährlich stattfindende Reykjavík Arts Festival und das alle zwei Jahre stattfindende SEQUENCES Real Time Art Festival sowie Magazine wie LIST icelandic art news zeugen von der wachsenden Bedeutung Bildender Kunst in der isländischen Kultur.

### Fotografie
Die isländische Fotografie weist ein breites Spektrum auf. Dieses reicht unter anderem von Magnús Ólafsson (1862–1937), der die Lebensbedingungen einer von technologischem Fortschritt, sozialen Veränderungen und urbanen Entwicklungen geprägten Jahrhunderthälfte beleuchtete, über den Porträtfotografen Sigriður Zoëga (1889–1968), den für seine Landschaftsaufnahmen berühmt gewordenen Vigfús Sigurgeirsson (1900–1984) bis hin zu dem seit Jahren als Fotojournalist für Morgunblaðið, National Geographic, Time, Life, Stern und Le Figaro tätigen und mit zahlreichen Preisen ausgezeichneten Fotografen Ragnar Axelsson (* 1958, bekannt unter dem Pseudonym RAX) und dem mit seiner künstlerisch-dokumentarischen Fotografie in der Tradition der amerikanischen New Topographics stehenden Fotografen Guðmundur Ingólfsson (* 1946). Zahlreiche isländische Fotografen haben sich mit Landschaftsaufnahmen und Buchveröffentlichungen befasst, so auch Páll Stefánsson, Sigurgeir Sigurjónsson und Guðmundur Páll Ólafsson.
Haraldur Jónsson (* 1961), Hrafnkell Sigurðsson (* 1963), Bjargey Ólafsdóttir (* 1972), Katrin Elvarsdóttir (* 1964) und mit fotografischen Werkgruppen auch die Künstlerinnengruppe Icelandic Love Corporation, Rúrí (* 1951) und Gabríela Friðriksdóttir (* 1971) vertreten dabei eindeutig künstlerische Positionen. Früher hatten Mitglieder der Künstlergruppe SÚM Aufsehen erregt, vor allem Sigurður Guðmundsson.

### Musik

#### Traditionelle und klassische Musik
Bekannt sind die isländischen Zwiegesänge und die isländischen Reimweisen. Eine beliebte Gruppe, die volkstümliche Musik darbietet, sind etwa die Álftagerðisbræður. Zu den renommiertesten Komponisten von Orchestermusik im klassischen europäischen Stil gehören Jón Ásgeirsson, Hafliði Hallgrímsson und Jón Leifs. In Reykjavík residiert das Isländische Sinfonieorchester, das auch Konzerte im Ausland gibt. International bekannt ist der Pianist Víkingur Ólafsson.

#### Rock, Pop, Jazz und Liedermacher

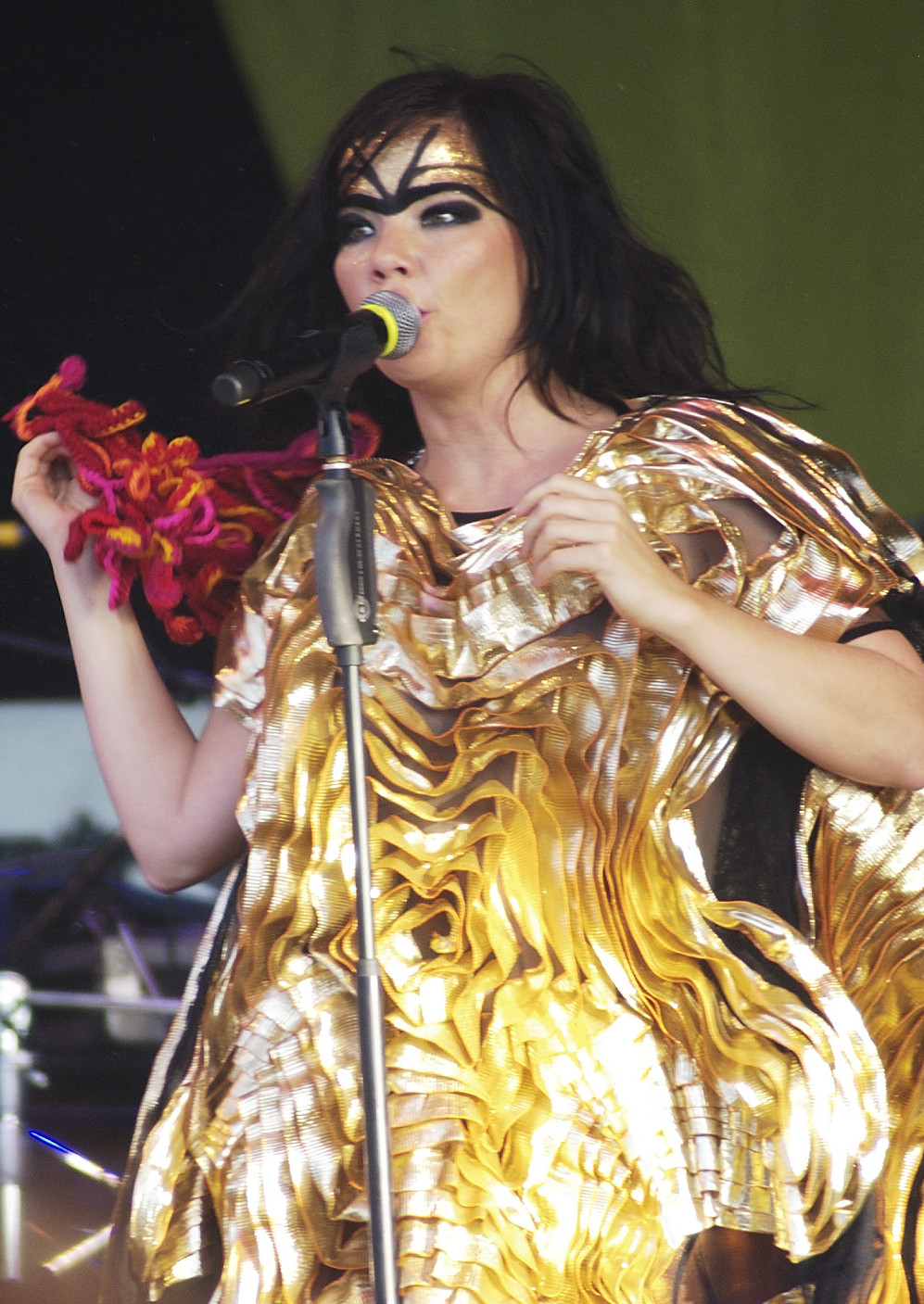
Björk, 2008

Aus Island stammen eine Reihe international erfolgreicher Künstler wie beispielsweise die Musikerin Björk, die vor ihrer Solokarriere in der isländischen Band Sugarcubes sang. Diese alternative Band war in den 1980er und 1990er Jahren weltweit bekannt. Eine weiterhin erfolgreiche Band ist Sigur Rós, dessen Sänger Jónsi 2010 ein Soloalbum herausbrachte. Weitere bekannte Bands sind etwa Amiina, Dikta, GusGus, Kælan Mikla, Megas, Mugison, múm, Of Monsters and Men, Sólstafir und Vök. Der Rocksänger Bubbi Morthens brachte 1980 sein erstes Album heraus und ist seit Jahren populär. Emilíana Torrini, eine jüngere isländische Künstlerin mit italienischem Namen, ist ebenfalls international erfolgreich. Seit 1999 findet jährlich in Reykjavík das Rockfestival Iceland Airwaves statt.
Island hat auch eine aktive Jazz-Szene. Die seit 1977 bestehende Funk-Fusion-Band Mezzoforte hatte 1983 mit Garden Party einen europaweiten Hit. Ein weiterer bekannter Musiker ist der Bassist Skúli Sverrisson. Bei dem jährlich abgehaltenen Reykjavík Jazz Festival treten auch international bekannte Künstler auf.
Daneben gibt es auch den Typus des politisch engagierten Liedermacher, der beispielsweise von Hörður Torfason verkörpert wird, der 2009 eine Führungsrolle bei den Demonstrationen in Reykjavík übernahm. Eine beliebte Liedermacherband ist Baggalútur. Großes Interesse herrscht in Island auch am jährlich stattfindenden Eurovision Song Contest. Die besten Ergebnisse mit jeweils dem zweiten Platz erreichte Island beim Eurovision Song Contest in den Jahren 1999 mit Selma und 2009 mit Yohanna.

### Theater
Die wichtigste Spielstätte isländischen Theaters ist das Þjóðleikhúsið in der Hauptstadt Reykjavík. Ein weiteres großes dort angesiedeltes Theater ist das Borgarleikhúsið. In Reykjavík gibt es außerdem zahlreiche kleinere Theater. Eines befindet sich im Museum zur Landnahme (Landnámssetrið) in Borgarnes und führt Stücke auf, die auf der Saga um Egill Skallagrímsson basieren (im Sommer auch auf Englisch). Auch bestehen Theater in Hafnarfjörður und Akureyri. Beliebt sind zudem Laienspielgruppen.

### Film
Der isländische Film findet zunehmend Beachtung. Im Jahr 1988 wurde Hrafn Gunnlaugssons Der Schatten des Raben (Í skugga hrafnsins) in zwei Kategorien für den neu eingeführten Felix, den Europäischen Filmpreis, nominiert. Der Filmemacher Friðrik Þór Friðriksson wurde im Jahr 1992 mit seinem Film Börn Náttúrunnar (dt. Children of Nature – Eine Reise) für den Oscar nominiert. Auch der Film Nói Albínói von Dagur Kári machte auf dem Festival von Rotterdam 2003 Furore. Ein weiterer prominenter Exponent des isländischen Kinos ist der Schauspieler und Regisseur Baltasar Kormákur, der mit 101 Reykjavík und Die kalte See zwei der bislang erfolgreichsten isländischen Filme schuf.
Island dient auch immer wieder als Schauplatz für Hollywood-Filme. Nach dem Film James Bond 007 – Stirb an einem anderen Tag wurden hier Episoden von Tomb Raider sowie Batman Begins gedreht. Clint Eastwood drehte in Island im Jahre 2006 Szenen für Flags of Our Fathers, Ridley Scott filmte Szenen aus Prometheus in Island und im September 2012 war Ben Stiller in vielen Orten der Insel, um Szenen für Das erstaunliche Leben des Walter Mitty aufzunehmen. Einige Szenen von Darren Aronofskys Films Noah aus dem Jahr 2014 wurden ebenfalls in Island gedreht. Der isländische Staat fördert diese Aktionen dabei in großem Umfang.

### Museen
Neben zahlreichen Museen für Kunst erinnern das Nationalmuseum und die Nationalgalerie in Reykjavík sowie zahlreiche kleinere Museen in der Hauptstadt Reykjavík und anderen Städten an das kulturelle Erbe Islands. Insbesondere die Freilichtmuseen wie Glaumbær dokumentieren das Leben vergangener Jahrhunderte.
In Húsavík gibt es ein Walmuseum, in Hofsós ein Museum zu Leben und Schicksal ausgewanderter Isländer v. a. in den USA und Kanada.

### Sehenswürdigkeiten

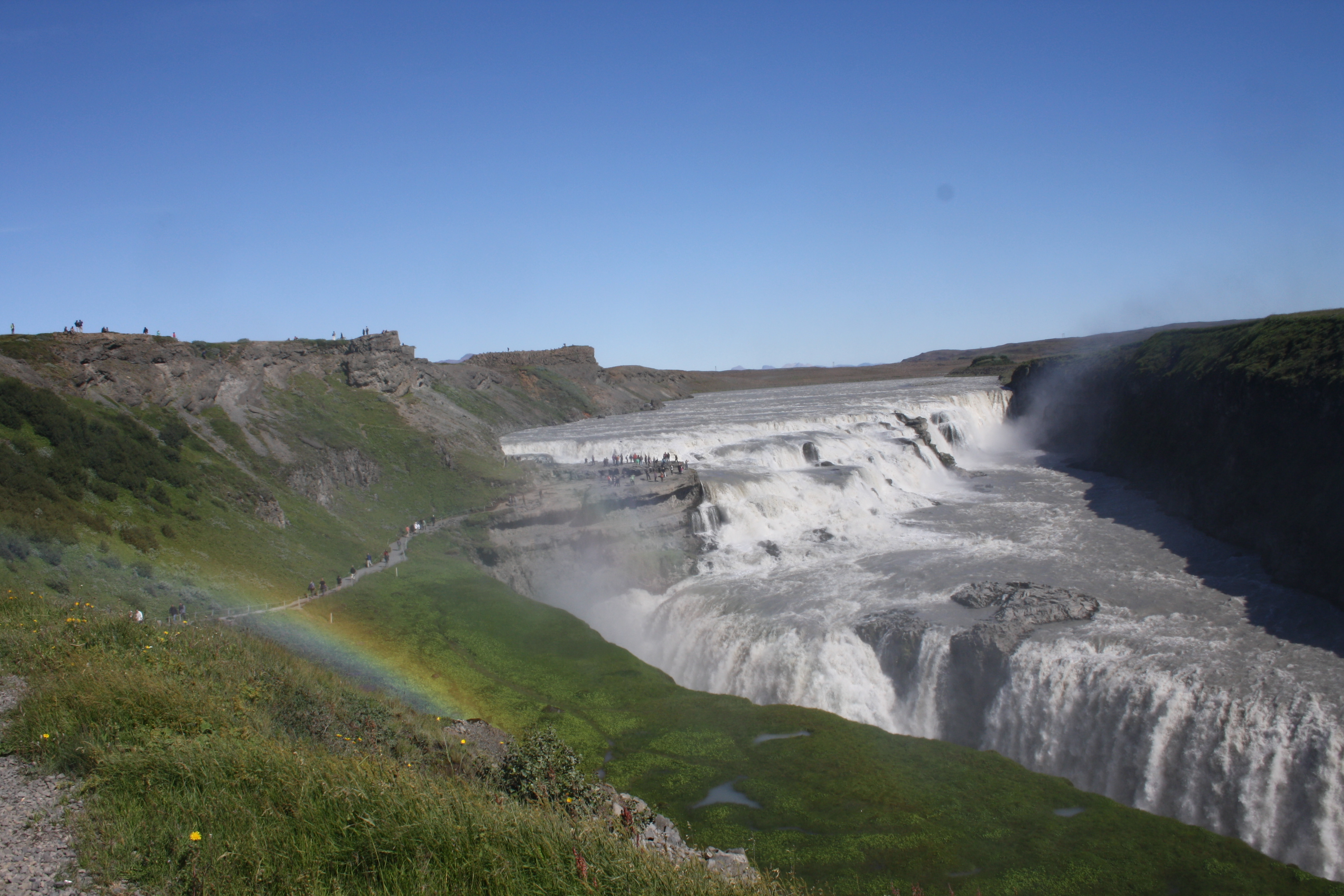
Der Wasserfall Gullfoss, einer der Orte des Golden Circle

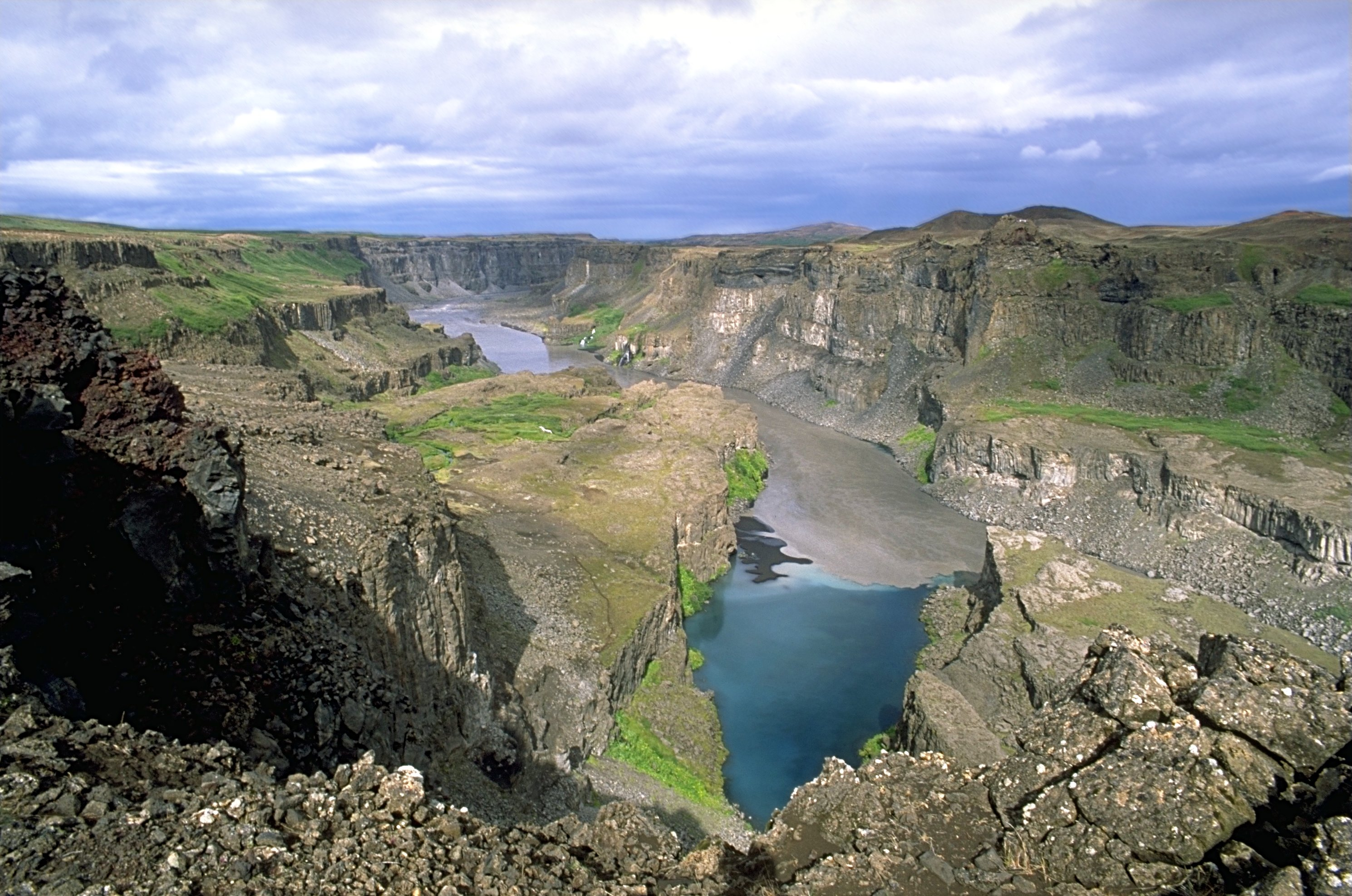
Die Schlucht Hafragilsundirlendi im Jökulsárgljúfur-Nationalpark

Þingvellir als traditioneller Versammlungsort des Althing wurde 1928 zum Nationalpark und 2004 zum Weltkulturerbe erklärt. Die Stätte gehört zu dem bei Besuchern beliebten Golden Circle, einer Tagestour, die einige der bekanntesten Sehenswürdigkeiten Islands abdeckt. Neben Þingvellir werden auf dieser Tagestour der Wasserfall Gullfoss und das Geothermalgebiet in Haukadalur (Südisland) mit seinen Geysiren besucht. Neben Þingvellir verfügt Island über drei weitere Nationalparks. In Westisland, nahe der Hauptstadt Reykjavík, liegt der Snæfellsjökull-Nationalpark am gleichnamigen Gletschervulkan, im Süden der Vatnajökull-Nationalpark und im Nordosten der Jökulsárgljúfur-Nationalpark.
Ähnlich wie die Welt im mythischen Bericht der Edda wurde die Insel Island durch die Elemente Feuer und Eis, d. h. durch Gletscher und Vulkane aufgebaut. Die verschiedensten vulkanischen Erscheinungen lassen sich am Mývatn-See rund um den nördlichen Zentralvulkan Krafla oder auch an dem im Süden gelegenen berühmten Vulkan Hekla beobachten. Die bekanntesten großen Gletscherschilde Islands, die auch mit Motorschlitten und Jeeps befahrbar sind, bilden der Langjökull, der Vatnajökull und der Mýrdalsjökull.
Das Hochland von Island gilt als sehenswürdig. Man kann es z. B. auf den Hochlandpisten Kjalvegur, Kaldidalur oder Sprengisandur überqueren und hat dabei einen Blick auf die verschiedensten Arten von Gletschern. Die Hochtemperaturgebiete von Landmannalaugar und den Kerlingarfjöll sind bekannt für das bunte Gestein ihrer Berge. Auch die Gebiete der Westfjorde und der Ostfjorde, die sich tief in bergiges Land einschneiden, laden zu Wanderungen ein. Im Winter kann man bei Ísafjörður und Neskaupstaður skifahren.
An zahlreichen Orten kann man außerdem Vögel beobachten wie z. B. am Mývatn-See oder auf Vogelfelsen wie dem Látrabjarg in den Westfjorden. Im östlichen Hochland leben Rentiere frei auf den Hochebenen. Polarfüchse leben im ganzen Land, besonders viele rund um den Berg Ingólfsjall im Süden von Island. Walbeobachtungen sind v. a. von Reykjavík und Húsavík aus möglich.
Auch die Hauptstadt Reykjavík hat neben einem lebhaften Kulturleben mit vielen Museen (s. dort) zahlreiche Sehenswürdigkeiten wie z. B. die Insel Viðey oder das Höfði-Haus, in dem sich Ronald Reagan und Michail Gorbatschow trafen, zu bieten.

### Zeiteinteilung
Traditionell wurde der Tag auf Island in dreistündige Intervalle mit – um Mitternacht beginnend – den Namen Lágnætti, Ótta, Rismál, Dagmál, Miðdegi, Nón, Miðaftann und Náttmál unterteilt.

## Gesellschaft

### Soziales
In Island herrscht Gleichberechtigung zwischen den Geschlechtern. Das Land ist liberal gegenüber Homosexuellen; seit 2010 sind gleichgeschlechtliche Eheschließungen möglich.
Island verfügt über ein umfassendes soziales Sicherungssystem. Es gibt eine (staatliche) Kranken- und diverse Rentenversicherungen, eine Unfallversicherung, eine Arbeitslosenversicherung und eine Familienversicherung. Diese Versicherungen werden vom Staatlichen Institut für Soziale Sicherheit organisiert. Die Finanzierung erfolgt über Beiträge, die von allen Steuerpflichtigen geleistet werden.
Der Anteil der Beschäftigten an der Gesamtbevölkerung lag 2010 bei 78,2 Prozent und damit höher als im Durchschnitt der EU-Mitgliedstaaten. Die Arbeitslosenquote lag im Jahre 2010 bei 8,5 Prozent, offenbar infolge der Wirtschaftskrise von 2008, ist aber bis zum Jahr 2016 (Juni) wieder auf 2,3 % zurückgegangen. Das Pro-Kopf-Einkommen in Island ist nach Luxemburg, Norwegen, der Schweiz und Dänemark das höchste der Mitgliedsländer der OECD.
1992 wurde ein Drogenpräventionsprojekt für Kinder und Jugendliche nach dem Konzept des amerikanischen Psychologen Harvey Milkman gestartet. Seither unterschreiben Eltern vor Beginn eines Schuljahres eine rechtlich nicht bindende Zusicherung, dass sie genug Zeit mit den eigenen Kindern verbringen und dass ihre Kinder unter 16 Jahren nach zehn Uhr abends nicht mehr draußen sind. Des Weiteren finden seitdem regelmäßige Treffen der Kinder mit anderen Kindern, Lehrern und Trainern nach der Schule statt. Außerdem erhalten Kinder seither pro Jahr einen Freizeitgutschein im Wert von 400 Euro, den sie für Sport-, Kunst- und andere Kulturangebote nach der Schule einlösen können. Dieses Präventionsprojekt wurde bisher (2017) weltweit in 18 Ländern nachgeahmt.

### Medien
Bekannte isländische Zeitungen sind bzw. waren Morgunblaðið, Fréttablaðið, 24 stundir (eingestellt) und Dagblaðið Vísir. Es gibt die öffentlich-rechtliche Hörfunkanstalt Ríkisútvarpið (RÚV) und 13 Privatsender, davon drei religiös orientierte. Daneben gibt es einen öffentlich-rechtlichen Fernsehsender und acht Privatsender (davon zwei religiös orientierte), darunter Stöð 2 und Stöð 2 Sport. Noch in den 1970er Jahren gab es nur je ein isländisches Hörfunk- und Fernsehprogramm. Letzteres sendete im Sommer, während der Fischfangsaison, an der viele Isländer aktiv teilnahmen, einen Monat nicht. Daneben waren in einigen Landesteilen Hörfunksendungen der US-Streitkräfte in englischer Sprache zu empfangen, die sich an die auf Island stationierten amerikanischen Truppen und ihre Angehörigen wendeten.
Mit der Icelandic Modern Media Initiative hat Island eine Mediengesetzgebung, die investigativen Online-Journalismus besonders schützt. Reporter ohne Grenzen schätzt die Pressefreiheit in dem Land als „zufriedenstellend“ ein.

### Sport

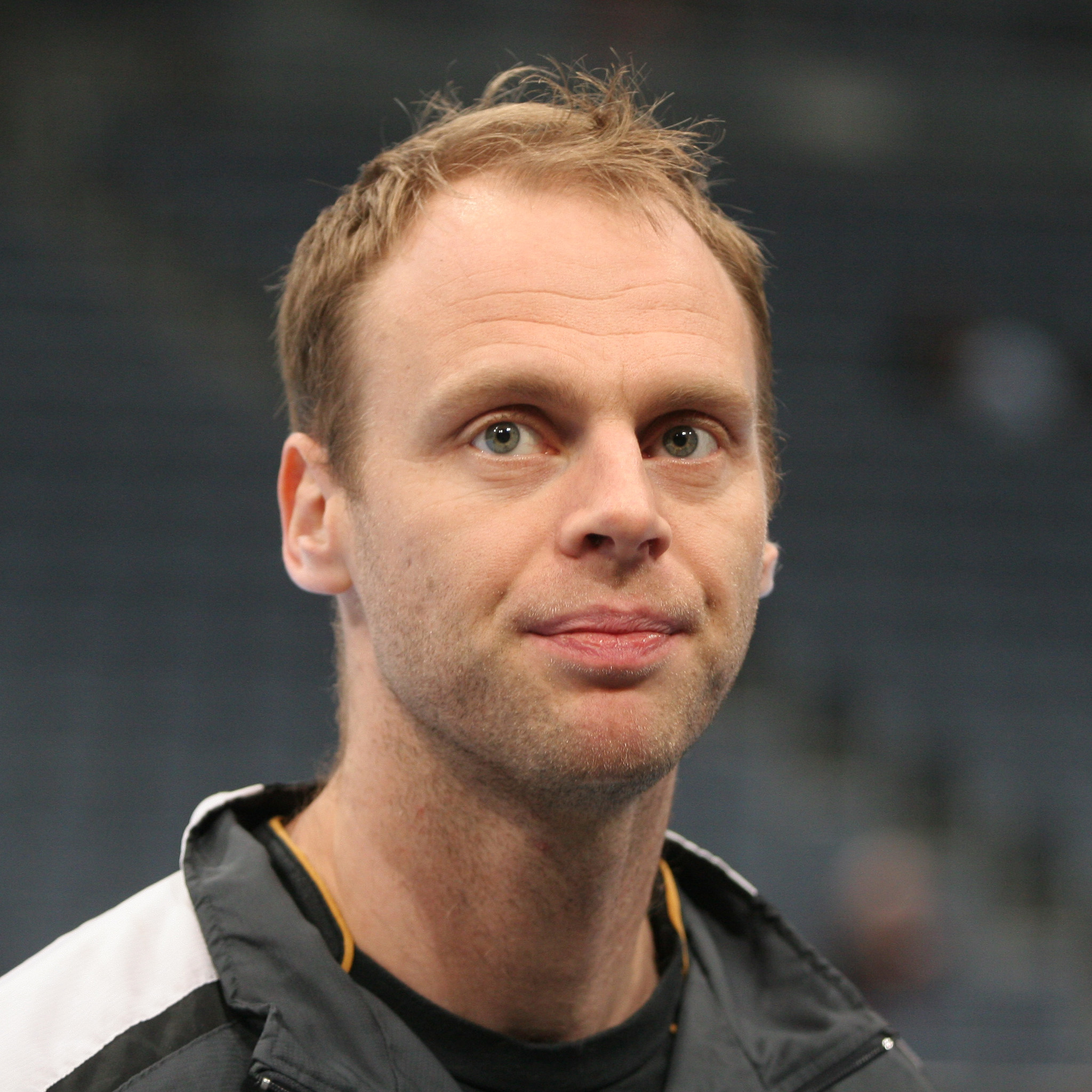
Der Handballspieler Ólafur Stefánsson, fünffacher „Sportler des Jahres“ und Träger des isländischen Großritterkreuzes

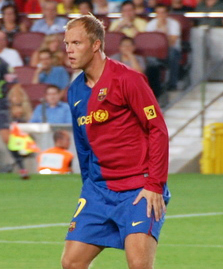
Eiður Guðjohnsen (Rekordtorschütze der Fußballnationalmannschaft) im Trikot des FC Barcelona

Der traditionelle Nationalsport Islands ist Glíma, eine Art Ringen. Dabei dürfen sich die Kämpfer nur an ihren Gürteln packen und müssen versuchen, ihren Gegner aus dem Gleichgewicht zu bringen. Der Meisterschaftsgürtel Grettisbeltið hat seinen Namen von dem Sagahelden Grettir dem Starken. Glíma hat jedoch in letzter Zeit an Popularität verloren. Boxen ist erst seit 2002 in Island wieder erlaubt, nachdem es 1956 „zum Schutze der Gesundheit“ verboten worden war.
Die olympische Silbermedaille des Leichtathleten Vilhjálmur Einarsson im Dreisprung 1956 ist der größte Erfolg eines isländischen Individualsportlers auf internationaler Ebene.
Obwohl es aufgrund der Bevölkerungszahl schwierig ist, bei Mannschaftssportarten zumindest europaweit konkurrenzfähig zu sein, ist das beim Handball gelungen. Die Männer-Handballnationalmannschaft schaffte sowohl bei einer Europa- als auch bei einer Weltmeisterschaft eine Platzierung unter den ersten fünf. Der größte Mannschaftserfolg in der isländischen Sportgeschichte überhaupt war der Einzug in das olympische Finale 2008 und der damit verbundene Gewinn der Silbermedaille.
Die Fußballnationalmannschaft der Männer konnte sich bisher einmal, für die EM 2016 in Frankreich, für eine Europameisterschaftsendrunde qualifizieren. Eine große Überraschung war der Sieg über die englische Fußballnationalmannschaft und der damit verbundene Einzug ins Viertelfinale. Dort unterlag Island dem Gastgeber Frankreich mit 2:5. An einer Fußball-Weltmeisterschaft nahm Island erstmals im Jahr 2018 bei der Fußball-Weltmeisterschaft 2018 in Russland teil. Der isländische Fußball brachte Spieler mit internationalem Format wie Eiður Guðjohnsen, Ásgeir Sigurvinsson, Eyjólfur Sverrisson oder Gylfi Sigurðsson hervor, die eine feste Größe in ausländischen Topvereinen wurden. Die Fußballnationalmannschaft der Frauen gehört zur erweiterten europäischen Spitze und konnte sich für die Endrunde der Europameisterschaft 2009, 2017 und 2022 qualifizieren, 2013 erreichte sie das Viertelfinale.
Ebenfalls zunehmend erfolgreich ist Island im Basketball, wo sich die Herren-Nationalmannschaft in jüngerer Vergangenheit zweimal in Folge, 2015 und 2017, für die Europameisterschaft qualifizieren konnte.
Das Reiten ist in Island immer noch ein Volkssport. Auch bei internationalen Wettbewerben erringen Isländer vor allem mit ihren eigenen Islandpferden viele Medaillen.
Das besonders hohe sportliche Niveau im Vergleich zu den anderen europäischen Kleinstaaten zeigt sich auch im ewigen Medaillenspiegel der Spiele der kleinen Staaten von Europa, bei dem Island den ersten Platz belegt.
Das Schachspiel besitzt in Island eine große Popularität. Mit 14 als Isländern geborenen Großmeistern erreicht das Land mit einem Großmeister pro 30.000 Einwohnern den weltweit höchsten Wert. Der isländische Schachgroßmeister Friðrik Ólafsson war von 1978 bis 1982 Präsident des Weltschachbundes FIDE.
Zudem erfreut sich der Fitnesstrend CrossFit seit einigen Jahren wachsender Beliebtheit. Anfang 2012 befanden sich unter den Top 10 der „fittesten“ Frauen Europas fünf Isländerinnen. Annie Thorisdóttir ist die bekannteste isländische Vertreterin dieser Sportart und gewann bereits 2011 und 2012 die CrossFit Games der Frauen.
Special Olympics Island wurde 1989 gegründet und nahm mehrmals an Special Olympics Weltspielen teil.

### Küche
Die isländische Küche umfasst einige Spezialitäten (z. B. Þorramatur), die vor allem zu Feiertagen gegessen und getrunken werden. Zu typisch isländischen Spezialitäten gehören zum Beispiel schwarz geräucherter Schafskopf, fermentierter Hai oder in Molke eingelegte Hammelhoden.

### Sitten und Gebräuche

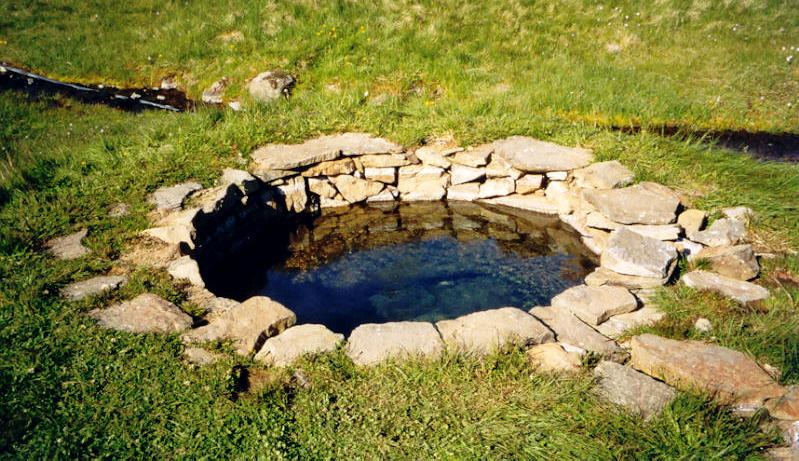
Gvendarlaug in den Westfjorden

Island ist für seine besondere Badekultur bekannt. Heiße Quellen wurden schon im Mittelalter zum Erholen und Baden genutzt, wie man zum Beispiel den Sagas entnehmen kann. Man hat auch einige noch erhaltene gefunden, wie zum Beispiel die Snorralaug in Reykholt oder das Gvendarlaug. Heute gibt es allein in Reykjavík sieben Freiluft-Thermalbäder, auch auf dem Lande finden sich zahlreiche Thermal-Freibäder. Das Freiluftbad Blaue Lagune bei Grindavík ist mittlerweile zu einer touristischen Sehenswürdigkeit geworden. Viele Privathäuser und Hotels sowie die zahlreichen Schwimmbäder verfügen über eigene, künstlich angelegte „heiße Quellen“, die sogenannten Hot Pots.
Alkoholische Getränke mit einem Gehalt von mehr als 2,25 % Vol. gibt es nur in staatlichen Monopolläden (Vínbúðin), Tabakwaren dürfen in den Geschäften nicht offen sichtbar sein. Abgabe und öffentlicher Konsum alkoholischer Getränke (über 2,25 %) ist gesetzlich ab dem 20., der von Tabakwaren ab dem 18. Lebensjahr gestattet. Seit 1. Juni 2007 ist das Rauchen in Restaurants, Cafés und öffentlichen Gebäuden verboten.

### Feiertage
| 1. Januar: Neujahr variabel: Gründonnerstag variabel: Karfreitag variabel: Ostersonntag variabel: Ostermontag Donnerstag zwischen dem 19. und 25. April: 1. Sommertag | 1. Mai: Tag der Arbeit variabel: Himmelfahrt variabel: Pfingstsonntag variabel: Pfingstmontag 1. Sonntag im Juni: Sjómannadagurinn 17. Juni: Nationalfeiertag 1. Montag im August: Kaufleutefeiertag | 1. Dezember: Souveränitätstag 24. Dezember: Heiligabend (ab Mittag) 25. Dezember: 1. Weihnachtsfeiertag 26. Dezember: 2. Weihnachtsfeiertag 31. Dezember: Silvester (ab Mittag) |

Trotz ihrer geschichtlichen und kulturellen Verbindung zu den Skandinaviern und trotz der unmittelbaren Nähe Islands zum nördlichen Polarkreis feiern die Isländer kein Mittsommerfest.

#### Nationalfeiertag
Island feiert seinen Nationalfeiertag am 17. Juni, in Erinnerung an den Geburtstag von Jón Sigurðsson (1811–1879). Er war der Vorkämpfer für Islands Selbstständigkeit. Am 17. Juni 1944 wurde in Þingvellir die Republik ausgerufen.

#### Feiertagsumardagurinn fyrsti
Eine Besonderheit ist der Feiertag sumardagurinn fyrsti, der erste Sommertag. Er fällt auf den ersten Donnerstag nach dem 18. April. Es ist der erste Tag des ersten Sommermonats harpa nach dem altisländischen Kalender. Schon lange bevor Weihnachtsgeschenke üblich wurden, gab es an diesem Tag sogenannte Sommergeschenke für die Kinder und Liebsten. Man wünscht sich gegenseitig einen „fröhlichen Sommer“ und bedankt sich für die miteinander verbrachte Zeit (hier den Winter). Entsprechend gibt es auch einen „ersten Wintertag“, zu dem man sich für gemeinsam verbrachte Stunden des vergangenen Sommers bedankt, der jedoch ansonsten nicht speziell begangen wird. Die alten isländischen Monatsnamen sind auch heute noch teilweise bekannt. Früher wurden nur die Jahreszeiten Winter und Sommer unterschieden. So wird auch heute das Alter von Pferden in Wintern und nicht in Jahren angegeben.

#### Feiertage für Berufsgruppen
Der Seemannstag Sjómannadagurinn wird jeweils am ersten Sonntag im Juni gefeiert. Er hat sich im 20. Jahrhundert entwickelt, ist aber erst seit 1987 ein offizieller Feiertag, an dem die gesamte Fischereiflotte von Gesetzes wegen im Hafen liegen muss. Früher waren einzig der Seemannstag und die Weihnachtsfeiertage Termine, welche die Seeleute sicher mit ihren Familien verbringen konnten. Auch heute noch wird dieser Tag mit viel Seemannsfolklore begangen und Häfen und Schiffe werden beflaggt. Gerade in den abgelegenen Fischerdörfern ist dieser Tag nach wie vor ein wichtiges, identitätsstiftendes Fest, nicht zuletzt auch, weil es nach einem langen Winter der erste größere Anlass für Zusammenkünfte im Freien ist.
Ein anderer Feiertag ist der Kaufleutefeiertag Verslunarmannahelgi am 1. Montag im August. Viele Isländer nutzen dieses verlängerte Kaufleute-Wochenende für Ausflüge in die Natur, Besuche von Open-Air-Festivals und ausgelassene Feiern. Obwohl es sich ursprünglich um den Feiertag der Kaufleute handelt, sind Büros und Behörden sowie Fabriken und Baustellen geschlossen. Am ehesten ist noch der Einzelhandel davon ausgenommen, da es sich um den Höhepunkt des Reisesommers handelt, sowohl für Einheimische wie ausländische Touristen. Seit 2002 bemüht sich der Handel aber, Ladenöffnungen auf das Nötigste zu beschränken.
Der Souveränitätstag (Fullveldisdagur) bezieht sich auf die Ausrufung des eigenständigen (souveränen) Königreichs Island in Personalunion mit Dänemark am 1. Dezember 1918. Wörtlich ist damit die Erlangung der „vollen staatlichen Gewalt“ gemeint, der Begriff „Selbständigkeits-“, oder „Unabhängigkeitstag“ wird hingegen umgangssprachlich mit der Ausrufung der Republik 1944 verbunden. Zur Feier dieses Tages haben die Studenten und Schüler unterrichtsfrei, ansonsten geht das Geschäftsleben aber seinen gewohnten Lauf. Er fällt damit vor allem als Studentenfeiertag auf. Allerdings hat der Staatspräsident bei einer Ansprache im Herbst 2008 gefordert, der isländischen Nation ihren Souveränitätstag wiederzugeben. Ob damit die Erhebung des 1. Dezembers zum offiziellen Feiertag gemeint ist, bleibt bis auf weiteres unklar.

#### Weihnachtsbräuche
Weihnachtsbäume haben sich, wie auch andere kontinentaleuropäische Bräuche, erst spät in Island eingebürgert. Da geeignete Bäume fehlen, fertigte man zu Anfang des 20. Jahrhunderts noch baumartige Lattengestelle an und bemalte diese grün. Daran wurden Kerzen, immergrüne Zweige und Baumschmuck befestigt. Nadelbäume als Weihnachtsbäume gibt es erst etwa seit den 1960er Jahren. Heute tritt neben die aus Skandinavien importierten Weihnachtsbäume auch die Produktion aus heimischen Aufforstungen, ebenso erfreuen sich Plastikbäume ungebrochener Beliebtheit.
In der Vorweihnachtszeit finden zahlreiche Kinderweihnachtsfeiern statt, und man veranstaltet Festessen, für die manche Bauern traditionell ein Weihnachtsschaf schlachten. Das weihnachtliche Festmahl besteht für viele aus einem geräucherten Schweinerücken (ähnlich dem Kasseler), der als Delikatesse gilt und auf dänischen Einfluss zurückgeht. Für andere sind (selbst gejagte) wilde Alpenschneehühner ein unabdingbarer Bestandteil der Weihnachtstafel. Traditioneller, aber nicht weniger beliebt sind geräuchertes Hammelfleisch und Fisch, dazu wird Bier oder mit Malzbier gemischte Orangenlimonade („Weihnachtsbier“) getrunken. Eine weitere beliebte Weihnachtstradition ist der Mandel-Reisbrei mit unter anderem einer einzelnen ganzen Mandel darin; wer die Mandel in seinem Teller findet, hält das möglichst bis zum Schluss der Mahlzeit geheim und bekommt dann ein Extrageschenk. Ein Adventsbrauch ist der Verzehr von fermentiertem Rochen am Tag vor Weihnachten, Torlaksmesse, nicht unähnlich der katholischen Fischessen zu Aschermittwoch. Der Tag ist nach dem heiligen isländischen Bischof Þorlákur von Skálholt benannt. Dieser Heiligengedenktag hat sich auch nach der Reformation, die in Island um die Mitte des 16. Jahrhunderts eingeführt wurde, erhalten; Þorlákur ist der Schutzheilige Islands.
Eine Besonderheit Islands ist die Tradition der Weihnachtsmänner, der jólasveinar (wörtlich „Weihnachtsgesellen“). Es gibt derer 13; sie wohnen mit ihrer Mutter, der Hexe Grýla, und ihrem liederlichen Gefährten Leppalúði sowie der riesigen Weihnachtskatze in einer Höhle in den Bergen. In den 13 Nächten vor dem ersten Weihnachtsfeiertag (25. Dezember) kommen sie in die von Menschen bewohnten Gegenden; jeden Abend kommt einer und sie bleiben je 14 Tage, sodass der erste am 12. Dezember und der letzte an Heiligabend kommt, der erste am 25. Dezember die Menschen wieder verlässt und der letzte dementsprechend am 6. Januar. Diese Weihnachtsmänner entsprechen nicht der europäisch-amerikanischen Weiterentwicklung der Figur des hl. Nikolaus (Santa Claus), sondern sind verschmitzte Burschen, die ständig Schabernack im Sinne haben.

## Dokumentation
- Island – Reise zum Ursprung der Erde. Regie: Herlé Jouon, ARTE F, Frankreich, 90 Minuten, 2023